# Németország építészete
Németország építészetének hosszú és változatos története van. Az ókori rómaitól a posztmodernig minden jelentős európai stílus képviselteti magát, beleértve a karoling, a román, a gótika, a reneszánsz, a barokk, a klasszikus, a modern és a nemzetközi stílusú építészet példáit.
A Brandenburgi kapu, a kölni dóm, a frankfurti Szt. Pál-templom, a neuschwansteini kastély, Hambach kastélya , Wartburg vára és a Reichstag épülete Németország legszimbolikusabb építményei közé tartoznak.

## Ősi kultúrák építészete

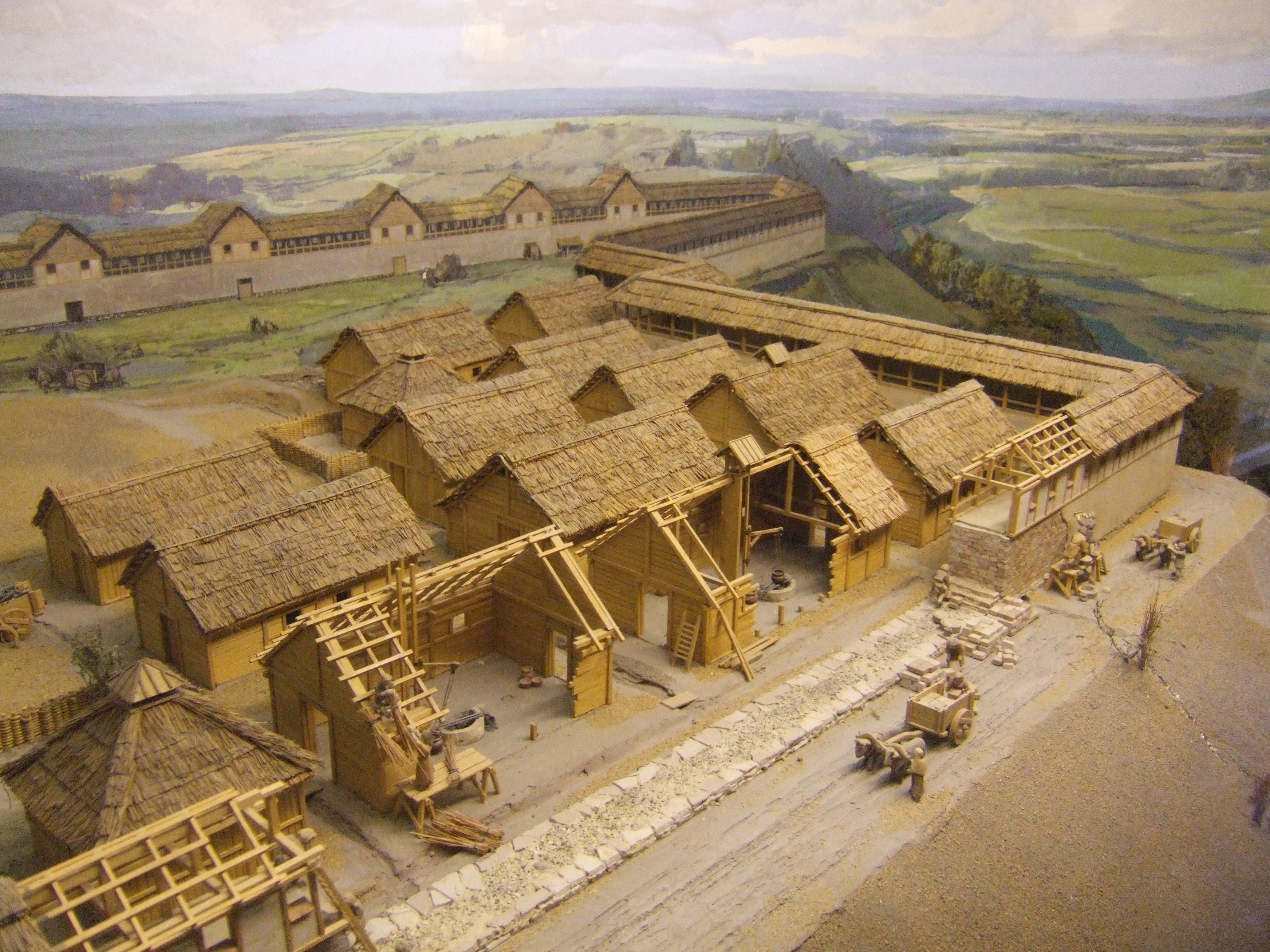
Heuneburg makettje

Az úněticei kultúra olyan nagy temetkezési halmokat emelt, mint a Leubingen tumulus és a helmsdorfi és bornhöcki sírok.
Közép-Európában a késő bronzkorra az ún. harangedényes, únéticei és a tumulus kultúrákat felváltotta az ún. urnamezős kultúra (kb. Kr. e. 1300-750).
Az északi bronzkor idején Skandináviában és Észak-Németországban kifejlődött az ún. Hallstatt-kultúra. Ezt követte a La Tène-kultúra (Kr. e. 5-1. század).
A kelták korában létrejöttek az első nagyobb települések, mint például Heuneburg, az Alpoktól északra a legrégebbi város.

## Római kor

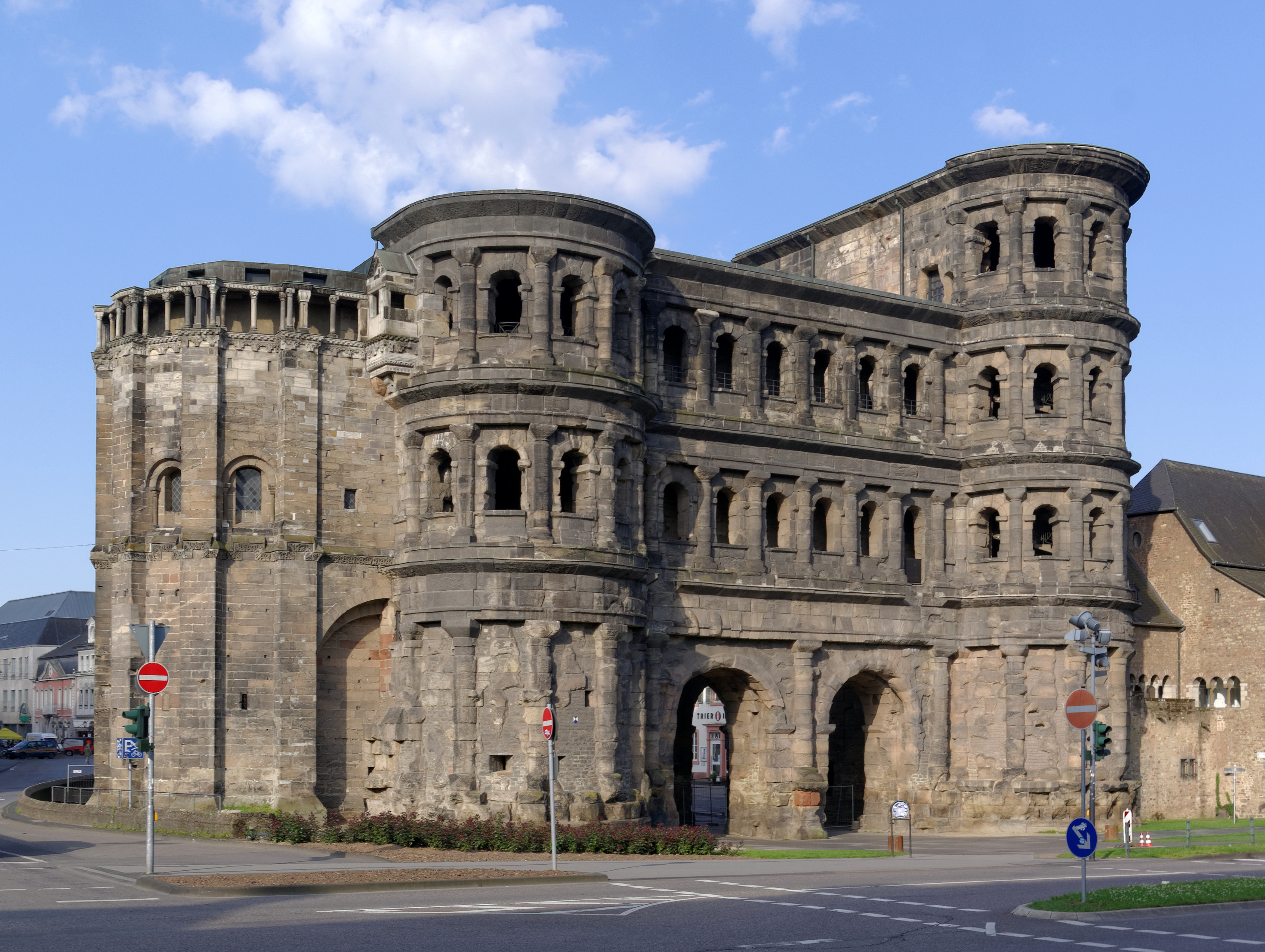
Porta Nigra (Trier)

A Római Birodalom egykor a mai Németország nyugati felének nagy részére kiterjedt, és még mindig vannak maradványok a limes körül, az ókori Róma határvédelmi rendszerében, amely az egykori Római Birodalom határait jelölte. A határmenti erődítmények, például erődök és katonai táborok mellett a rómaiak termákat, hidakat és amfiteátrumokat is építettek.
Fontos római metropolisz volt Trier. Itt található a Porta Nigra, az Alpoktól északra a legnagyobb római városkapu, a különféle termálfürdők maradványaival, egy római híddal és a (nagyrészt rekonstruált) Aula Palatinával együtt.

## Preromán

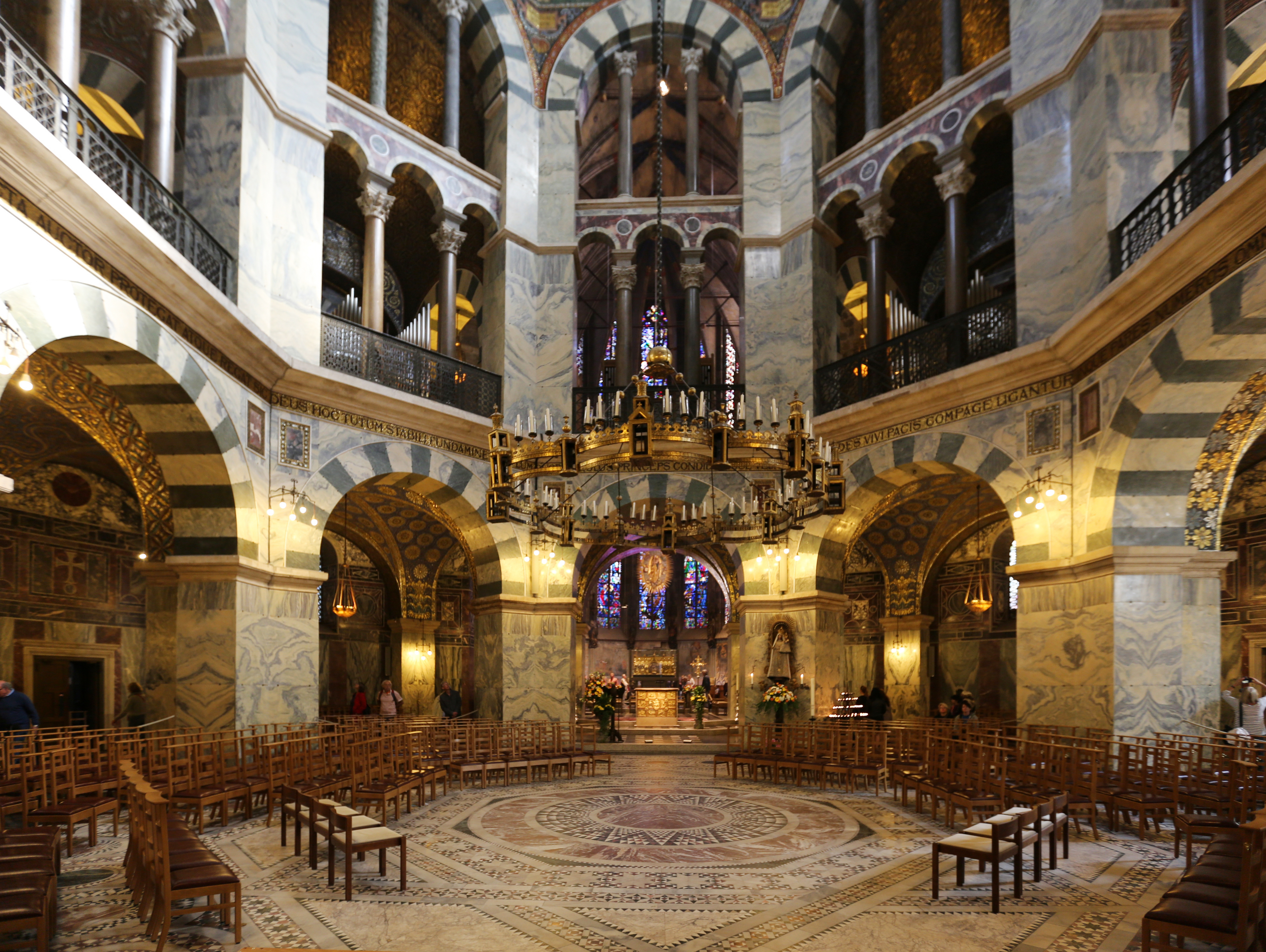
Aacheni Palatinus-kápolna

A preromán korszakot általában a Meroving királyság mintegy 500 körüli megjelenésétől a 11. századi román kor elejéig datálják. Ebből az időszakból származó német épületek közé tartozik a lorschi apátság. Ez ötvözi a római építészet elemeit a népies teuton örökséggel. A lorschi kapucsarnok a késő-karoling építészet alkotása.
Ennek a stílusnak az egyik legjelentősebb temploma a Szent Mihály apátsági templom, amelyet 1001 és 1031 között építettek.
Nagy Károly alatt (768—814) úgy az egyházi, mint a világi építészet élénk virágzásnak indul. A karoling művészet Lorschban, Fuldában és főképp Aachenben hozott létre nagyszerű alkotásokat, de Ottmarsheimben, Essenben, Kölnben is találhatók karoling szellemben épült templomok maradványai.

## Román kor
A német román építészet bölcsője a Szászország, tartományával), ahol igen korán indult fejlődésnek és nagyszerű alkotásokat produkált.
A szász templomokat (Hamburg-Dortmund régió) csak a 12. század derekán kezdik boltozni, addig lapos mennyezetűek.
A 10. századtól a 13. század elejéig terjedő román korszakot félköríves ívek, robusztus megjelenés, kis ablakok jellemzik. Németországban sok templom ebből az időből származik, köztük Köln tizenkét román stílusú temploma.
I. Henrik alapította a 10. század első felében a két quedlinburgi templomot, amelyeknek egyes részei még eredeti alakjukban vannak meg.
Nagyszerű román művészet fejlődött a Rajna vidékén, ahol a karoling hagyományok erős befolyást gyakoroltak az új építészetre. A rajnai román templomtípust gazdag tornyos architektúra, s festői tömegcsoportosítás jellemzi.
A korszaknak egyik legjelentősebb épülete a Speyeri dóm. 
A Wormsi dóm és a mainzi Szent Márton és Szent István-dóm épülete a román stílus további jelentős példái. Ebben a korszakban sok templomot és kolostort is alapítottak, különösen Szász-Anhaltban.
Különös jelentőséggel bír a quedlinburgi Szent Szervátiusz-templom, valamint a Lübeck-székesegyház, a Brunswick-székesegyház, a hildesheimi Szent Mária-székesegyház és a Szent Mihály- székesegyház, a trieri székesegyház, a naumburgi székesegyház és a bambergi székesegyház, amelyek építésének utolsó szakasza a gótikus időszakra esik.|
A maulbronni apátságot a ciszterci építészet jelentős példájaként tartják számon. A 12. és 15. század között épült, ezért gótikus elemeket is tartalmaz.
A profán építészet maradványai főleg császári paloták („pfalzok“), így a goslari és gelnhauseni, valamint a fejedelmi várak.
A 11. században számos várat is elkezdtek román stílusban építeni, köztük a híres Wartburg várát, amelyet később gótikus stílusban bővítettek ki.

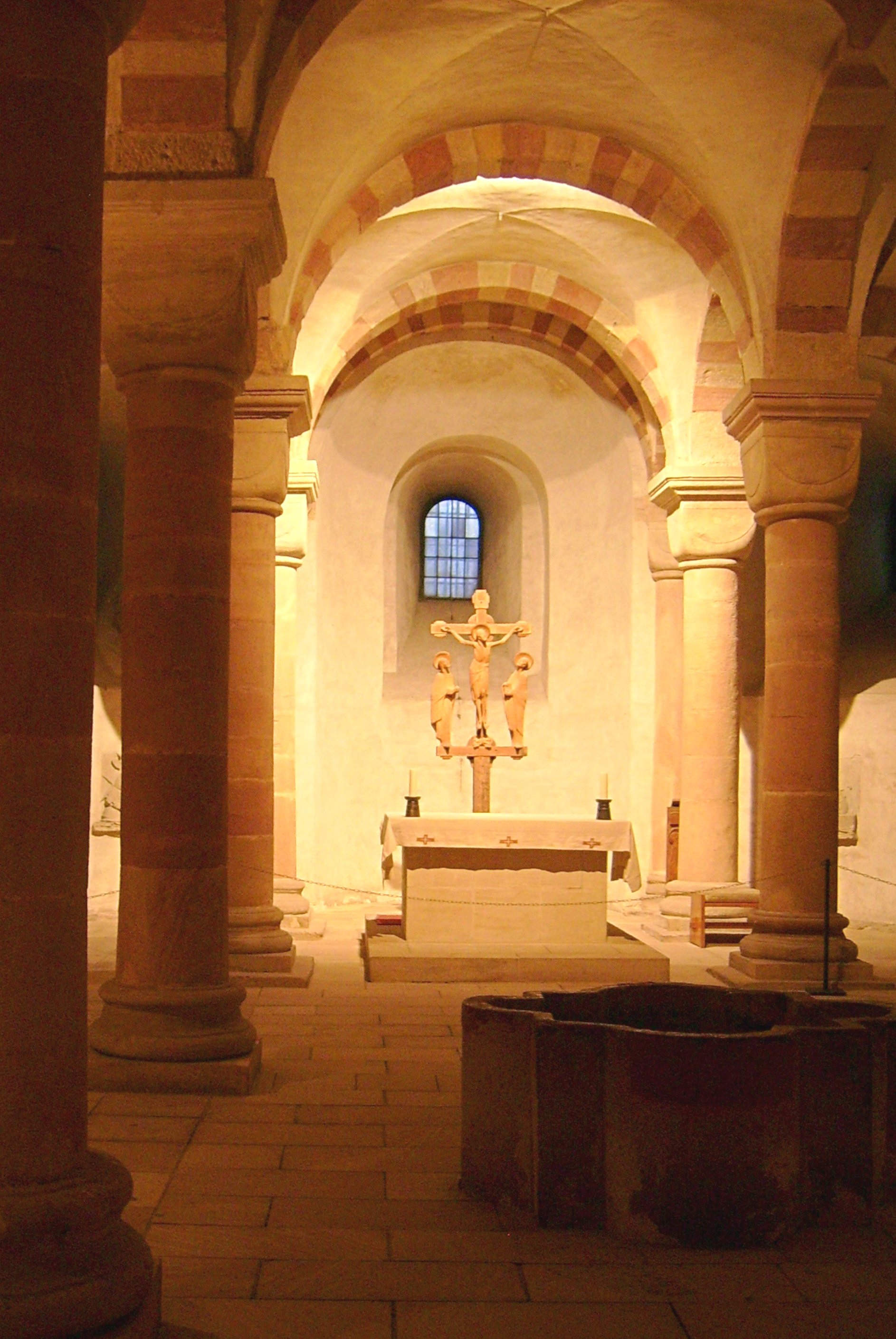
Speyeri dóm kriptája
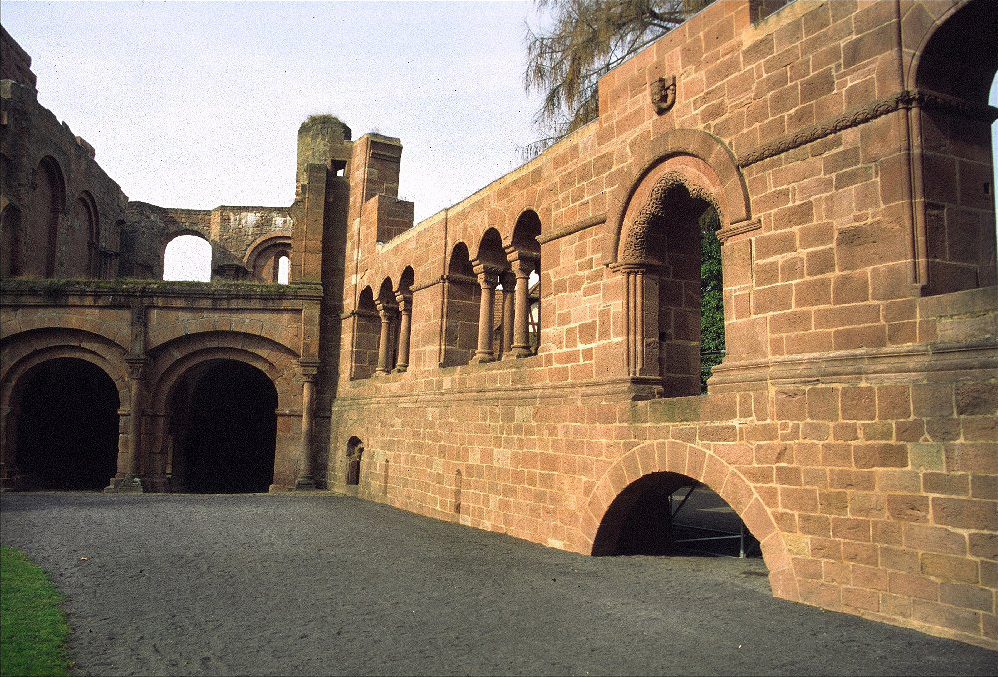
gelnhauseni palota
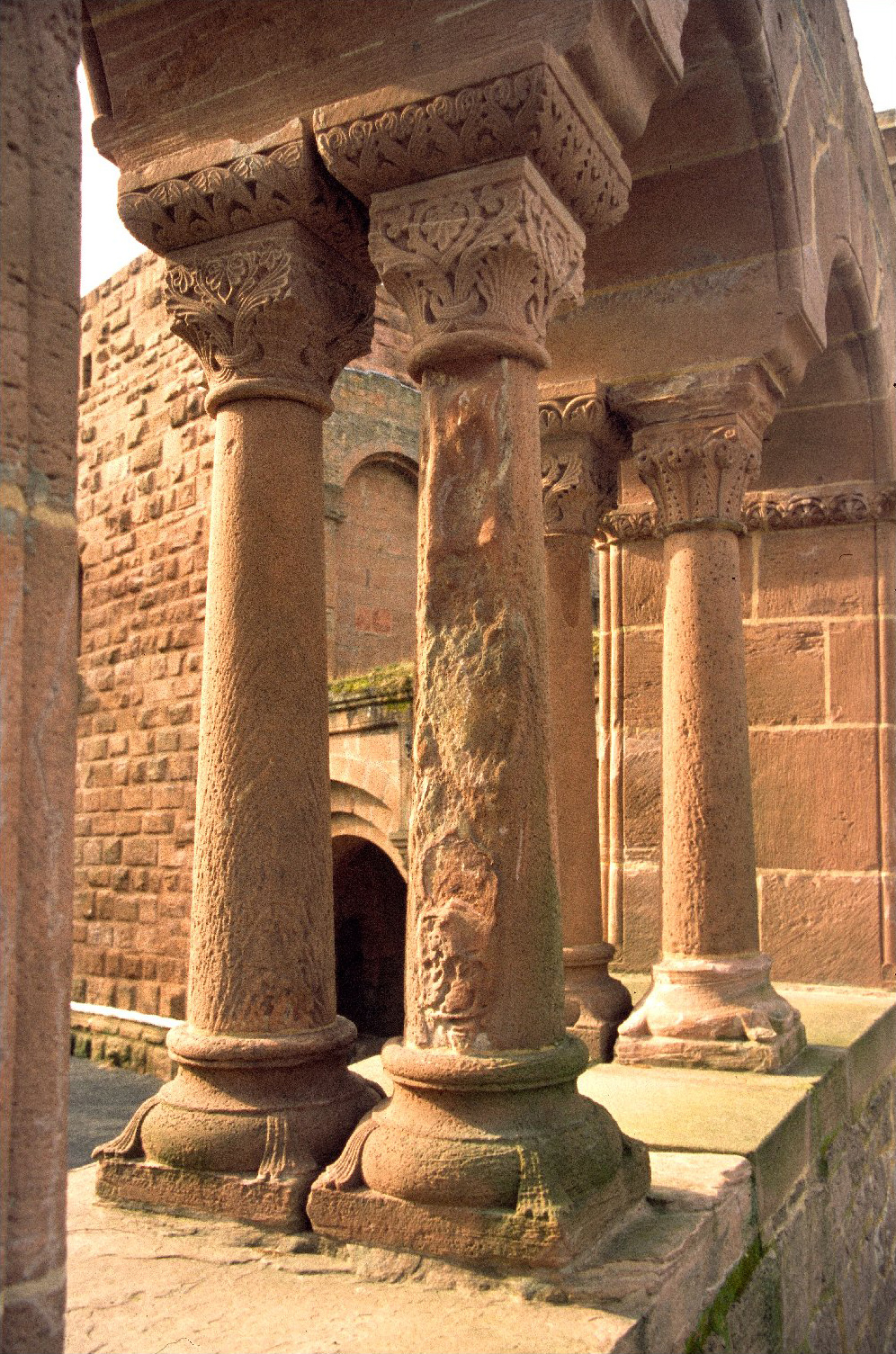
gelnhauseni palota oszlopai
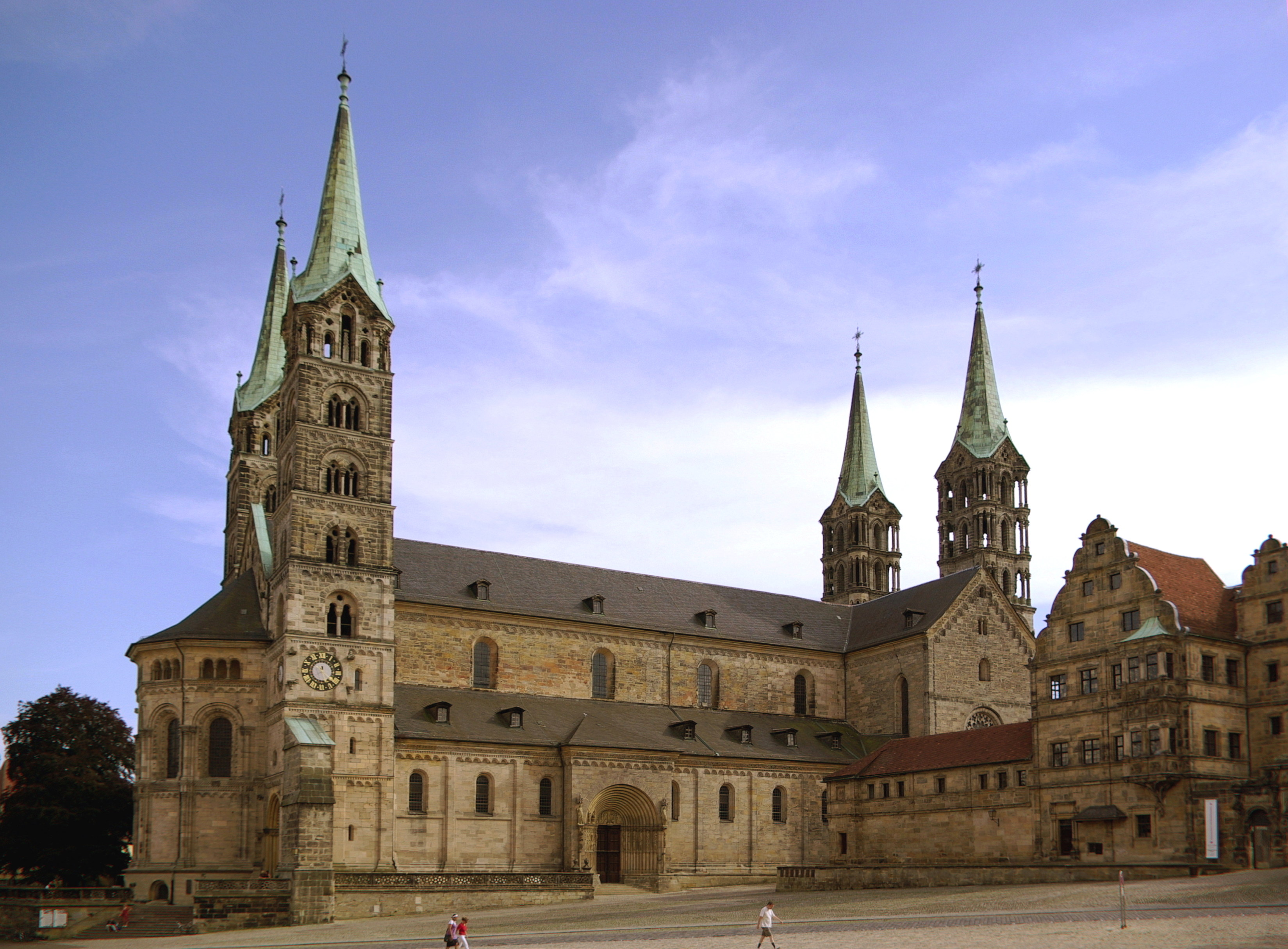
A bambergi dóm román és koragót elemekkel
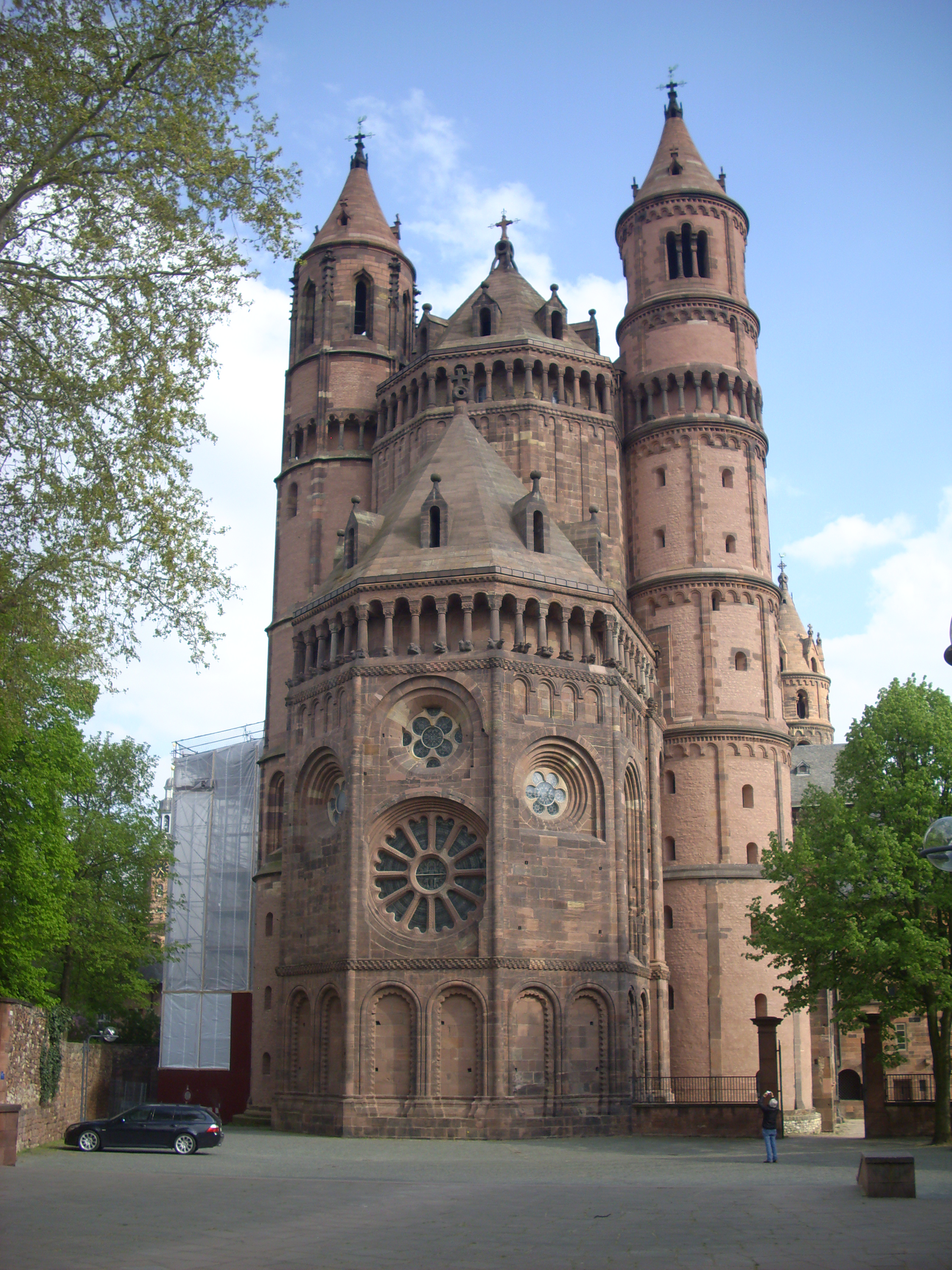
Wormsi dóm
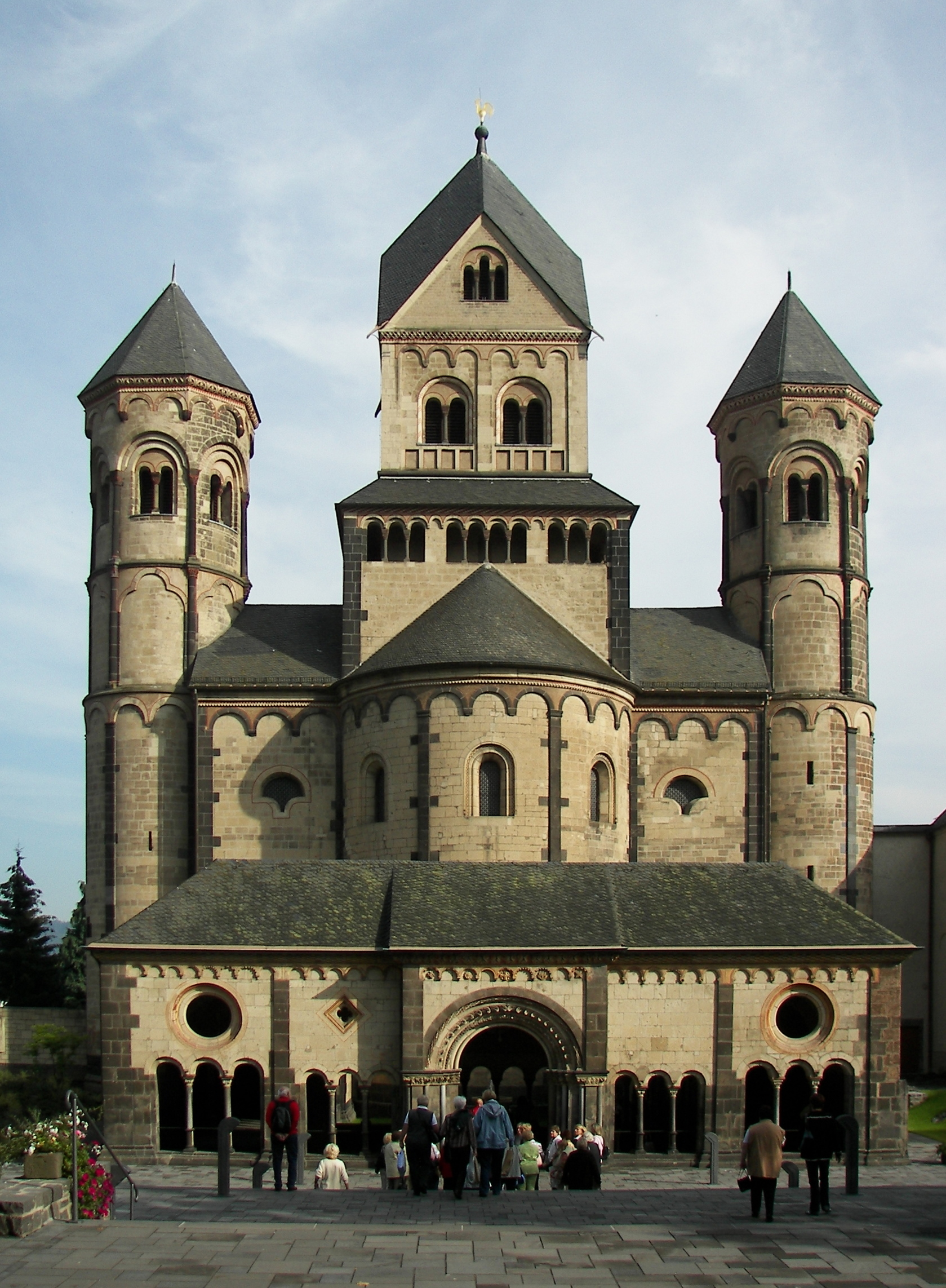
Abtei Maria Laach, bencés kolostor Gleesben

## Gótika
A gótikus építészet a késő középkorban virágzott. Először a magdeburgi dóm szentélyén jelenik meg, majd a 13. század első feléből származó, görögkereszt alaprajzú trieri Liebfrauenkirchén bontakozik ki. Az ország első gótikus épületei kb. 1230-tól épültek, így az említett Liebfrauenkirche (a Miasszonyunk-templom) Trierben.
A freiburgi székesegyház három szakaszban épült. Az eredeti épületből már csak az alapok vannak meg. 116 méteres tornyáról nevezetes, amely Jacob Burckhardt szerint a keresztény építészet legszebbje. Ez az egyetlen gótikus templomtorony Németországban, amely a középkorban (1330) készült el, és túlélte a 20. századi világháborúkat.
A kölni dóm a milánói dóm után a világ második legnagyobb gótikus katedrálisa. Az építkezés 1248-ban kezdődött, és megszakításokkal 1880-ig tartott, azaz több mint 600 éves időszak alatt épült.
A téglagótika a gótikus építészet sajátos stílusa, amely Észak-Európában, különösen Észak-Németországban és a Balti-tenger körüli régiókban gyakori. Az épületek többé-kevésbé csak téglából épültek. A stralsundi városháza és a Szent Miklós-templom jó példái ennek a stílusnak. A mai észak- és nyugat-lengyelországi városok, például Lübeck, Rostock, Wismar, Stralsund Greifswald és számos város, mint Szczecin, Kołobrzeg, Gdańsk, amelyek a középkor óta németek által lakott régiók, ezt a stílust mutatják.
További példák a brémai városháza (1410) és az (újjáépített) münsteri városháza (eredetileg 1350-ből).

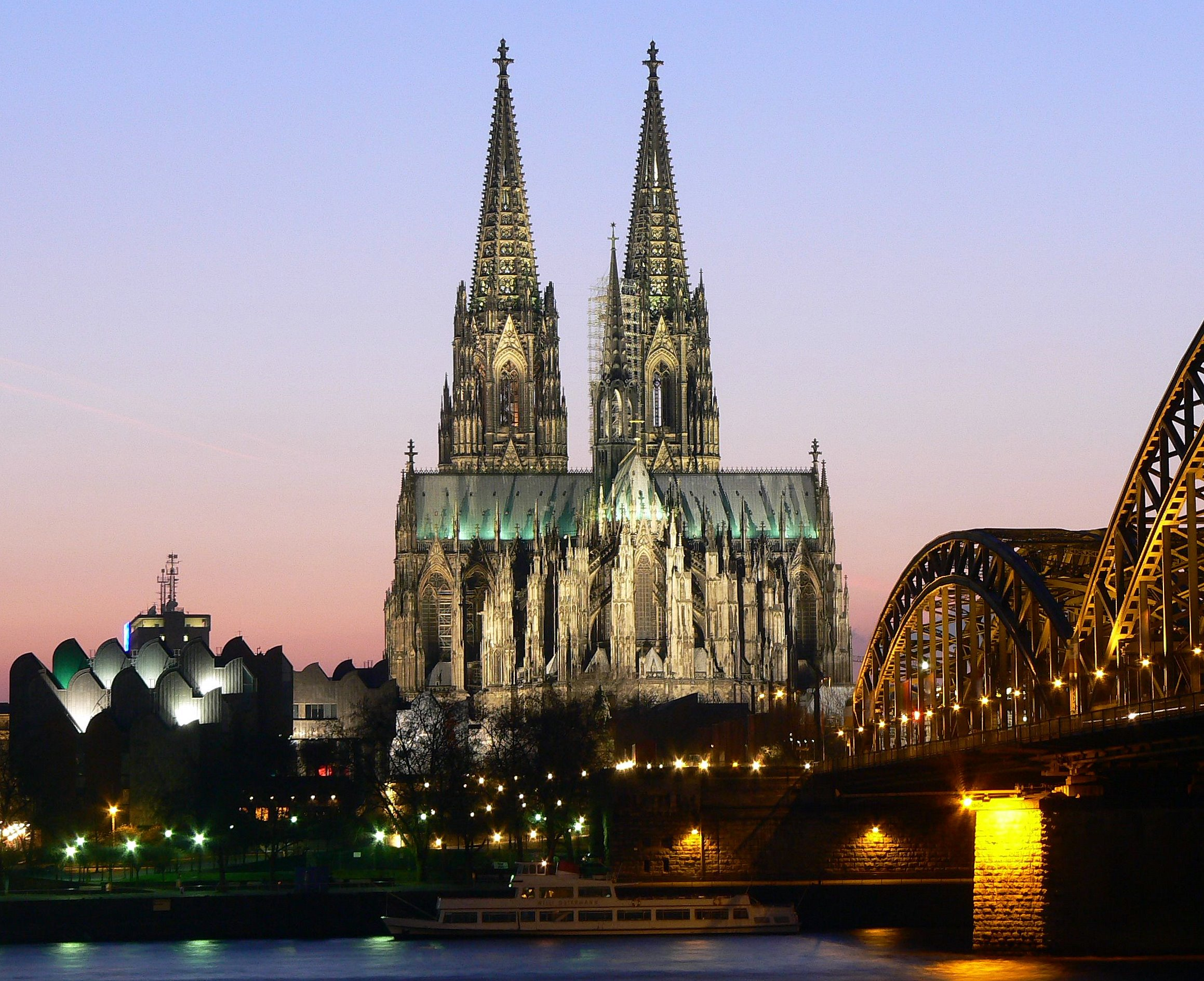
Kölni dóm
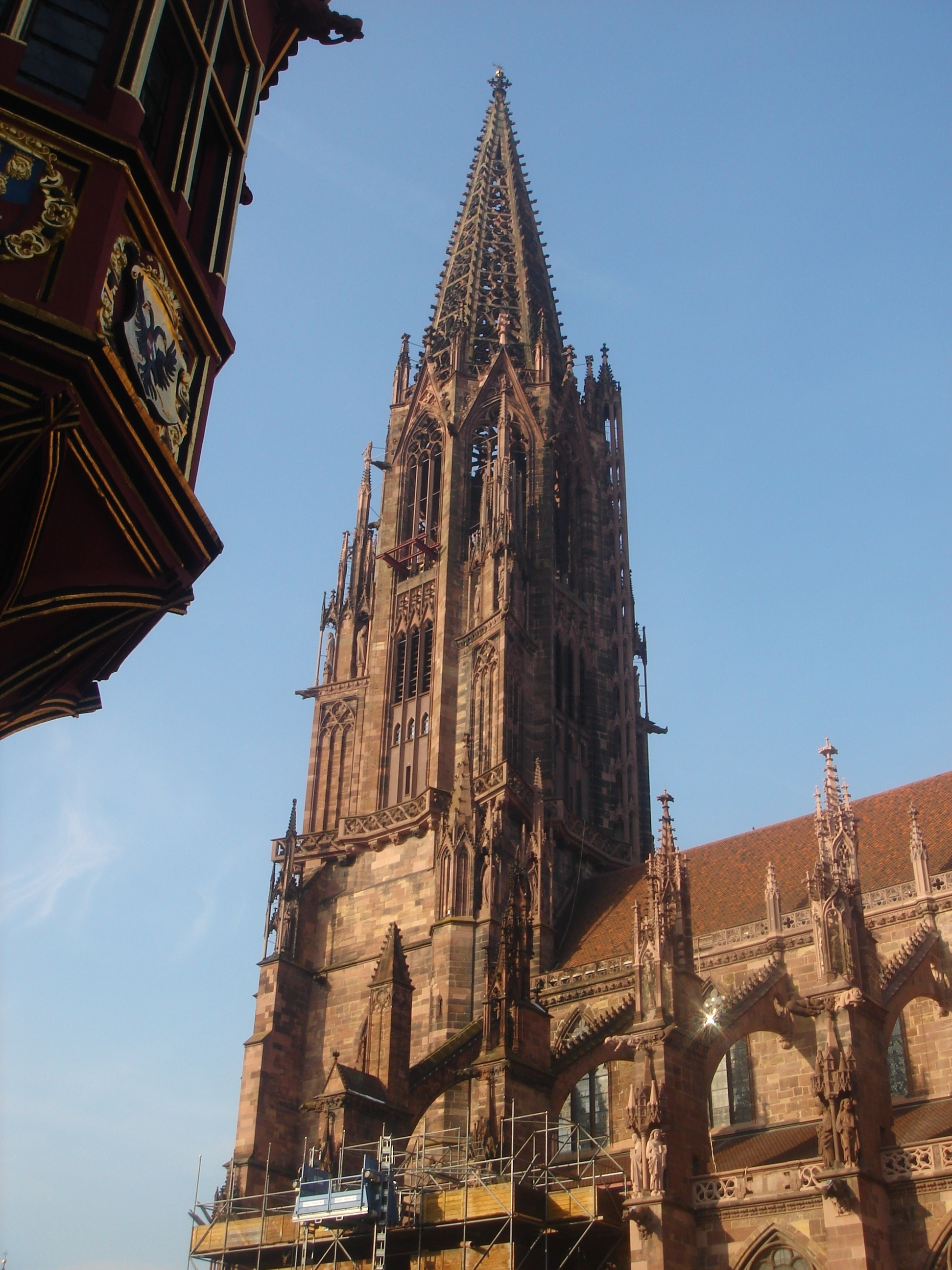
Freiburgi Münster tornya
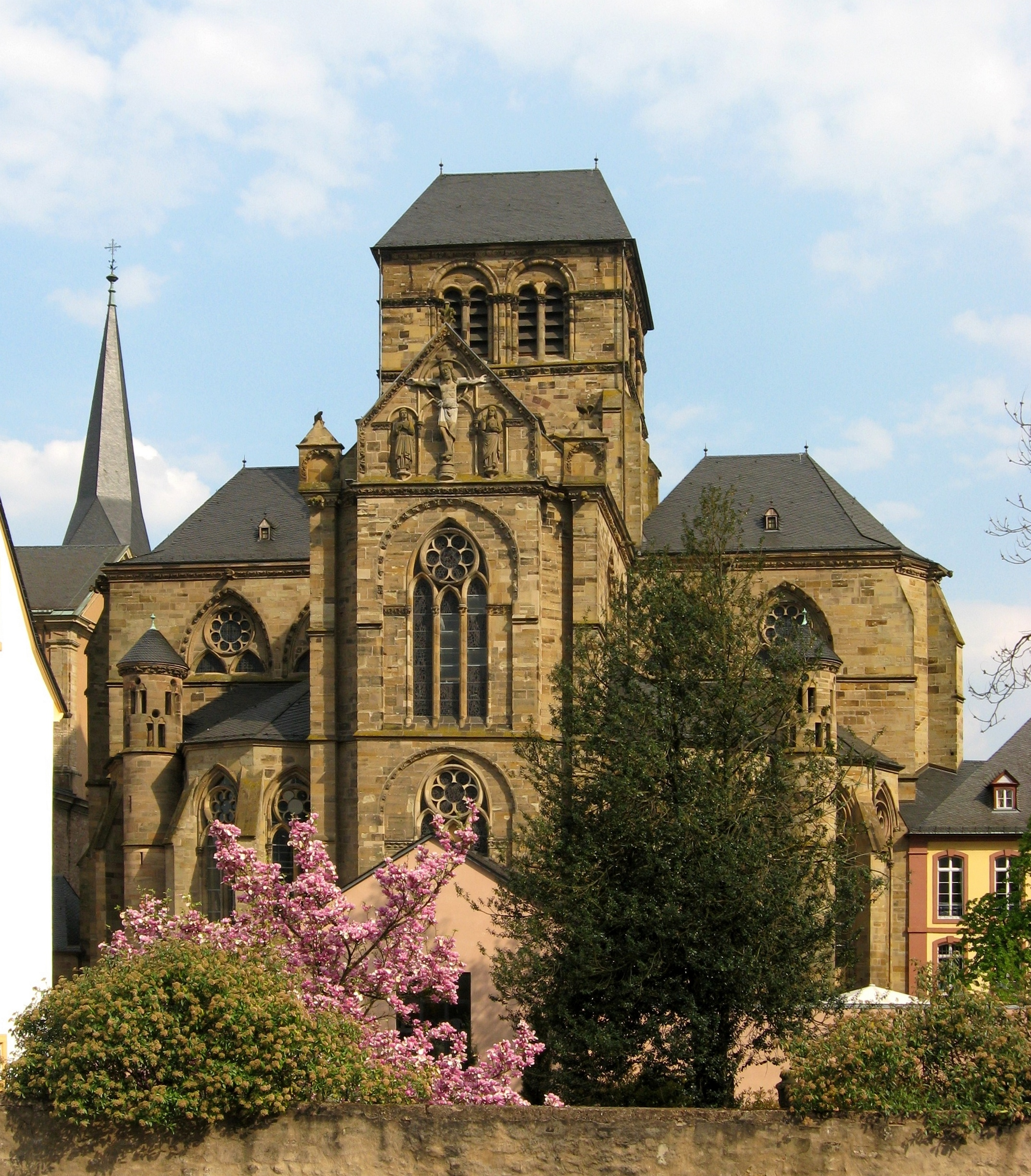
Liebfrauenkirche, Trier
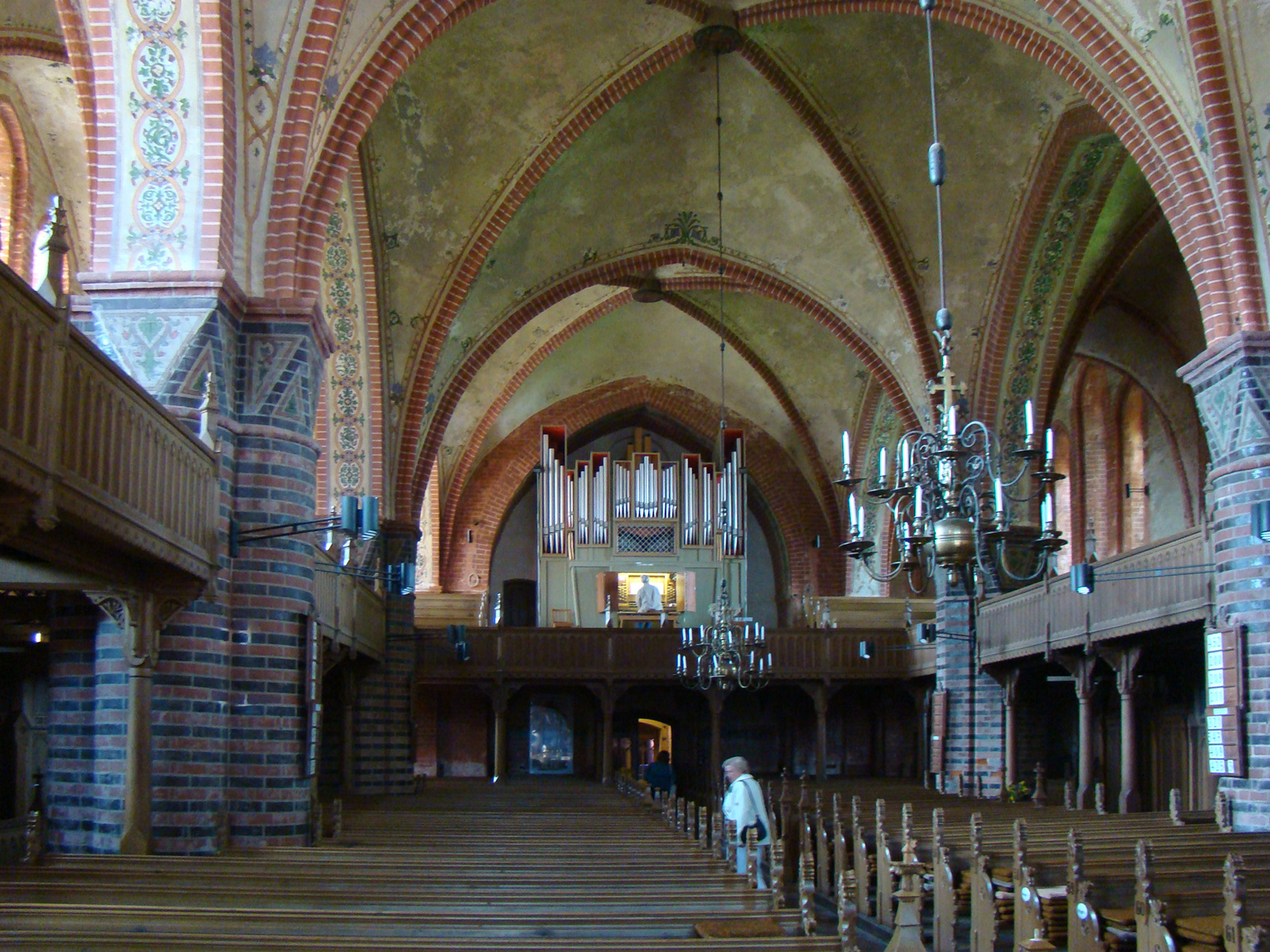
Marienkirche, Plau am See
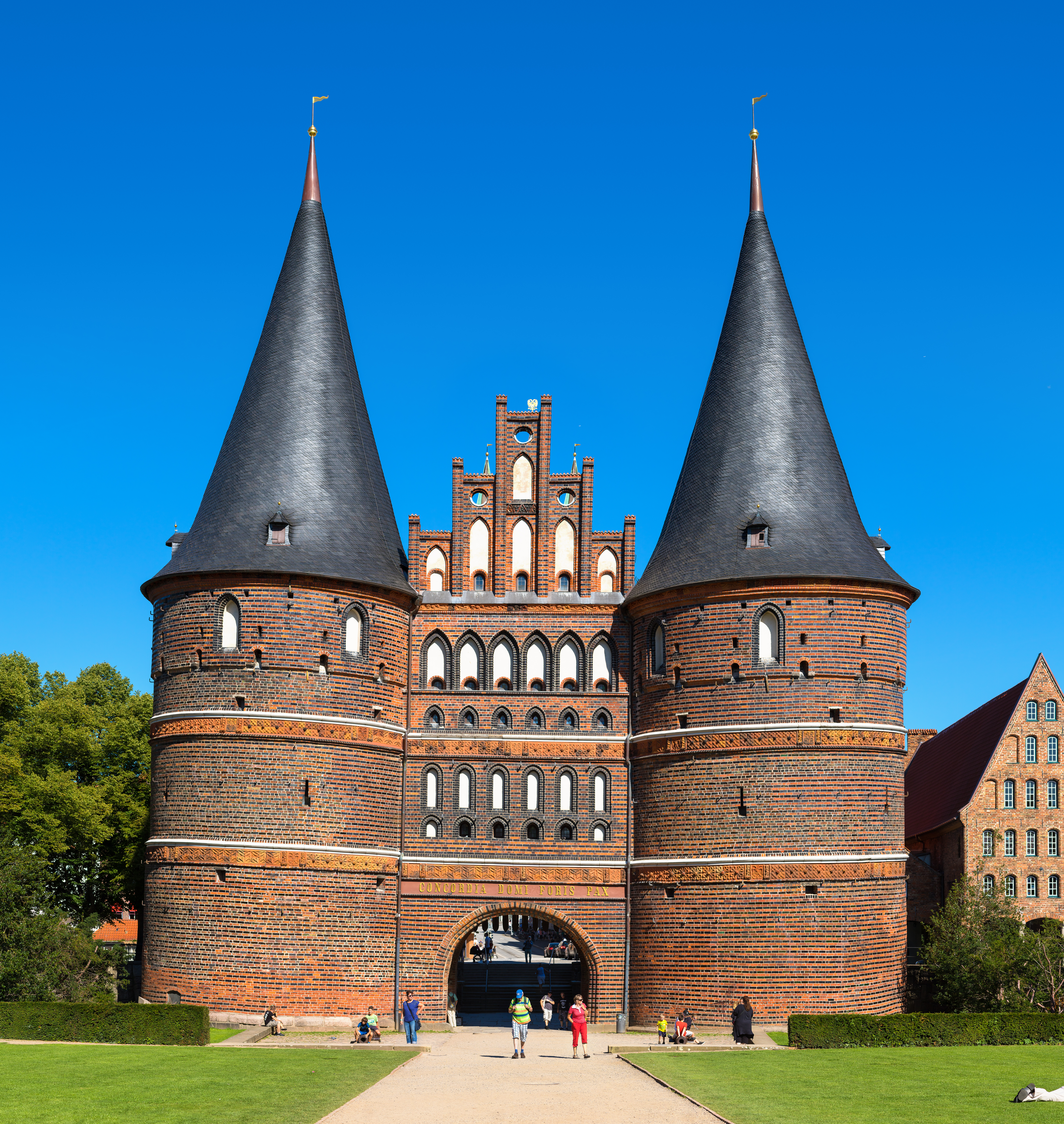
Holstentor, Lübeck

## Reneszánsz
A reneszánsz díszítő elemei a 16. század elején kezdenek érvényesülni a késői gótikában, elsősorban portálokon, s az iparművészet és grafika alkotásain. A tulajdonképpeni reneszánsz az 1520-as években kezdődik, s mintegy száz évig tart.
A német reneszánsz nem egységes jellegű művészet, lényegében a késői gótika formáinak az antik építészet elemeivel való összeegyeztetése, de vidékenként más és más a jellege, aszerint, hogy az adott vidéken francia, németalföldi vagy olasz befolyás uralkodik-e és nem csekély mértékben függött a német földön dolgozó idegen építészektől, s az egyes vidékekre jellemző építőanyagoktól is.
Torgauban, Aschaffenburgban és Landshutban kezdődött a reneszánsz korszak. Ilyen például a Trausnitz-kastély belső udvara és a landshuti belvárosban található hercegi rezidencia, amelyet olasz reneszánsz mesteremberek építettek.
A stílus egyik legkorábbi példája a Fugger-kápolna az augsburgi Szent Anna-templomban.
A müncheni Szent Mihály-templom egy jelentős reneszánsz épület. További példák még a heidelbergi kastély jellegzetes reneszánsz homlokzataival, valamint az augsburgi városháza.
A várak közül a heidelbergi emelkedik ki (→ heidelbergi várkastély) ,,Otto Heinrichsbau“-ja, amely a 16. század közepén épült. A többi dél-német kastély közül a baden-badeni, stuttgarti, tübingeni, landshuti, bambergi, müncheni és aschaffenburgi emelkednek ki.  Porosz-Sziléziában a briegi kastély.
Weser környékén számos reneszánsz stílusú kastély és kastély található. Wolfenbüttelben a guelfek vára és a Beatae-Maria-Virginis evangélikus, városi templom említésre méltó.
Türingiában és Szászországban számos reneszánsz stílusú templom és palota épült, például Vilmos kastély Schmalkalden kastélyával, Rudolstadt temploma, Gotha vára, Lipcse régi városháza, a drezdai kastély.

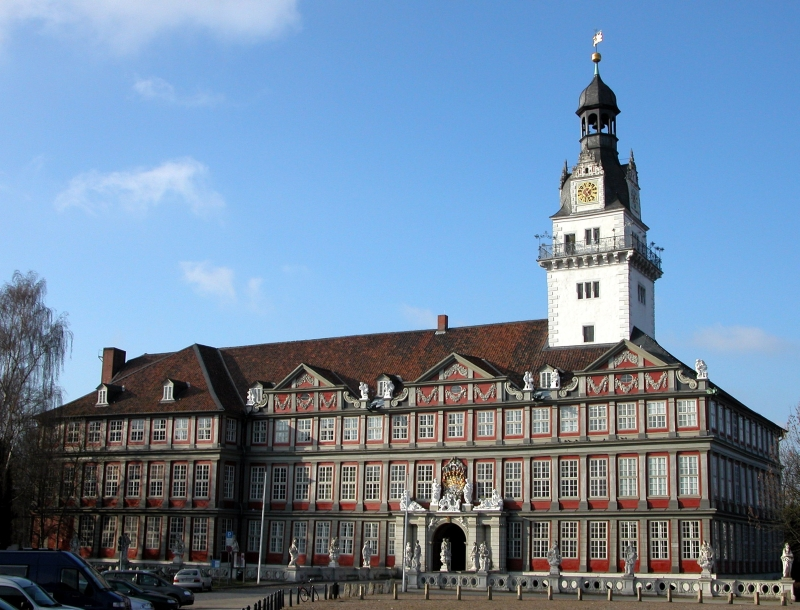
Wolfenbüttel kastélya
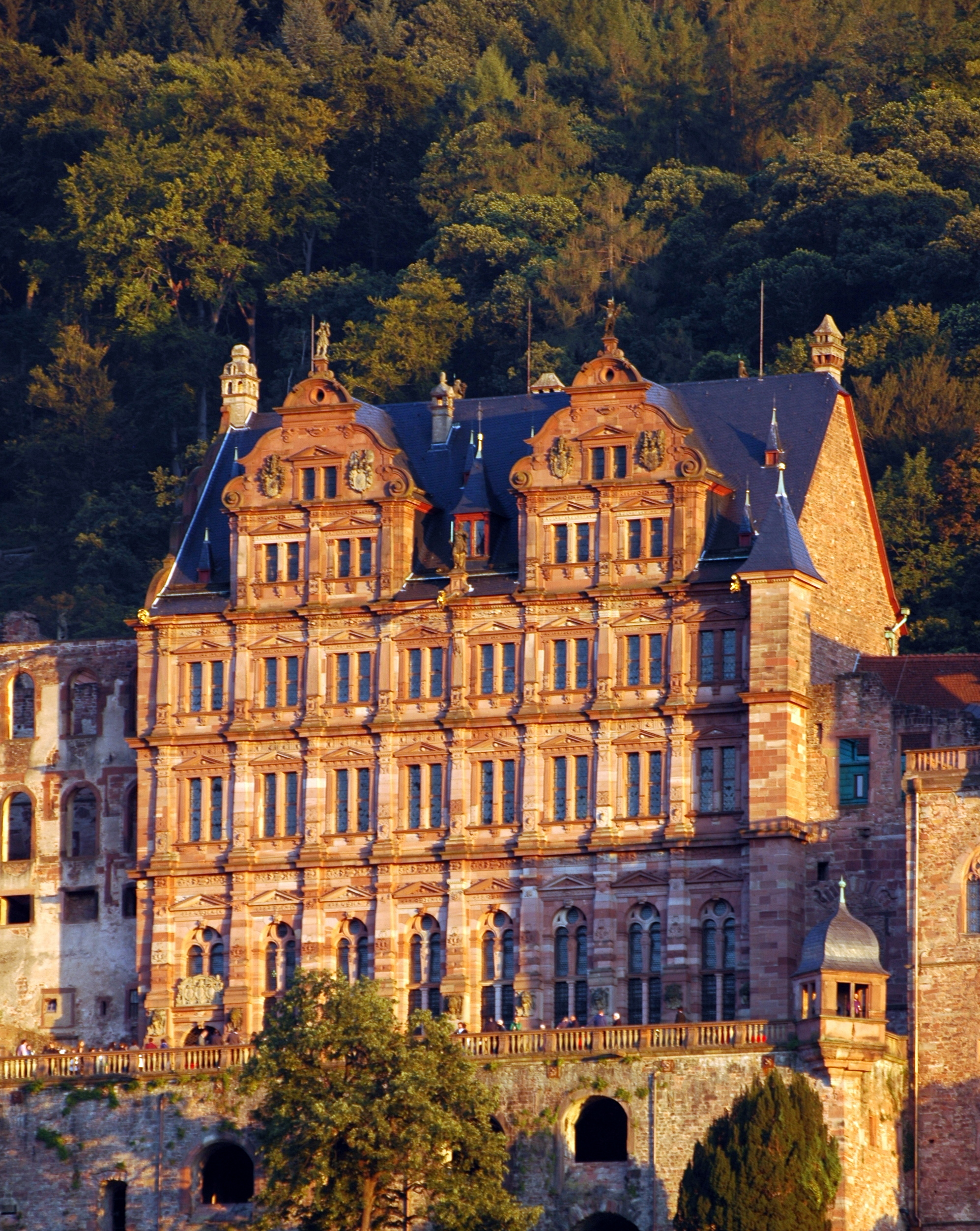
Heidelbergi várkastély
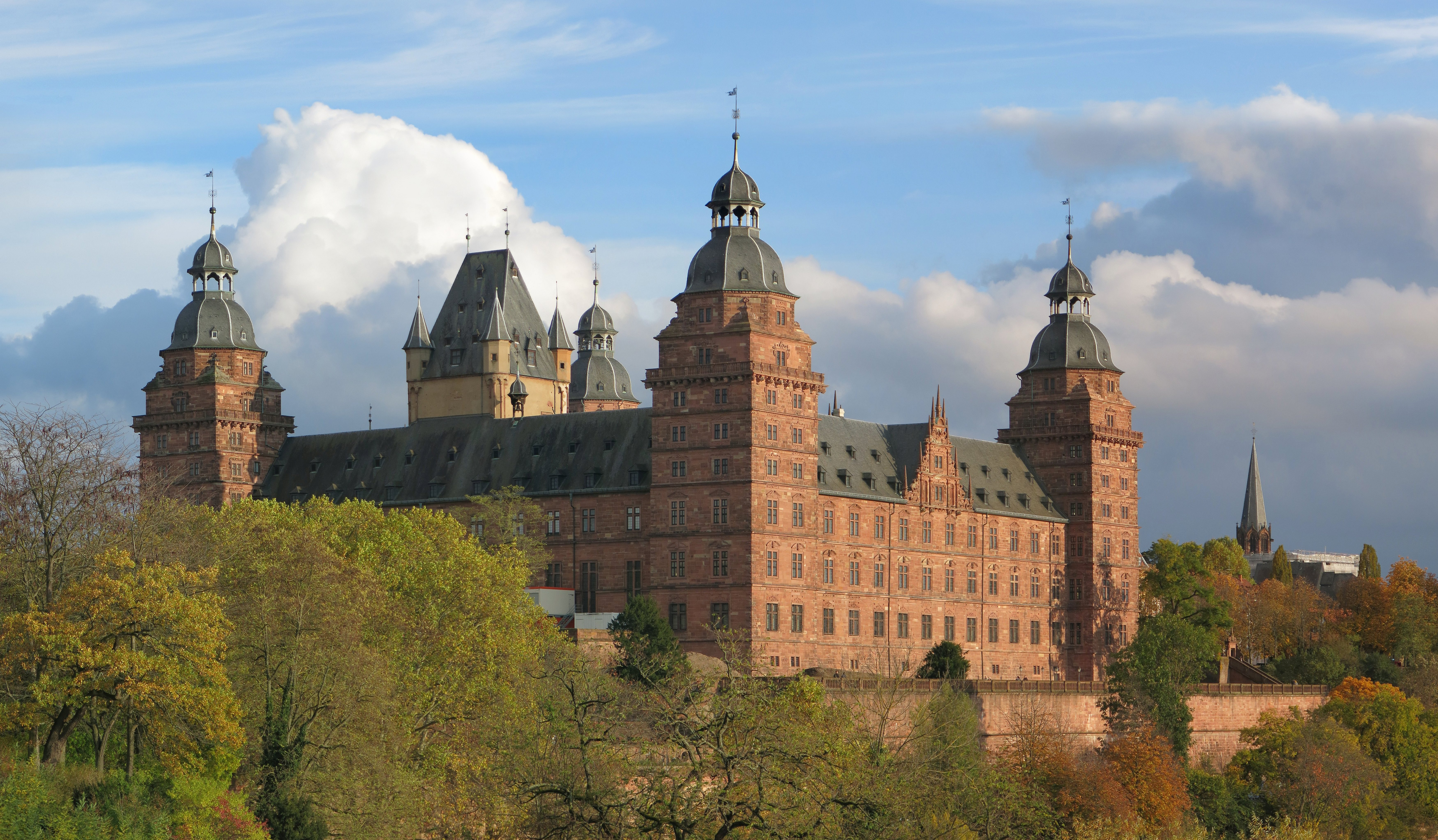
Aschaffenburg palotája
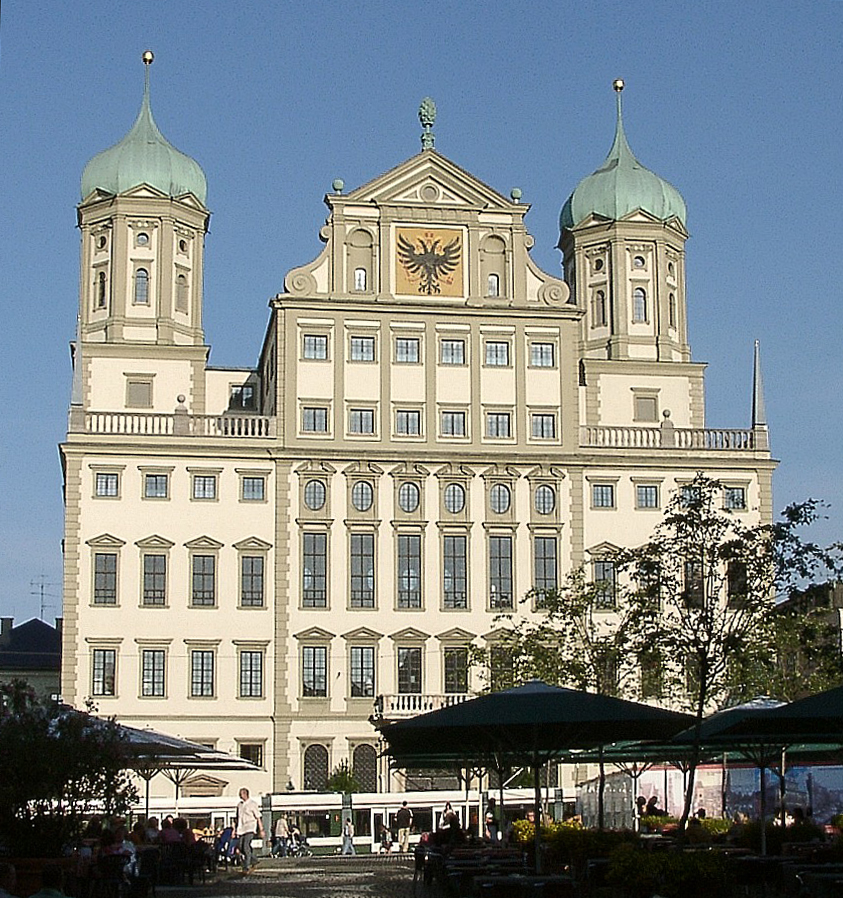
Augsburg városházája
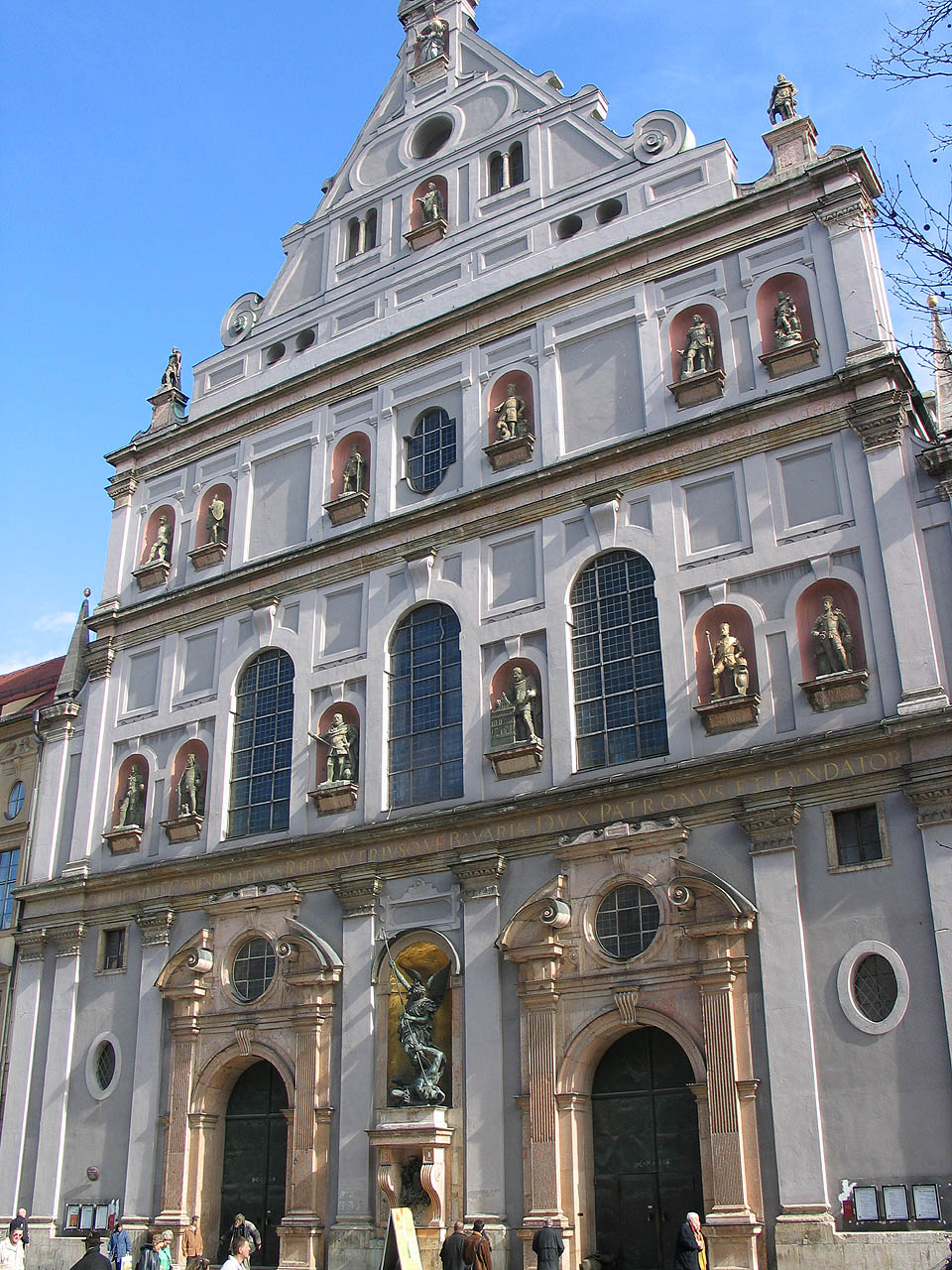
Szt. Mihály-templom, München
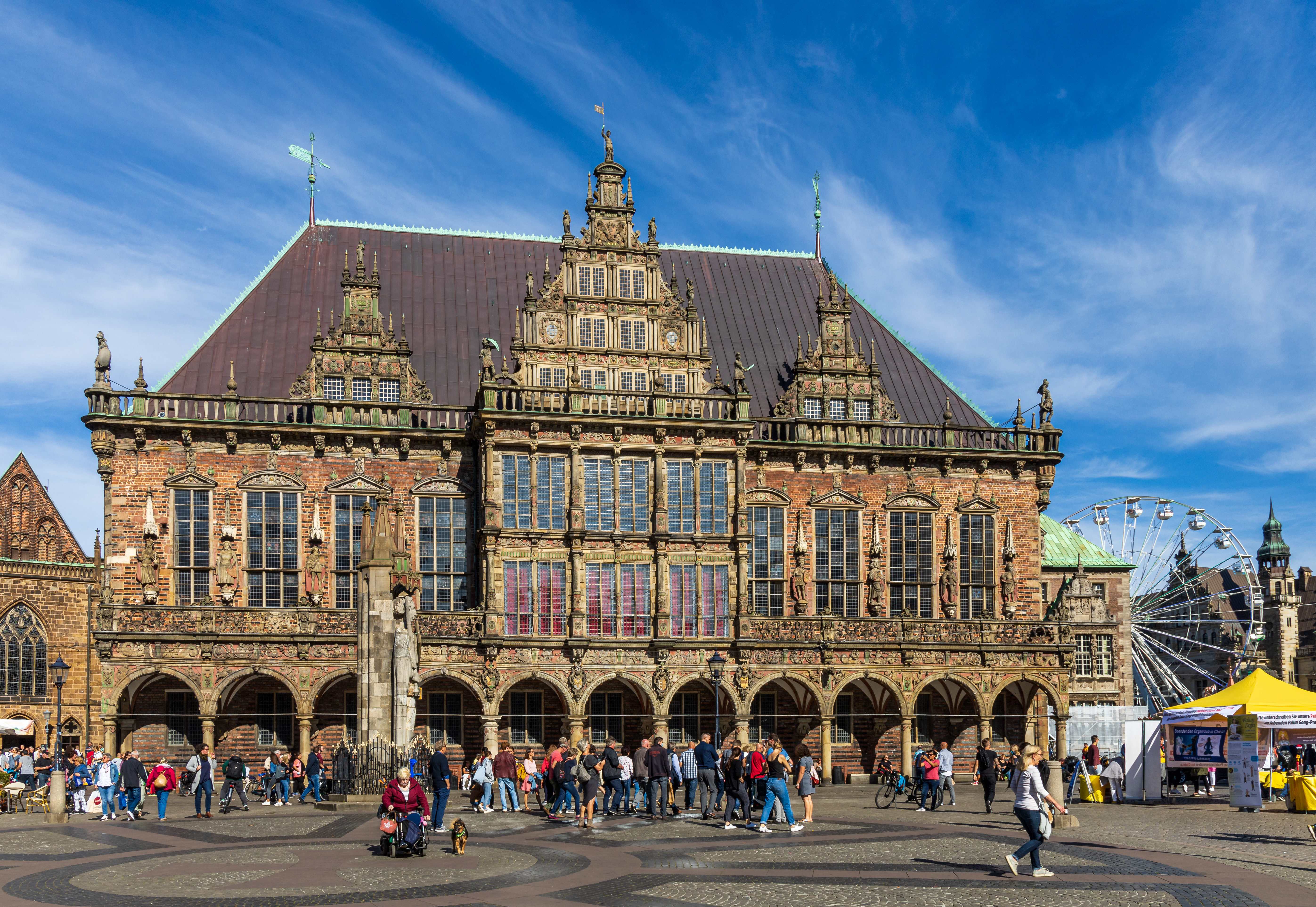
Brámai városháza

## Barokk és rokokó
A barokk építészet közvetlenül kapcsolódott az ellenreformációhoz, a katolikus egyházon belüli mozgalomhoz, a protestáns reformációra válaszul. A barokk templomokat a formák nagy gazdagsága, mozgalmassága, s gyakran szeszélyessége jellemzi. A profán építészet alkotásai valamivel higgadtabb és nyugodtabb architektúrájúak, s a barokk nyugtalan mozgalmassága itt inkább a belső kiképzésekben, elsősorban a rendkívül gazdag lépcsőházakban nyilvánul meg.
A barokk a harmincéves háború után jelentkezett Németországban. A német kormányzat és arisztokrácia építészete francia mintára épült, különös tekintettel XIV. Lajos Versailles-i kastélyára. Ilyen például a drezdai Zwinger-palota, amelyet Matthäus Daniel Pöppelmann építtetett 1709 és 1728 között.
A würzburgi püspöki palota a barokk építészet egy kiváló példája, melynek építése Johann Balthasar Neumann vezetésével kezdődött 1720-ban.
További barokk paloták a potsdami új palota, a berlini Charlottenburg kastély, a pommersfeldeni Weißenstein kastély, a brühli, az Augustusburg és Falkenlust kastélyok, amelyek belső terei részben rokokó stílusúak.
1745 és 1747 között épült a Sanssouci palota, amely Nagy Frigyes porosz király egykori nyári palotája volt Potsdamban.
A rokokó Dél-Németországban bontakozott ki leginkább, a 18. század első felében, ahol a nagy tehetségű Balthasar Neumann, Würzburg építésze a vezető mester, s mellette Schlaun emelkedett ki. Münchenben és más déli városokban hazai mesterek mellett idegenek, főleg olaszok és franciák dolgoznak. Berlinben Nagy Frigyes építésze, Knobelsdorff a késői barokk nagymestere.
A bajorországi barokk ismertebb példái az ottobeureni bencés apátság, a weltenburgi és az ettali apátság, valamint a müncheni Nepomuki Szt. János-templom.
A barokk templomépítészet további példái a  Vierzehnheiligen-bazilika és a drezdai újjáépített Frauenkirche, amely George Bähr tervezésével jött létre.

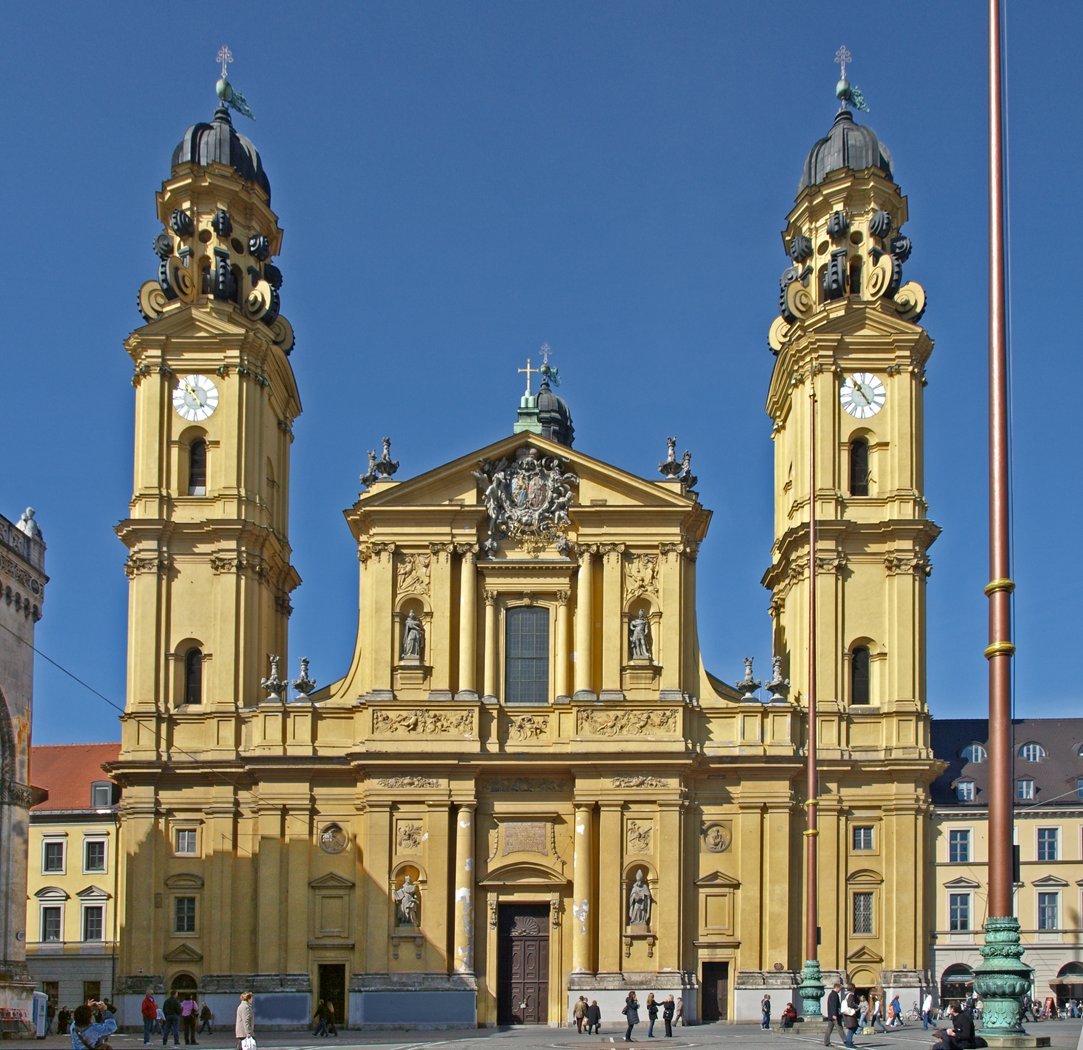
Theatiner Kirche, Enrico Zuccalli
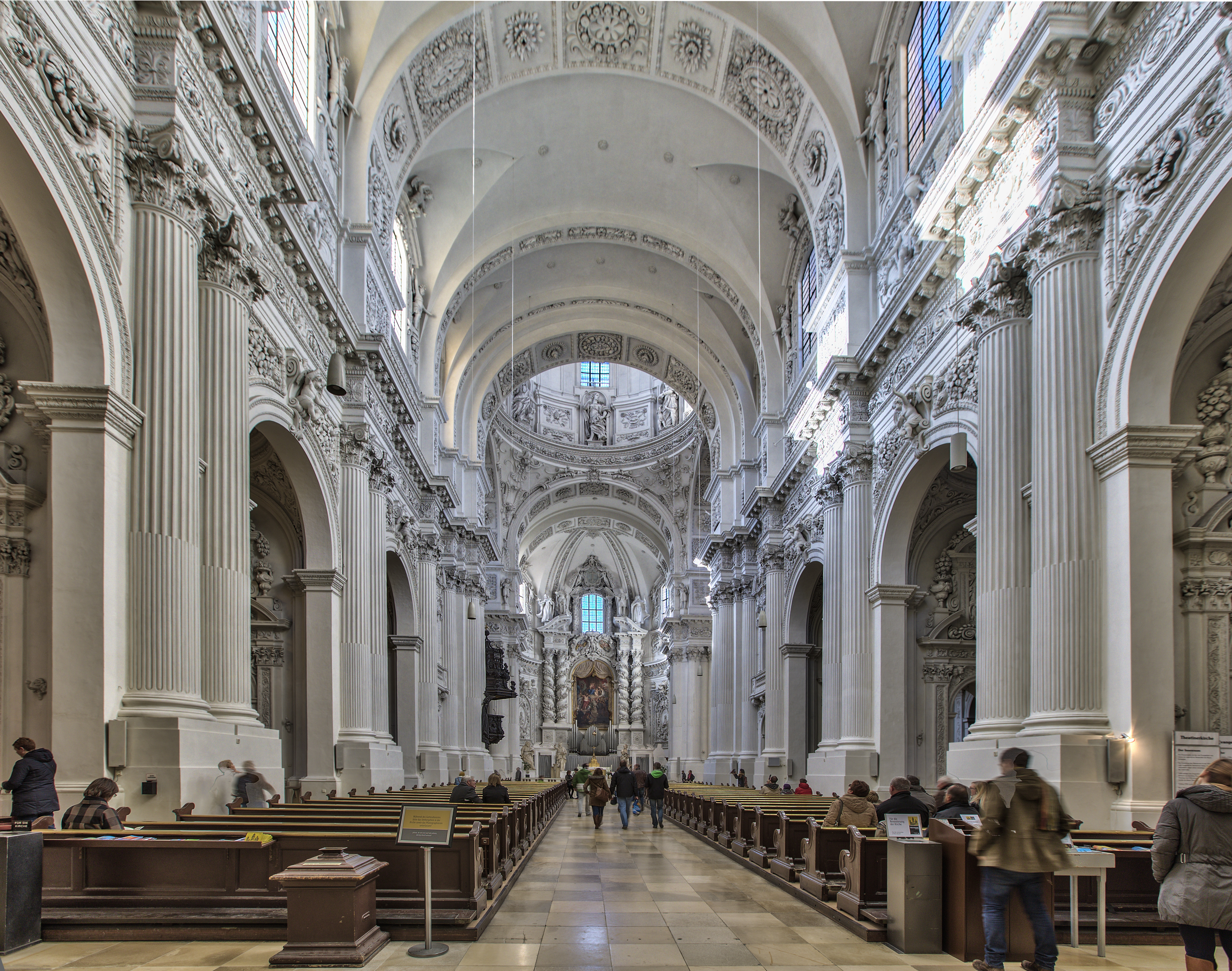
Theatiner Kirche
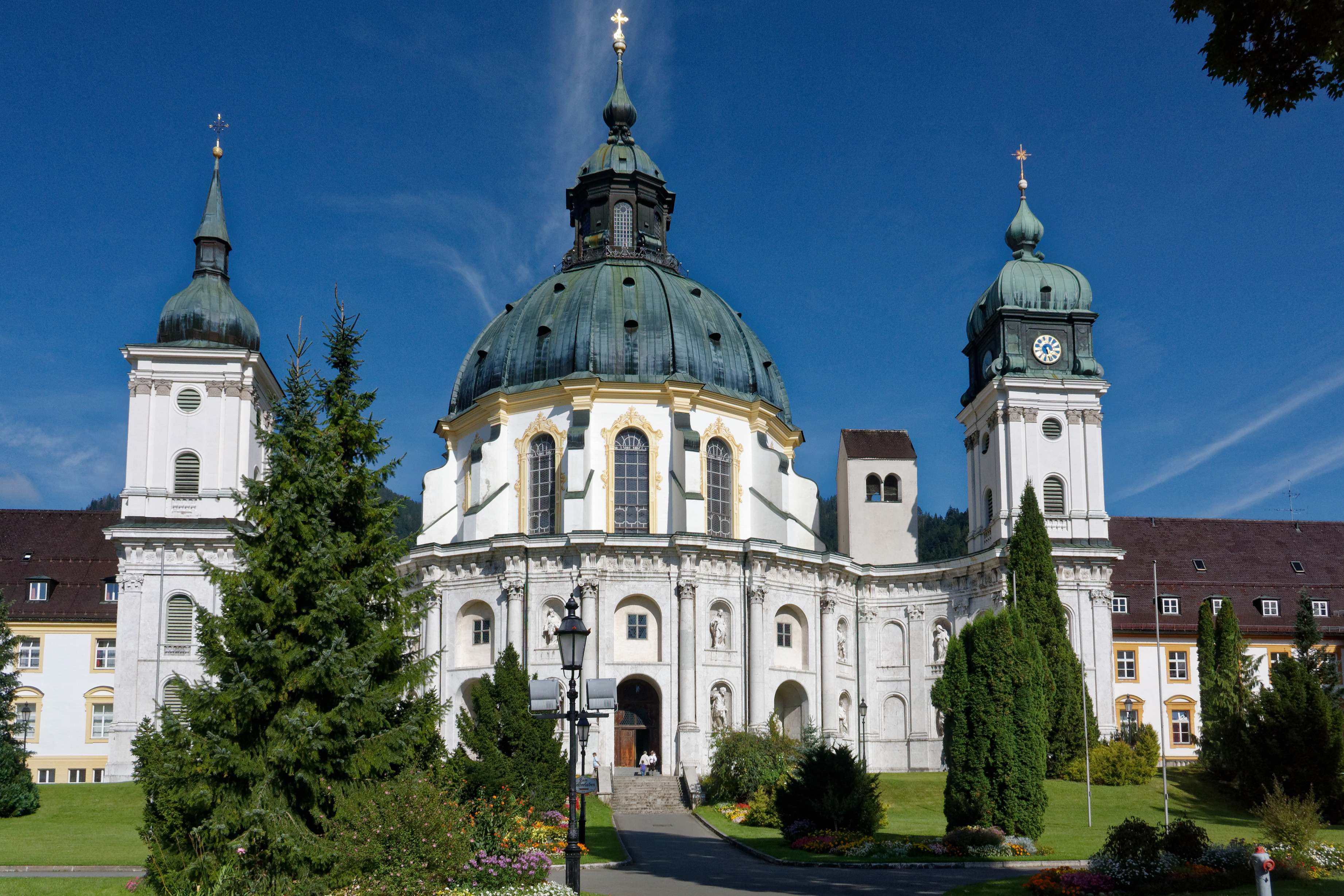
Ettal Kirche, Enrico Zuccalli
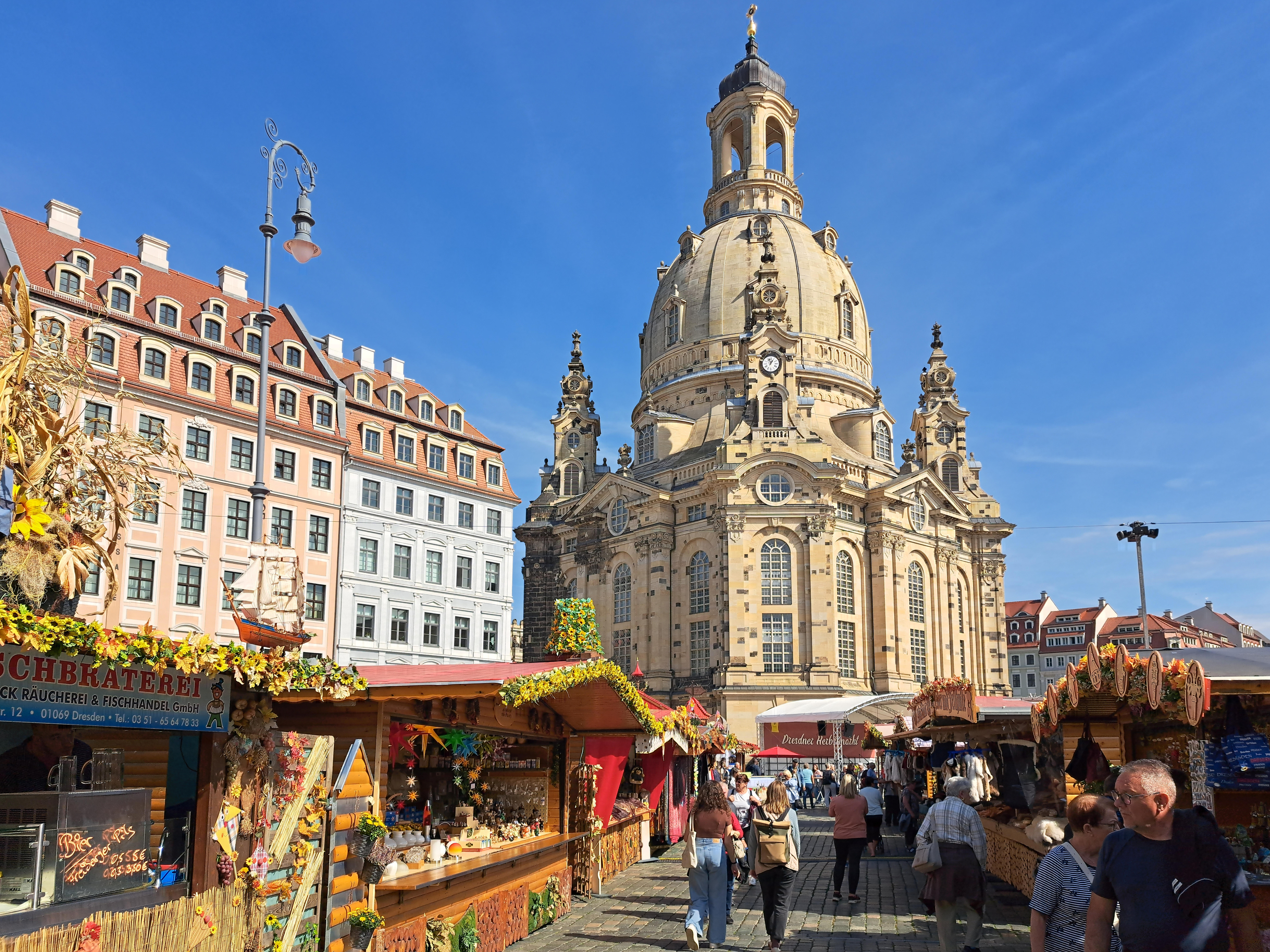
Drezdai Frauenkirche
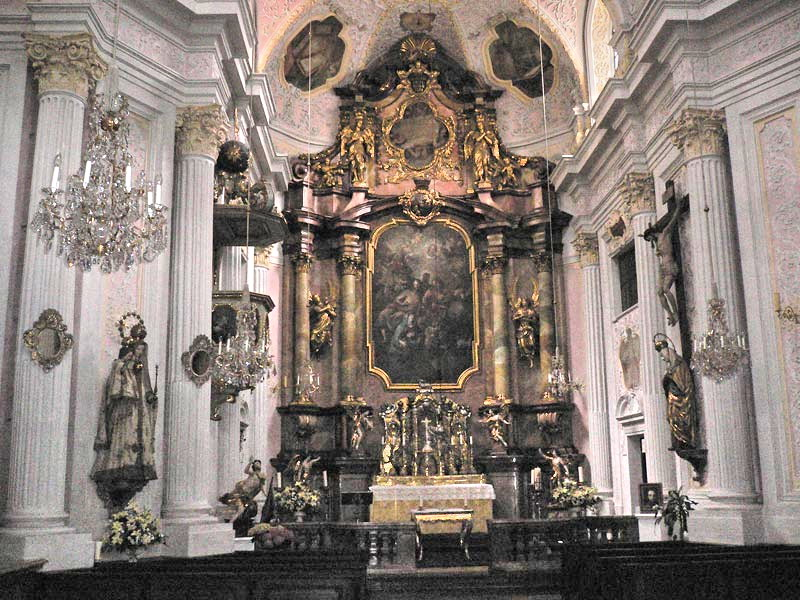
A müncheni Szentháromság-templom belseje
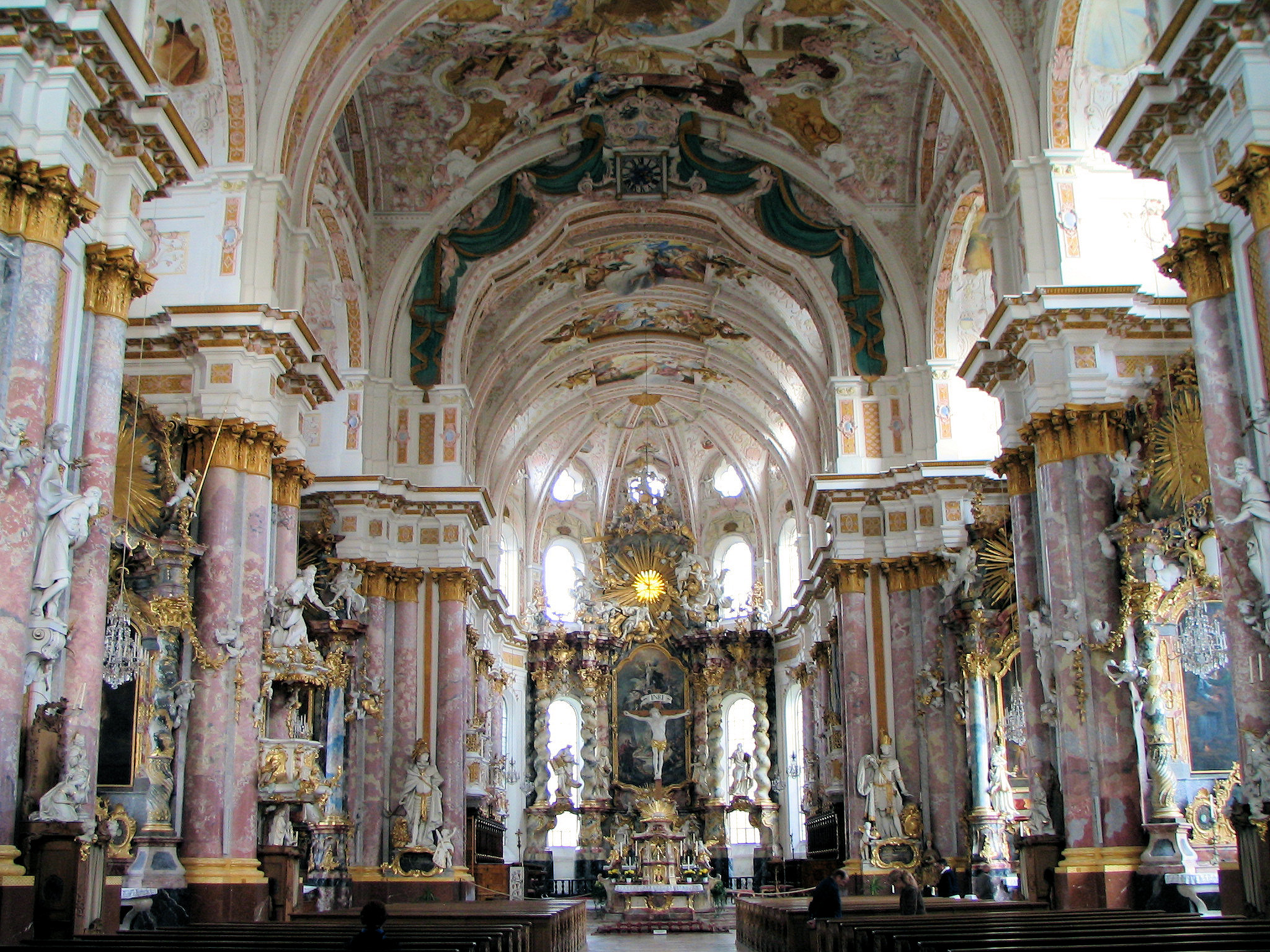
Kloster Fürstenfeld, Giovanni Antonio Viscardi
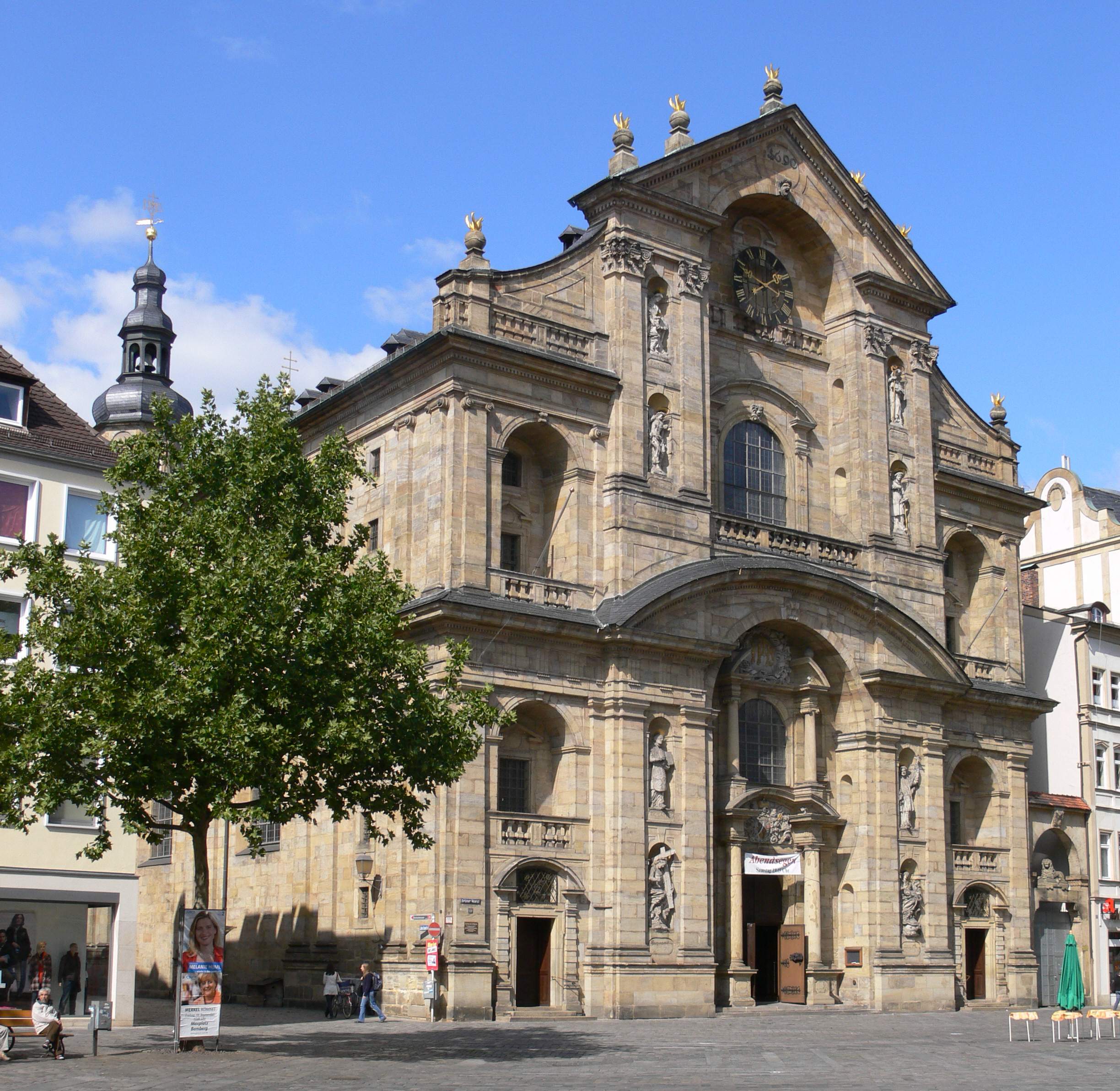
Bambergi Szt. Márton-templom, Johann Dientzenhofer
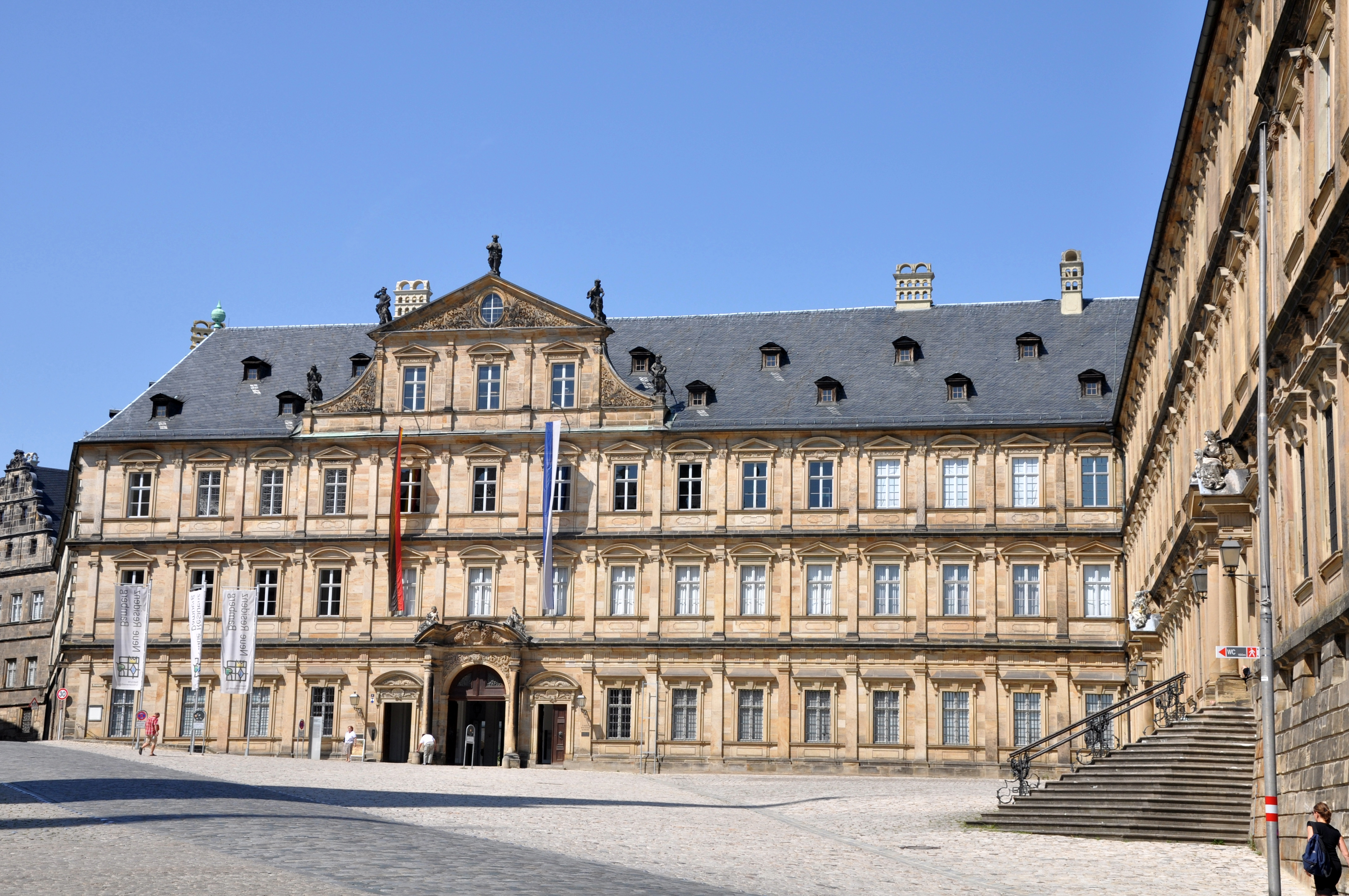
Bambergi püspöki palota
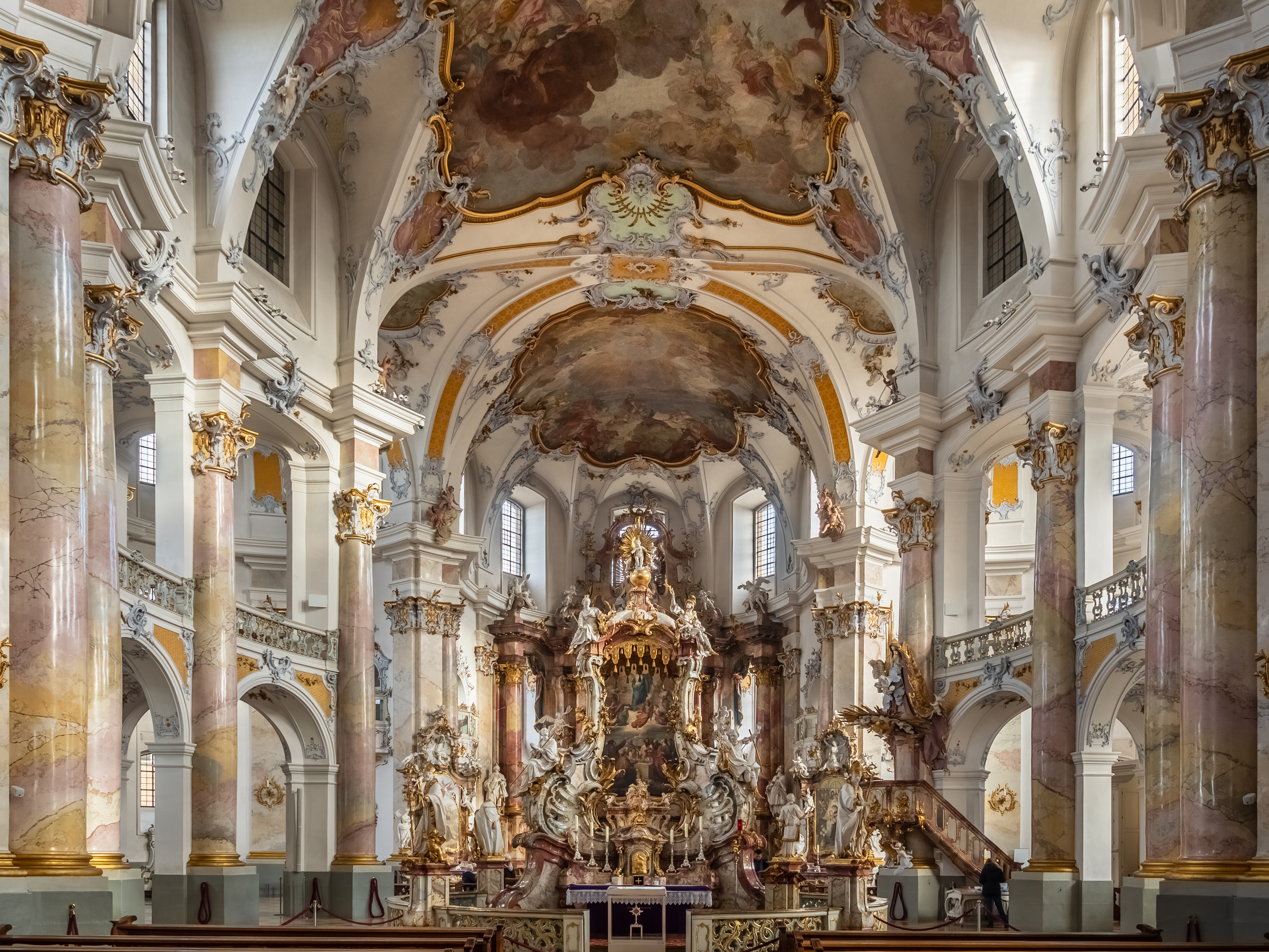
Barokk bazilika
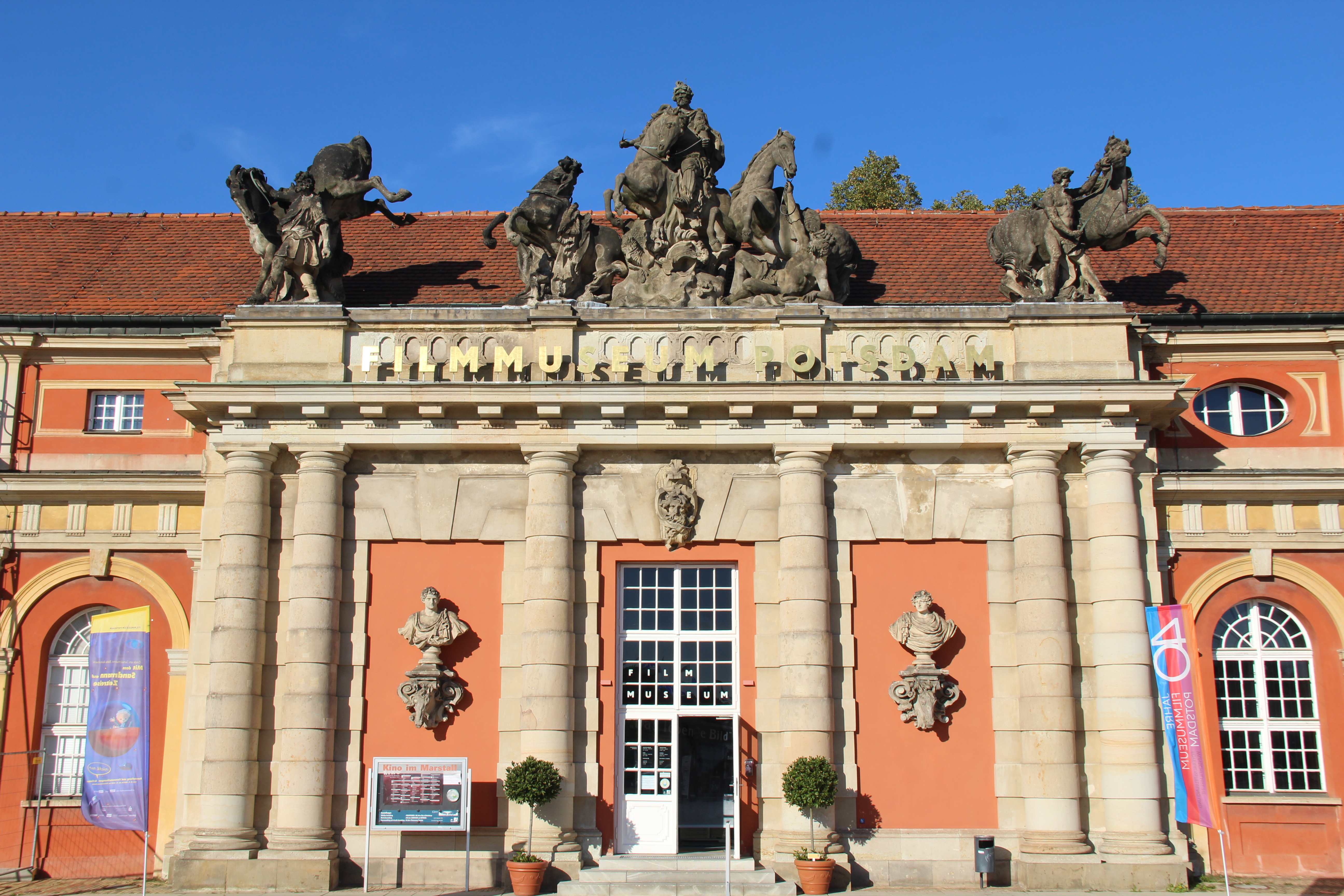
Marstall Potsdam
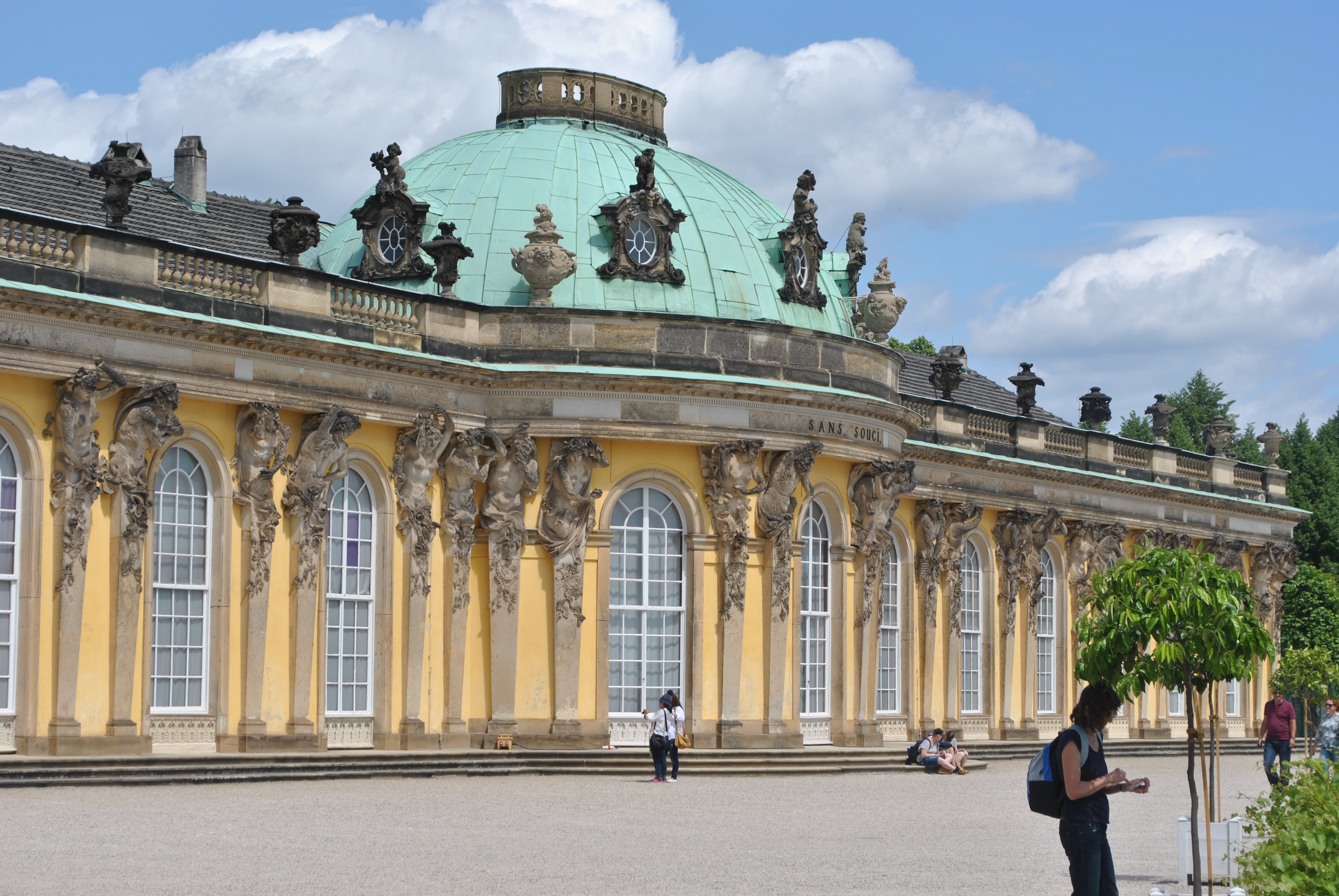
Sanssouci palota
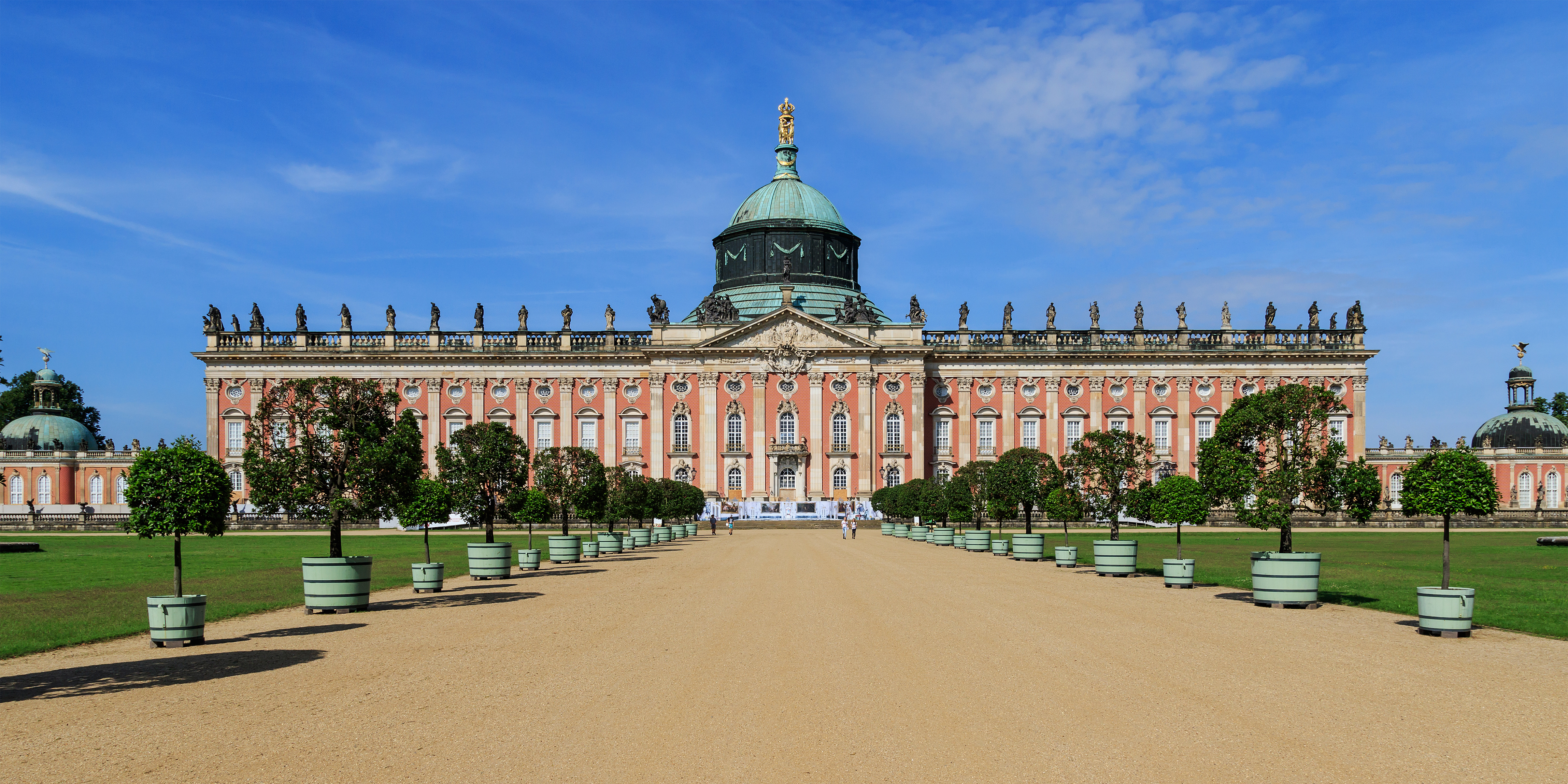
Postdami palota, Johann Gottfried Büring

## Neoklasszicizmus
A neoklasszicizmus a 18. század második felében jelentkezett Németországban. Az ókor klasszikus építészetéből merített ihletet.
A porosz fővárosban a neoklasszicizmus igen korán, már a 18. század második felében érvényesül, elsősorban Gontard művein. A klasszicizáló építészet a század utolsó negyedében végleg diadalmaskodik a barokk és rokokó művészetén.
Nagy Frigyes korának józan „Zopf-stílusán“ Berlinben megépül a brandenburgi kapu, amely bevezeti a porosz neoklasszicizmus, majd a szigorúbb újhellenizmus nagyszerű alkotásainak sorát. 
Ez a kapu vitathatatlanul a klasszicizmus egyik leghíresebb emlékműve Németországban.
Berlinben Langhans és Gentz, Karlsruhéban Weinbrenner dolgozik, de jóformán minden jelentősebb német városnak megvan a maga neoklasszicista építésze.
A 19. század első felében a hellén klasszicizmus jut érvényre, amelynek vezető mestere Berlinben Schinkel, Münchenben Klenze.
A neoklasszicista stílusnak a legjelentősebb német építésze kétségtelenül Karl Friedrich Schinkel volt. A stílusát a legtermékenyebb korszakában inkább a görög, mint a római építészethez való vonzódása határozza meg. Leghíresebb épületei Berlinben és környékén találhatók. Ezek közé tartozik a Neue Wache (1816–1818), a Schauspielhaus (1819–1821) a Gendarmenmarktban, amely az 1817-ben tűzvészben elpusztult korábbi színházat váltotta fel, és az Altes Múzeum a Múzeum-szigeten (1823–1830).
Leo von Klenze (1784–1864) I. Ludwig bajor király udvari építésze, a görög újjászületés stílusának kiemelkedő képviselője volt. Számos épületet hozott létre Münchenben, köztük a Ruhmeshalle-t és a Monopterost a müncheni Angol Kertben.
A korszak fontos épülete még a kasseli Wilhelm-kastély.

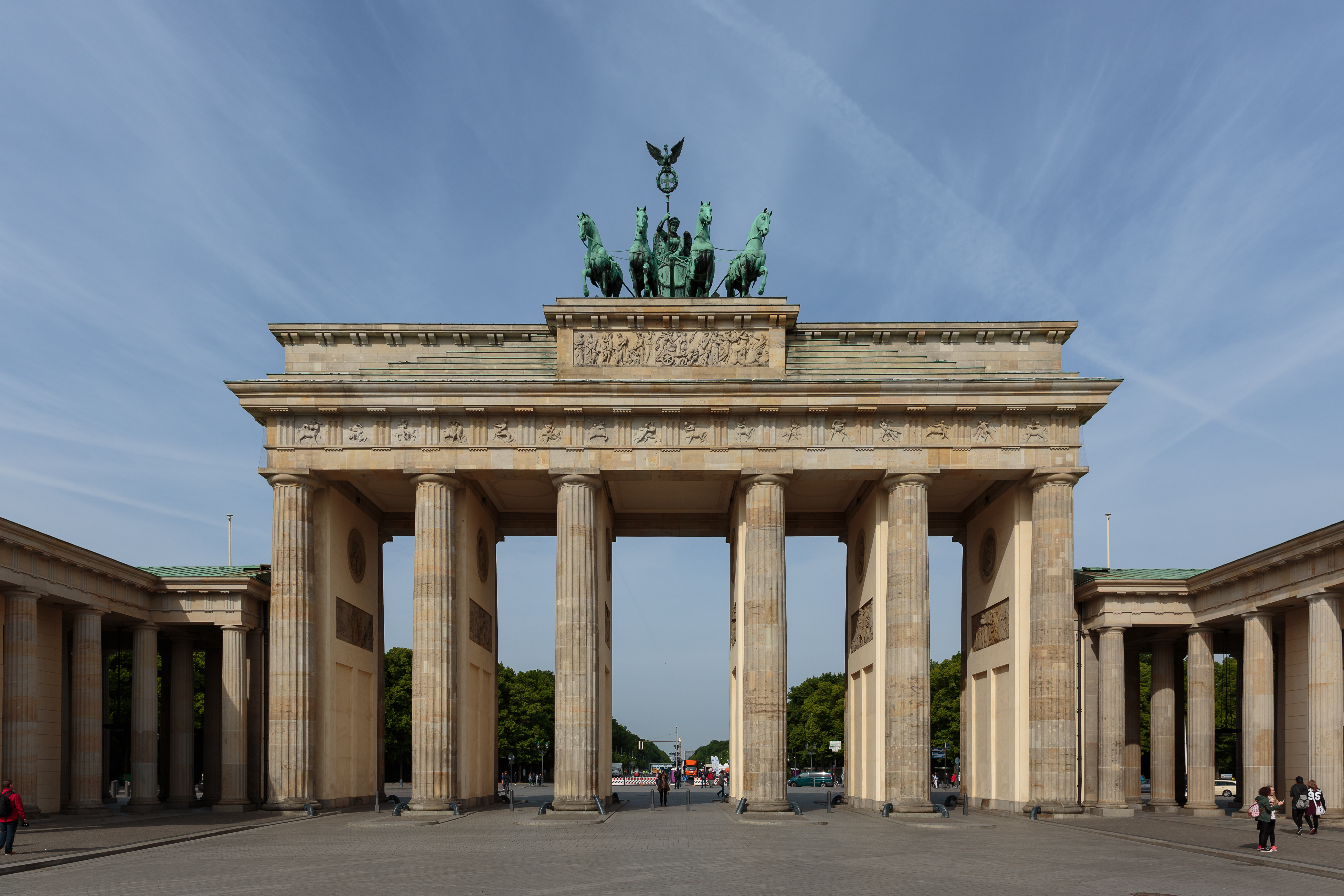
Brandenburgi kapu, Berlin (1788–1791)
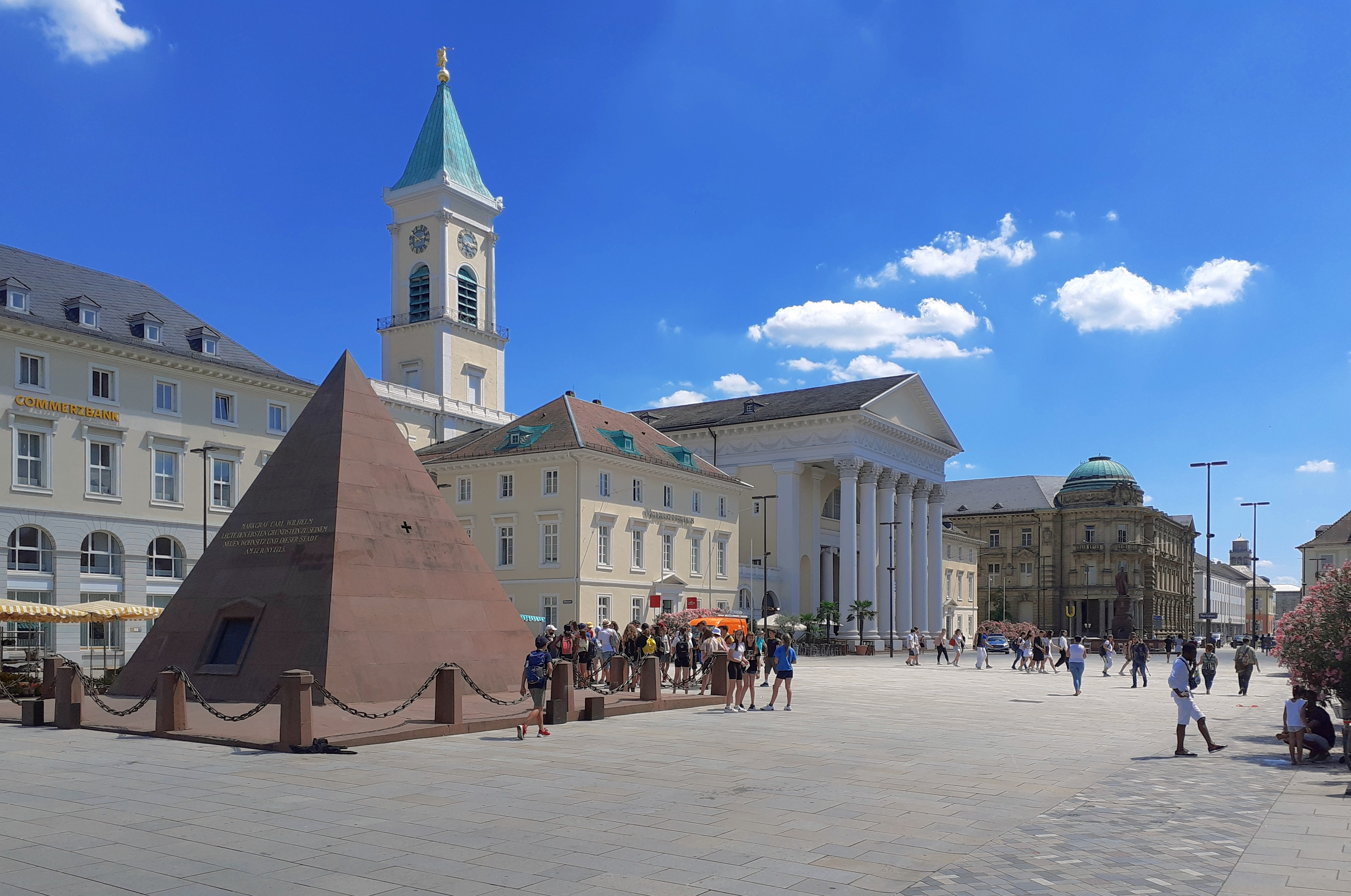
Karlsruhe
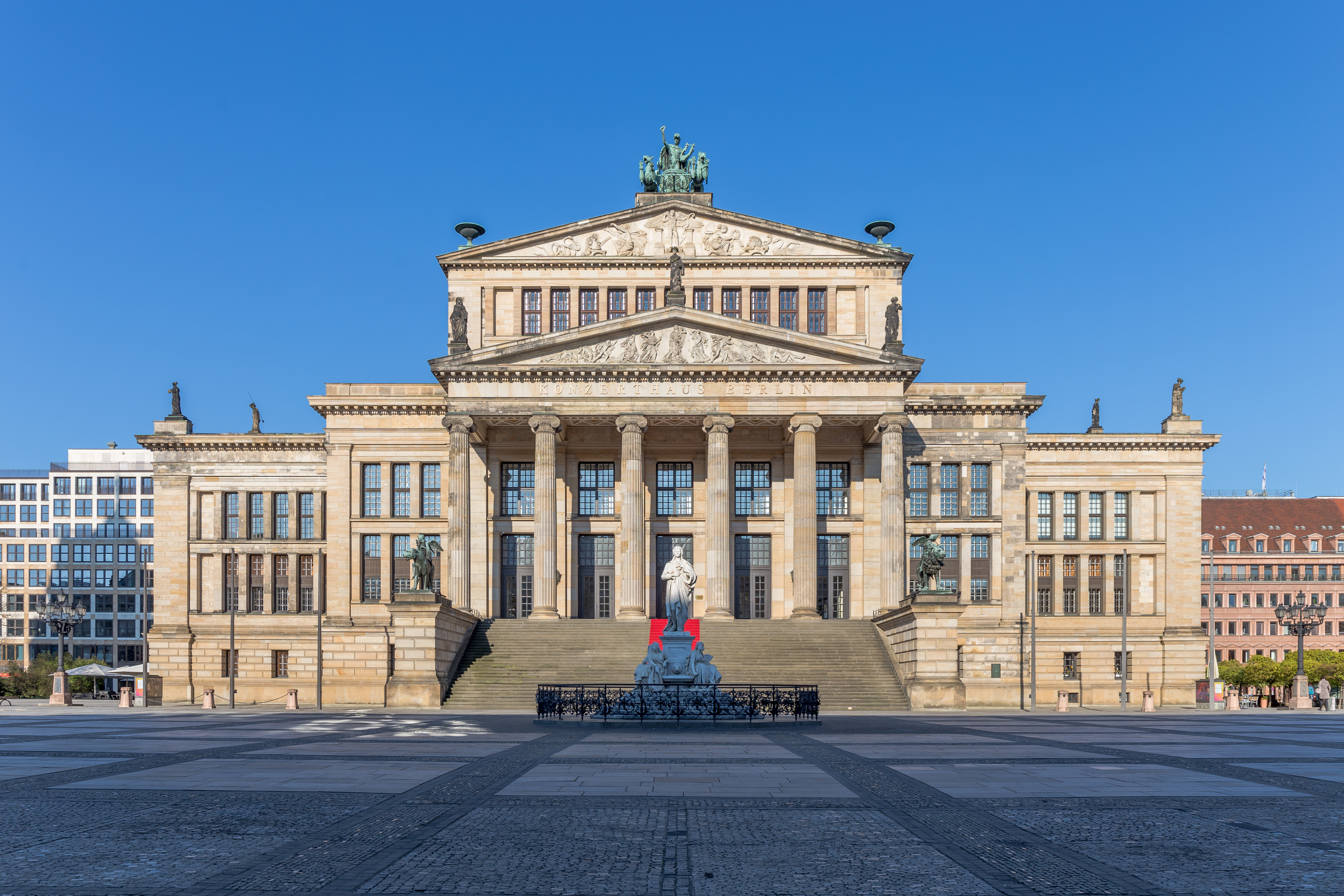
Konzerthaus Berlin
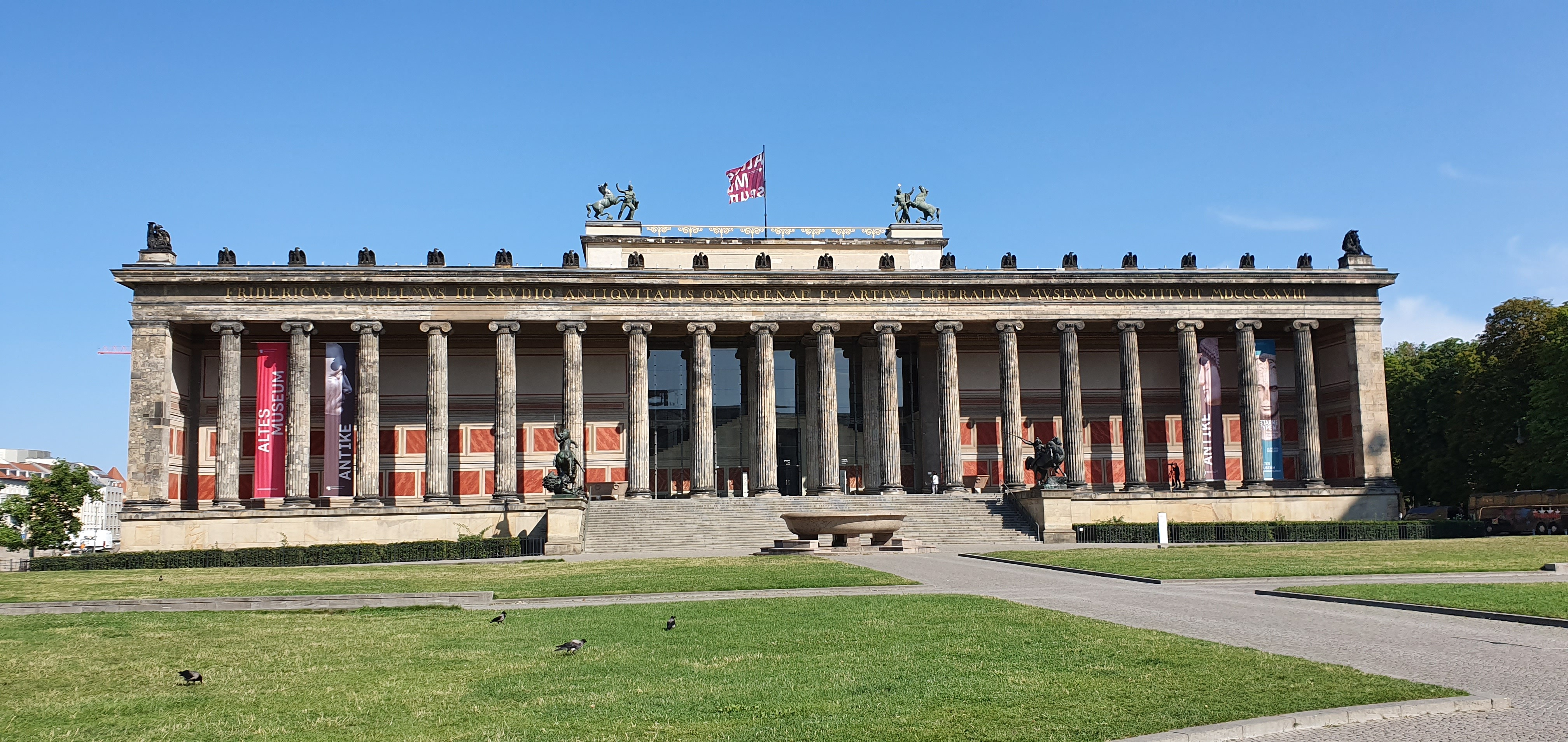
Altes Museum, Berlin (1825–1830)
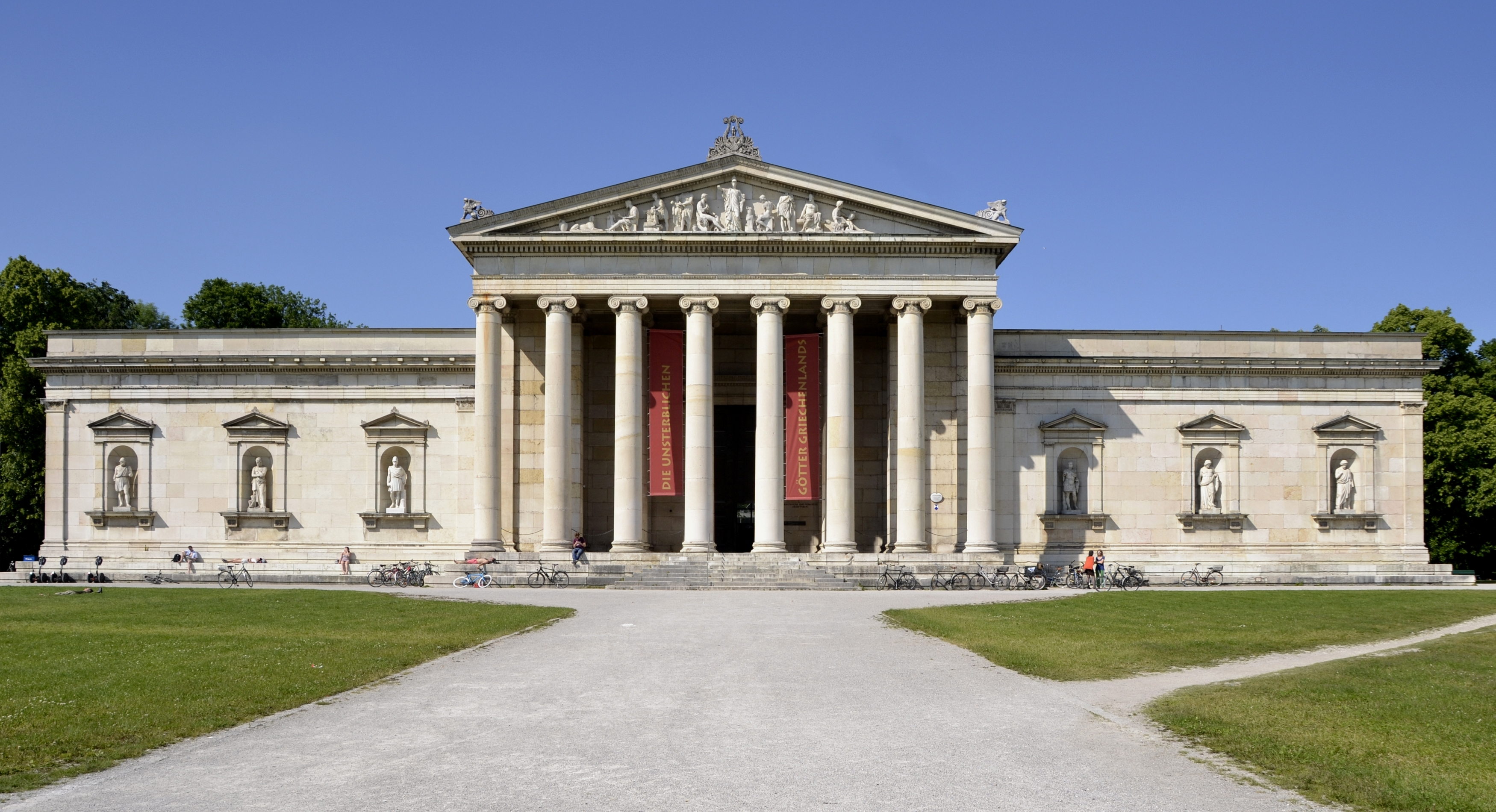
Glyptothek, München (1816–1830)
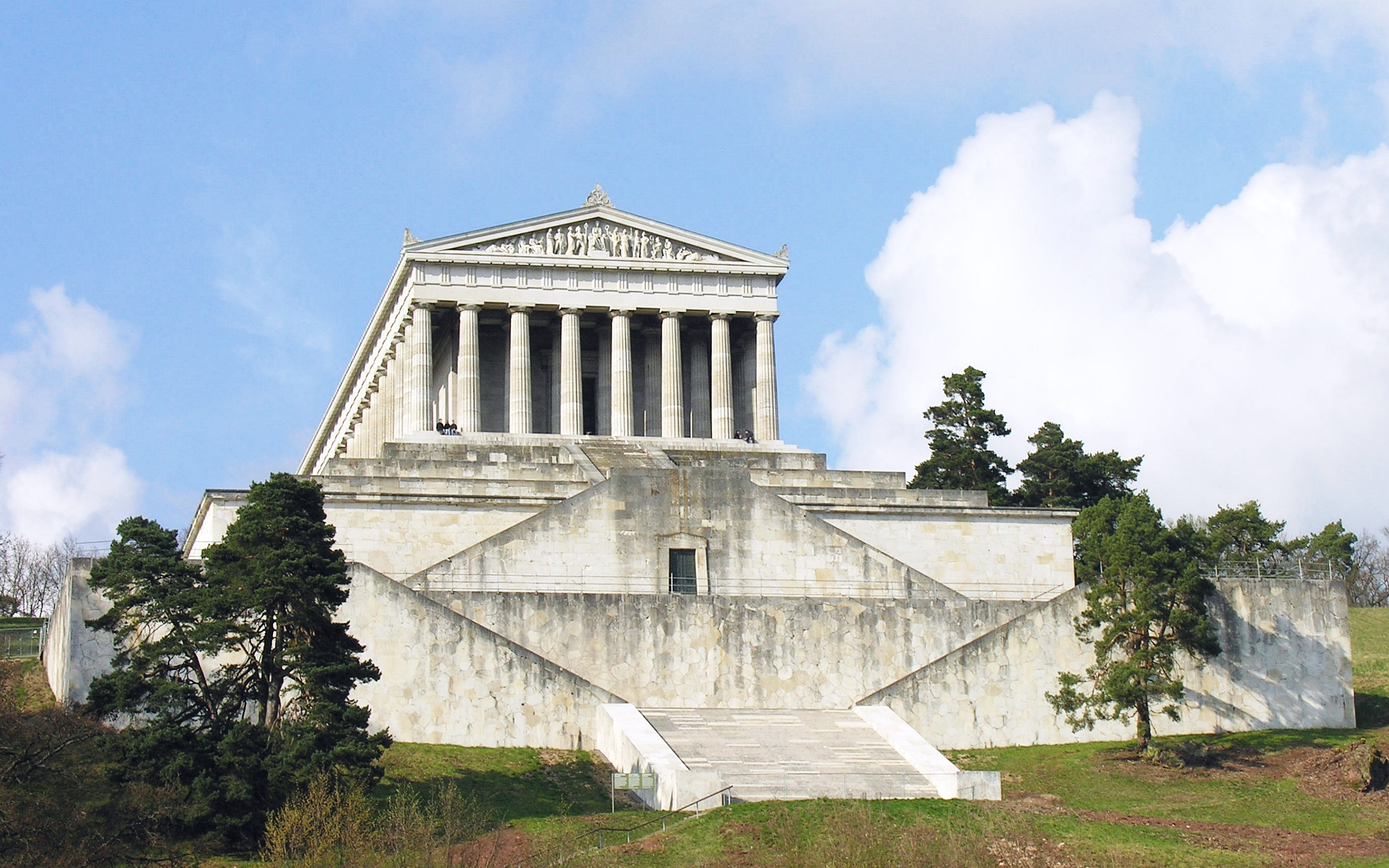
Walhalla, (1830–1842) Leo von Klenze
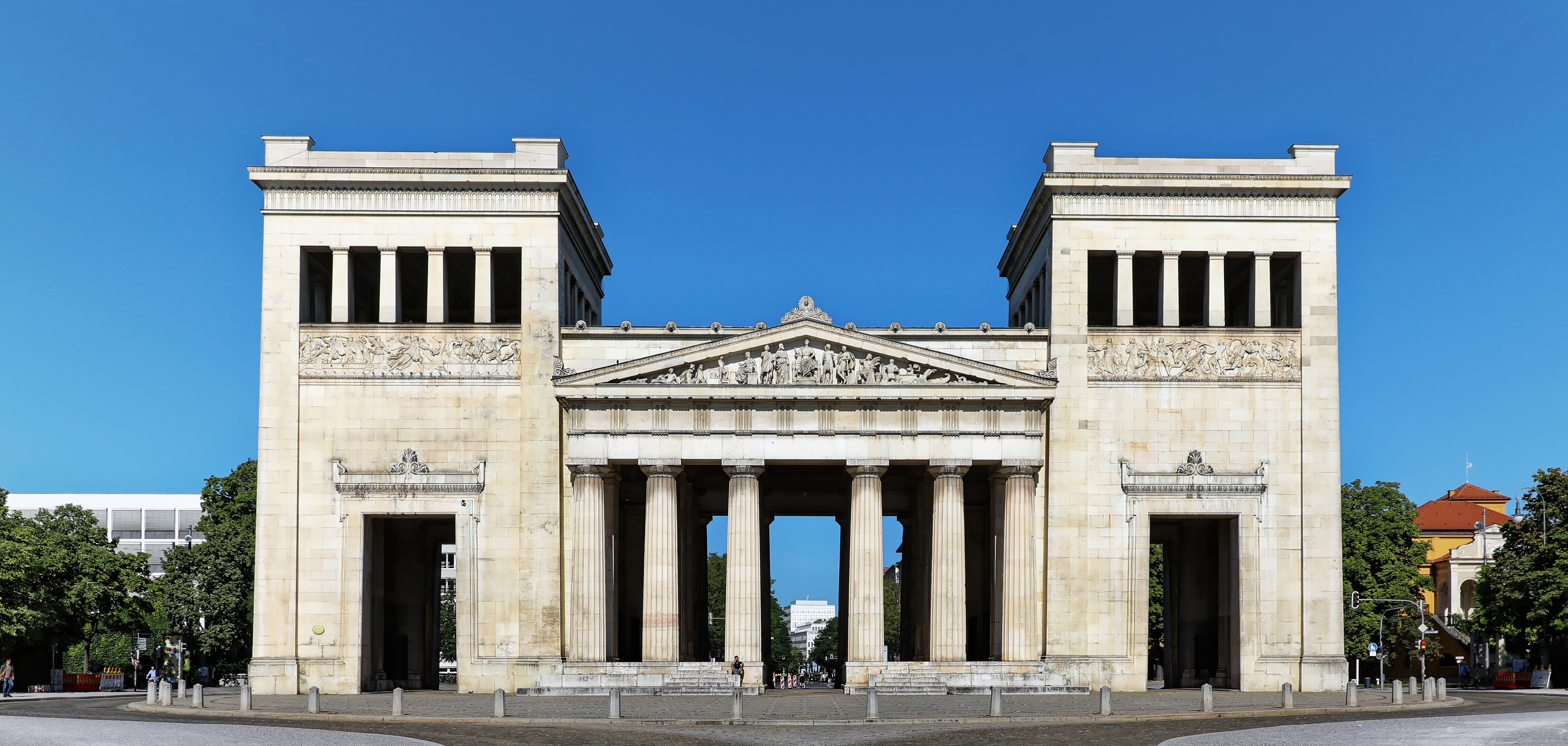
Propylaea, Müncehn (1854–1862), Klenze
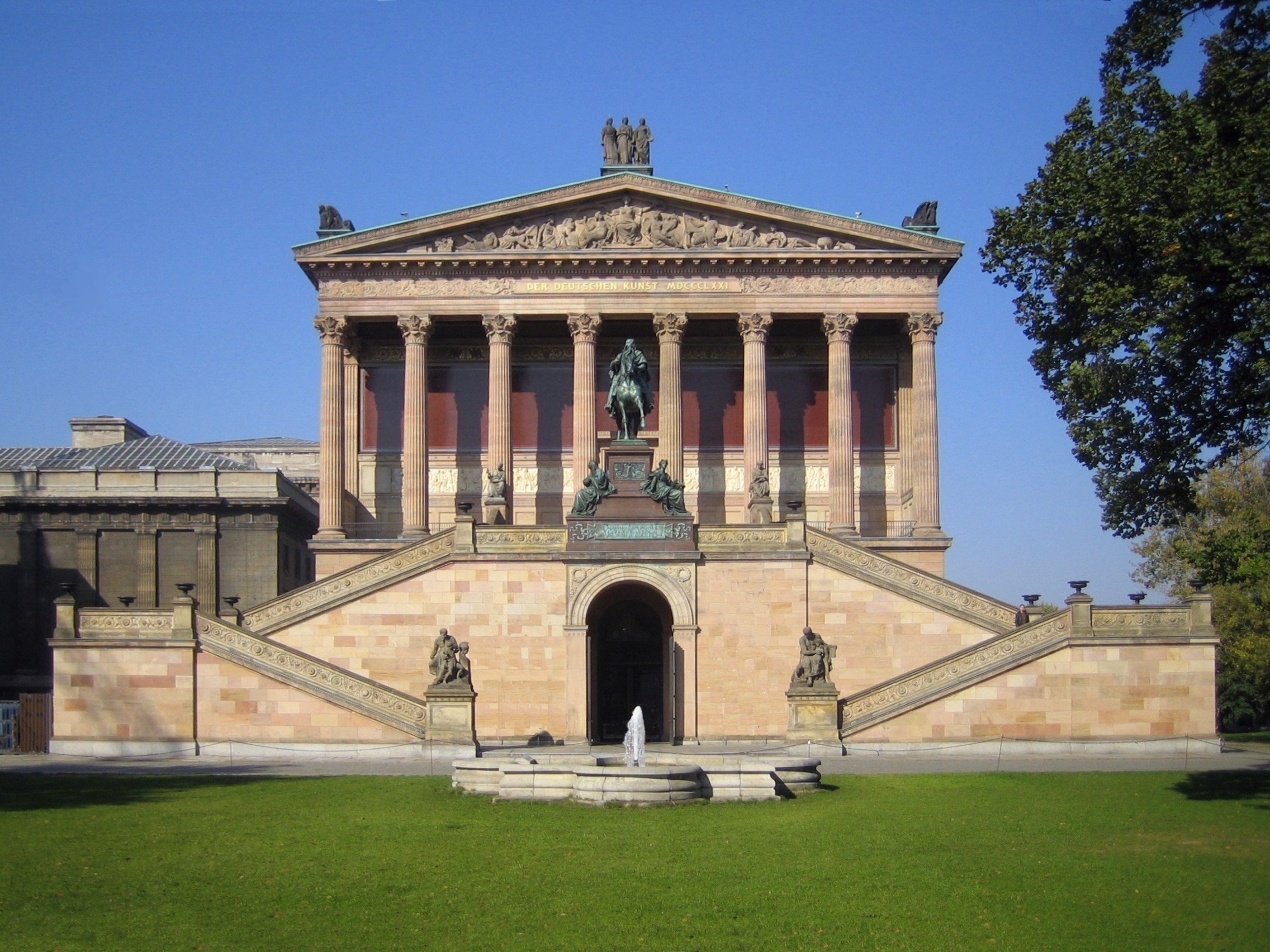
Alte Nationalgalerie, Berlin (1862–1876)

## Historizmus
A historizmus, más néven eklektika, egy olyan építészeti stílus, amely a történelmi stílusok utánzásából merített ihletet.
E korszak fontos építésze Gottfried Semper volt, aki a drezdai Zwinger-palota és a Semperoper (1878) galériáját (1855) építette, és részt vett a Schwerin-palota első tervezésében.
A historista stílusoknak voltak regionális változatai az országban. Ilyen például az üdülőhely építészete (különösen Mecklenburg-Elő-Pomeránia, a német balti-tengeri tengerparton), a Hannoveri Építészeti Iskola és a nürnbergi stílus.
A középkori építészet iránti érdeklődés leghíresebb példája a neuschwansteini kastély, amelynek építését II. Ludwig rendelte meg 1869-ben.
A stílus alkotása még a Reichstag épülete (1894), Paul Wallot műve.

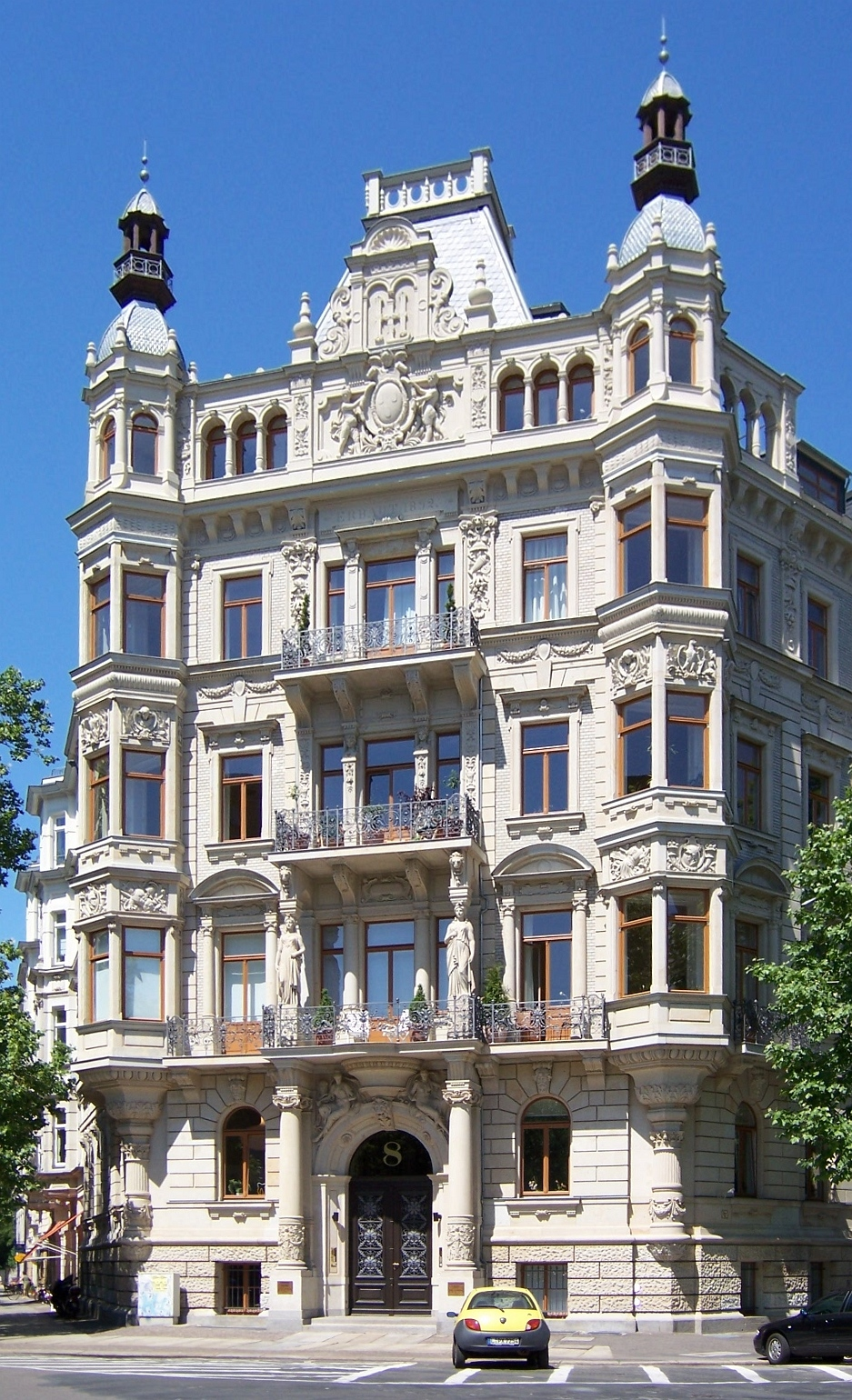
Leipzig
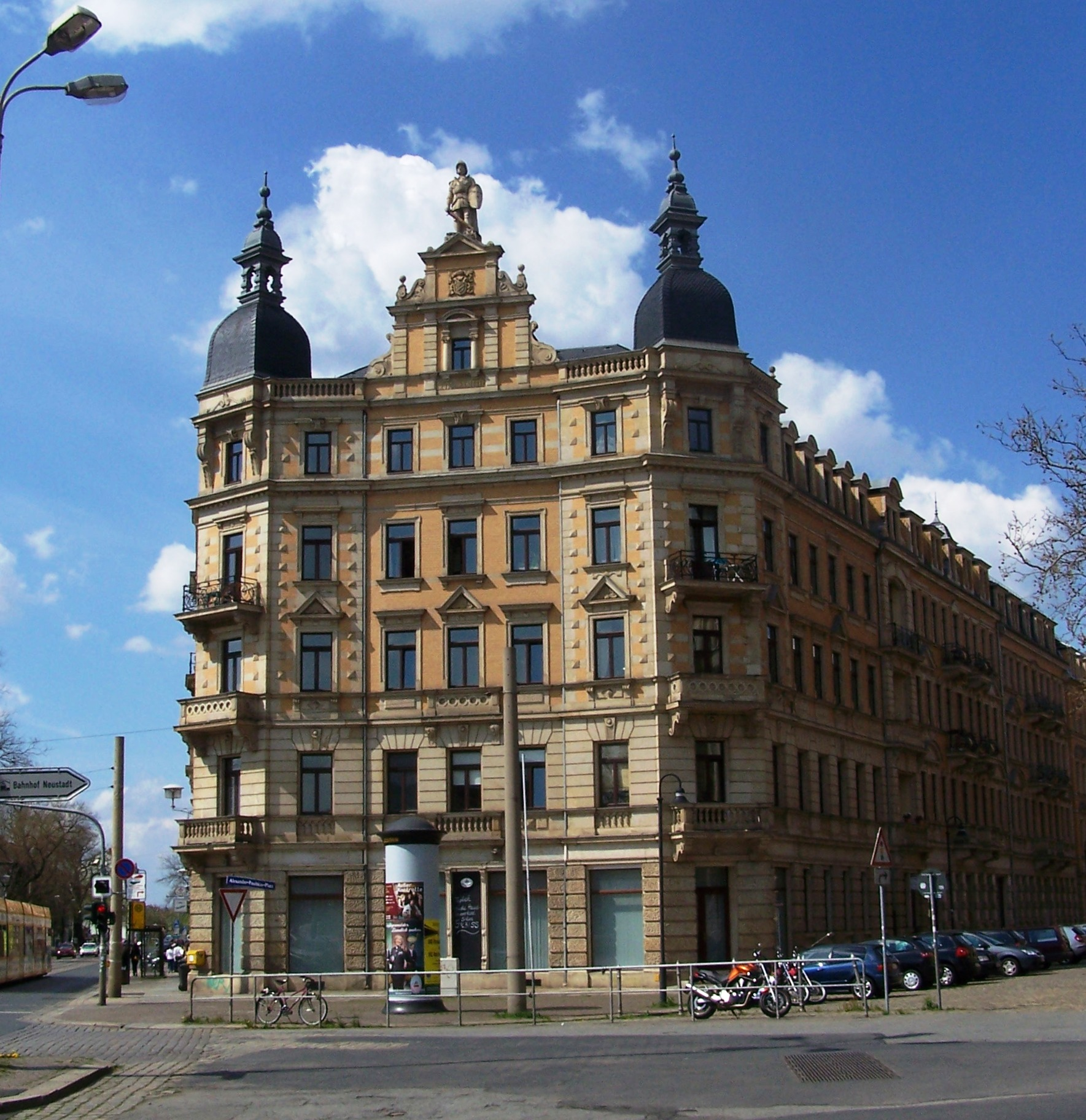
Drezda
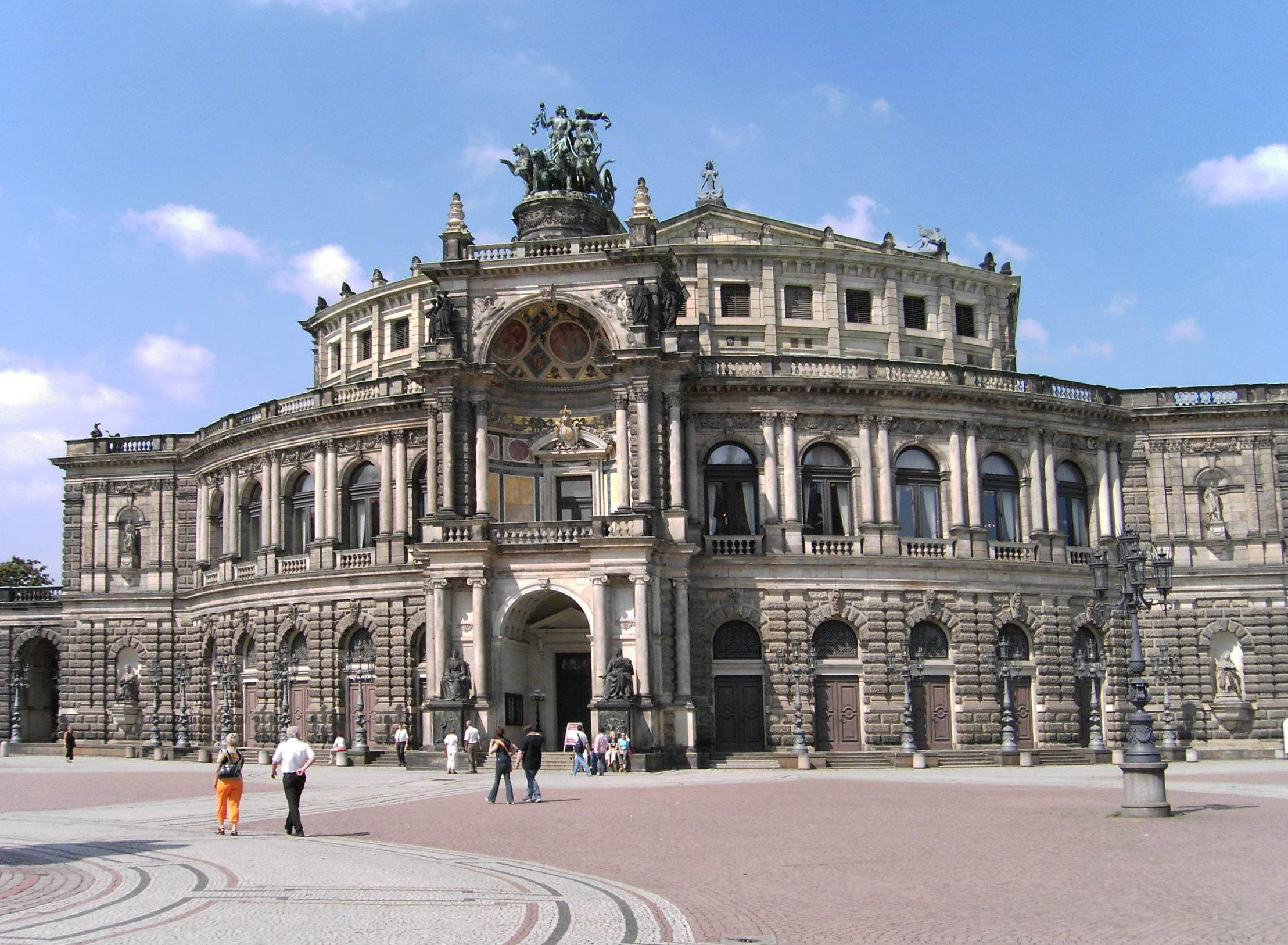
Semperoper, Drezda
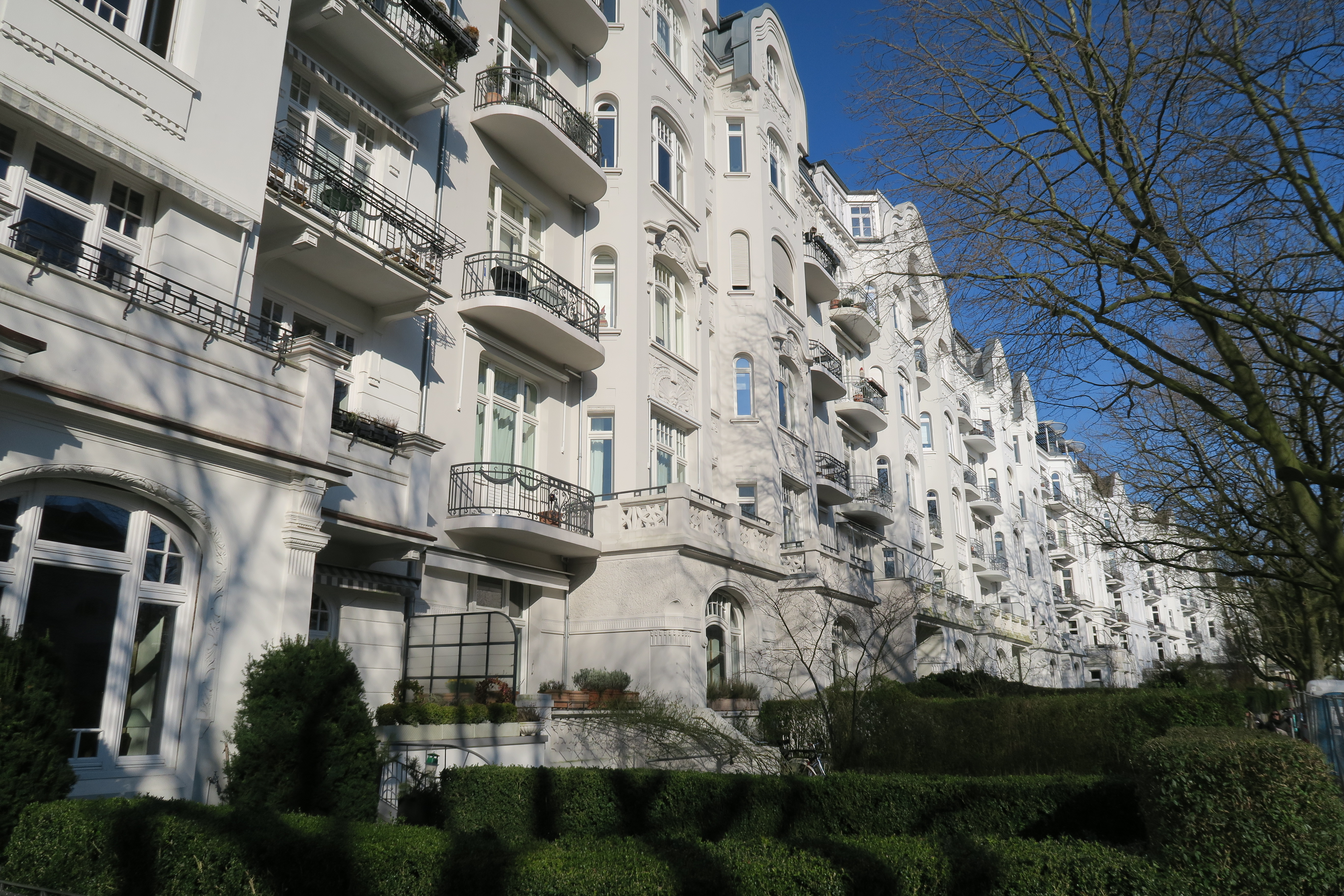
Hamburg
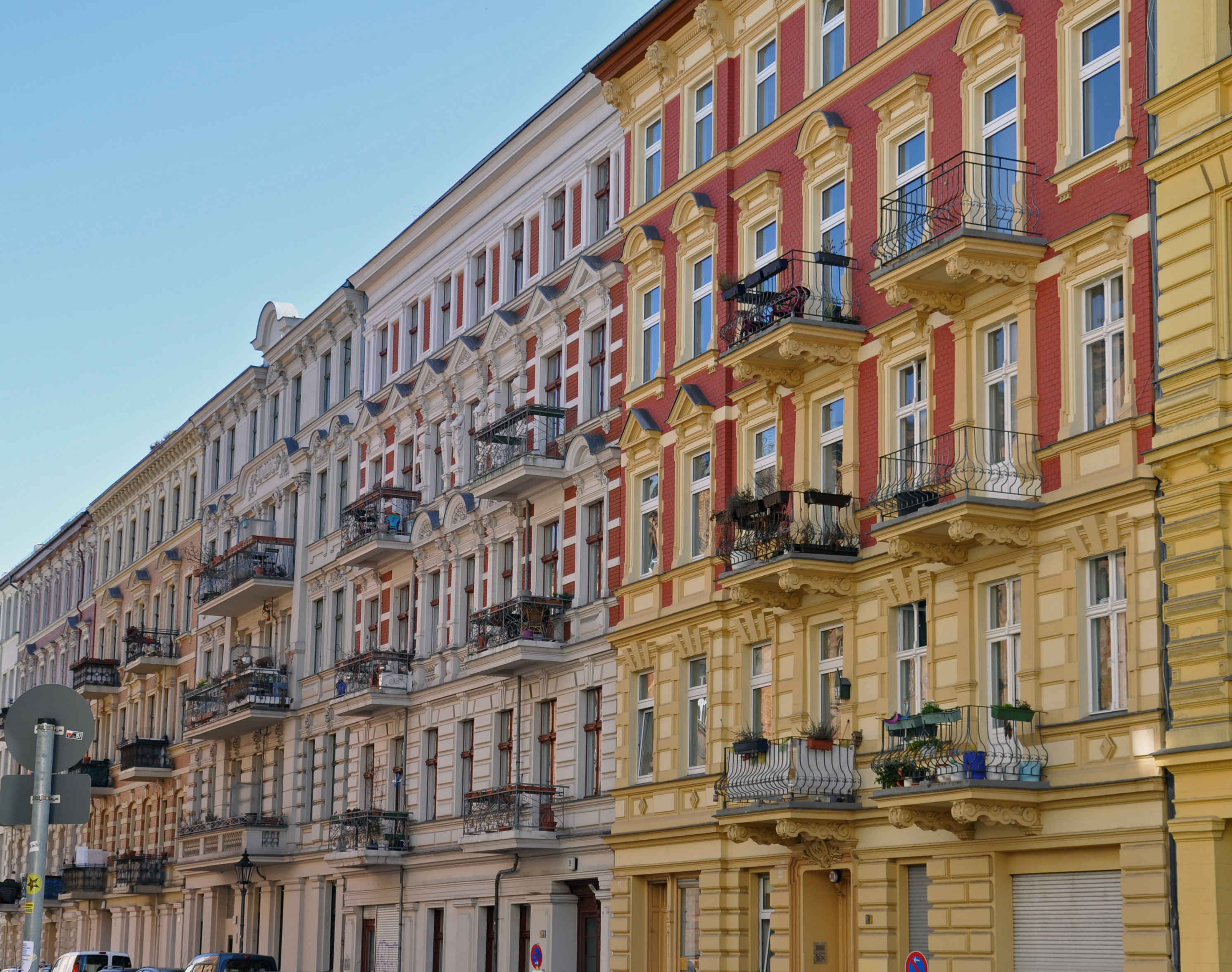
Berlin
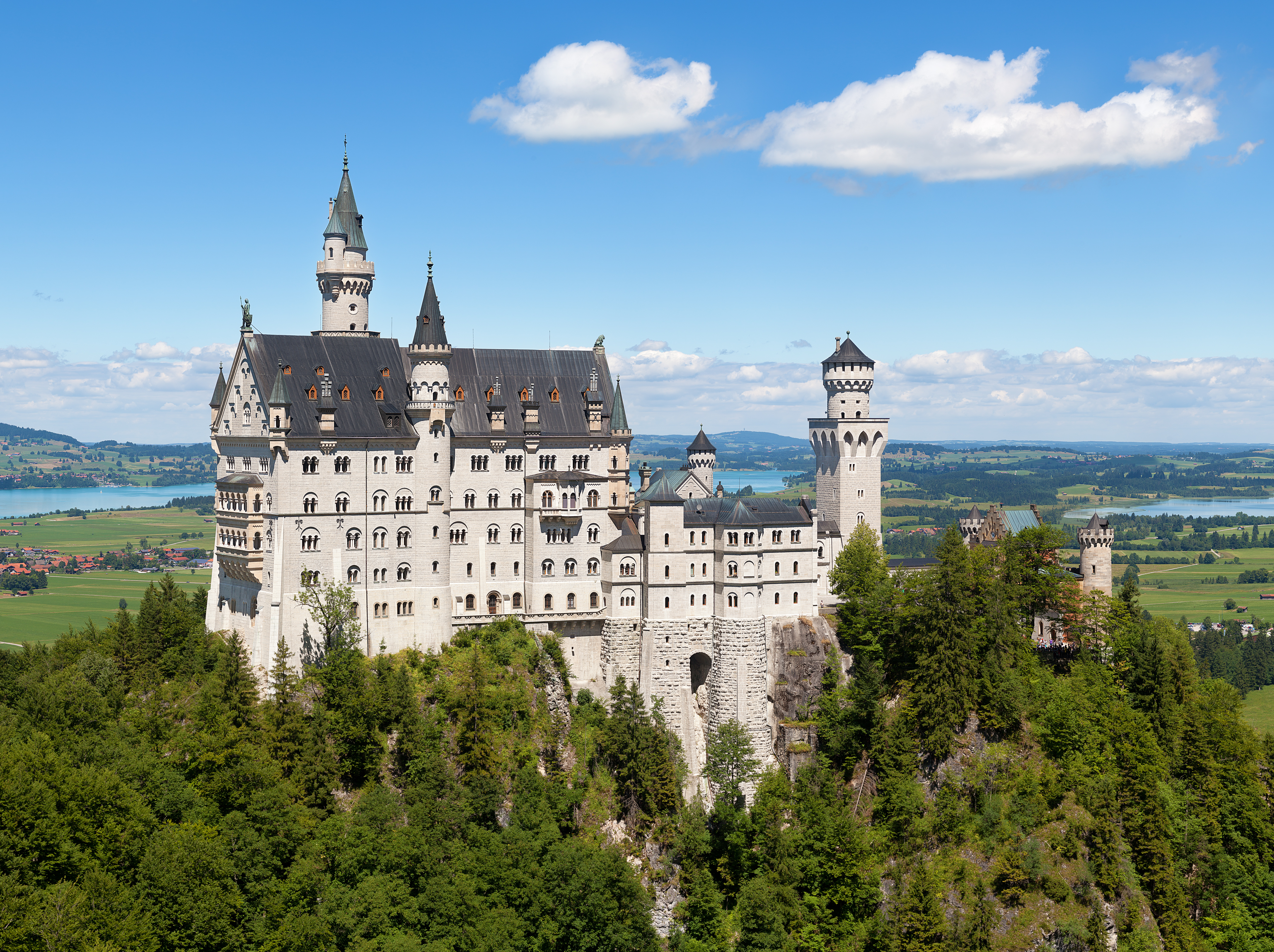
Neuschwanstein kastély

## Szecesszió (jugendstil)
A német szecessziót általában német nevén Jugendstil néven ismerik. A Jugend művészeti hetilap után kapta a nevét, amely először 1896-ban jelent meg Münchenben.
A stílus a 19. és 20. század fordulóján virágzott. A jugendstil művészet fő központjai az országban München, Weimar, valamint az 1901-ben Darmstadtban alapított ún. Darmstadti Művésztelep (Darmstädter Künstlerkolonie) volt.
Jelentősebb művészek: Henry Van de Velde, Peter Behrenst, Hermann Obrist, Richard Riemerschmid, August Endell.

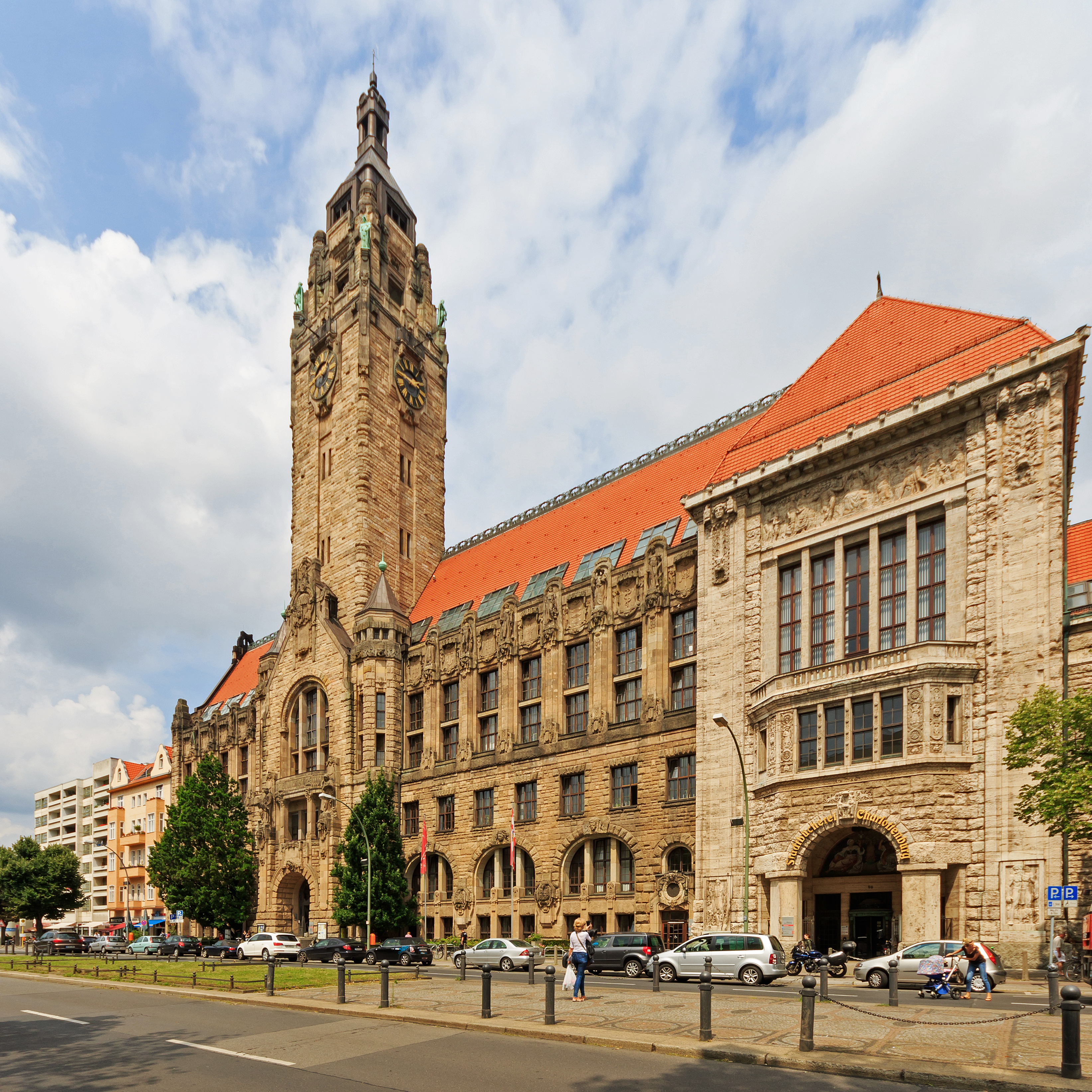
Rathaus Charlottenburg, Berlin
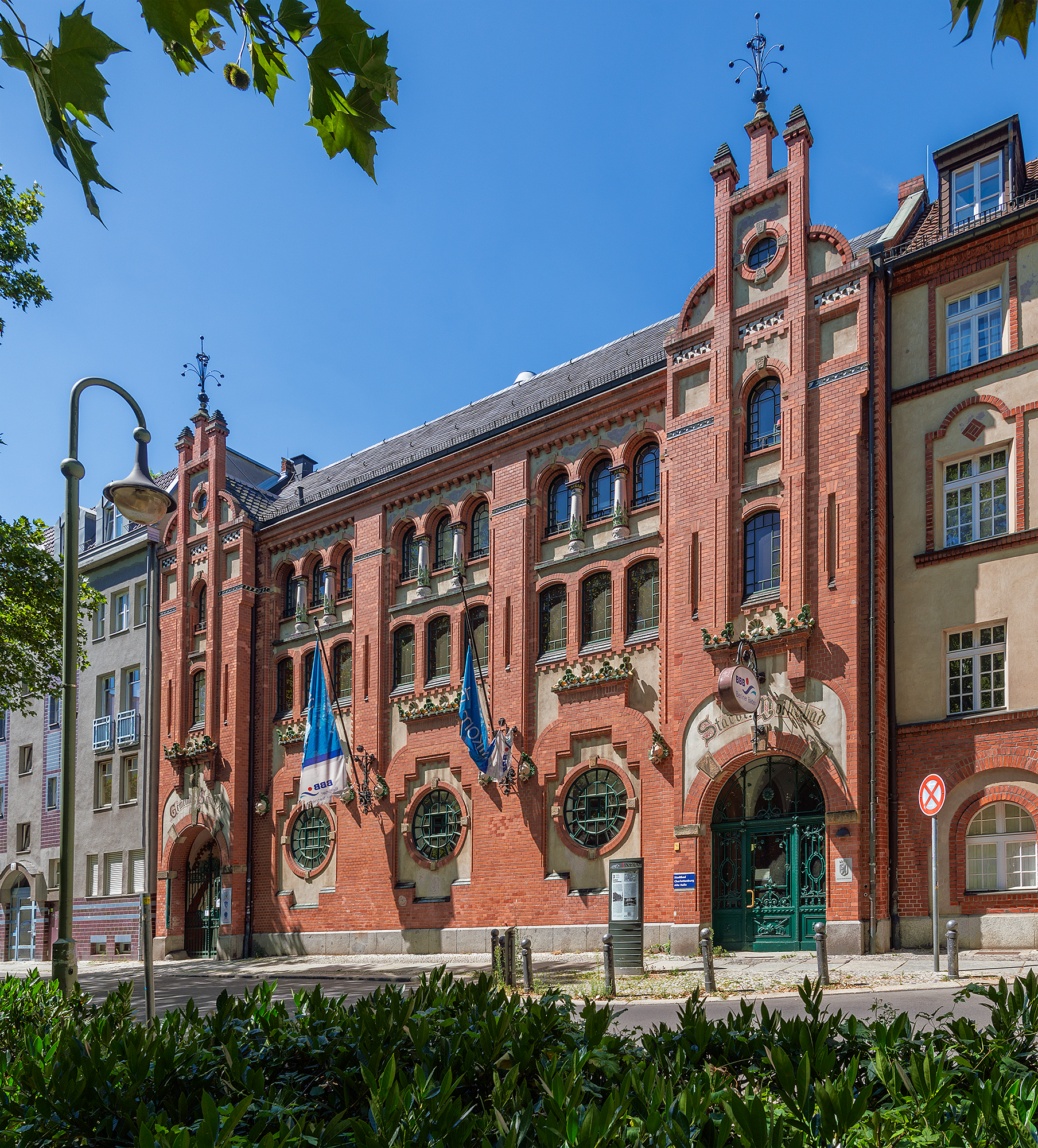
Krumme Straße 10, Charlottenburg, Berlin
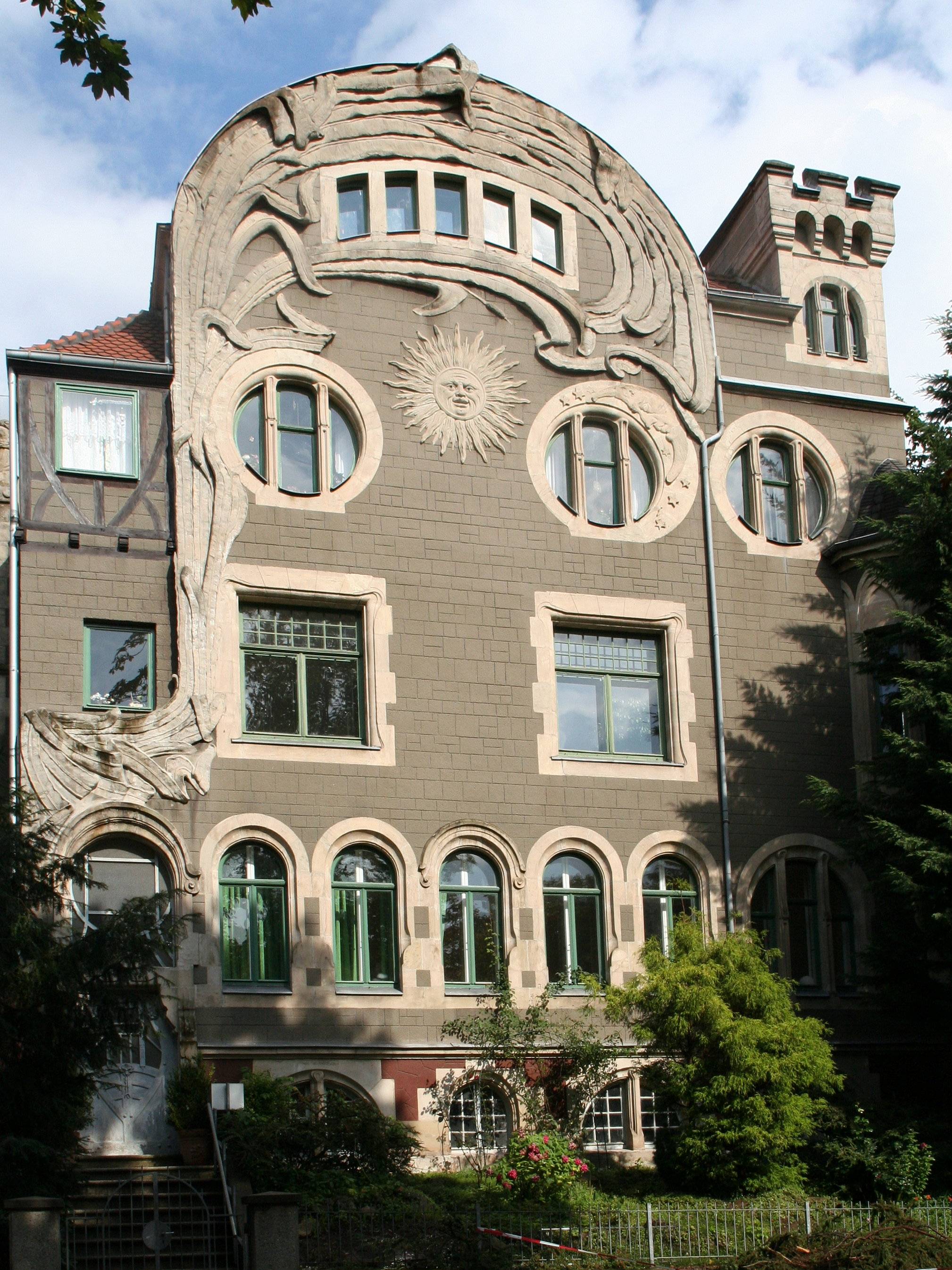
Alexandrinenstraße 4, Coburg
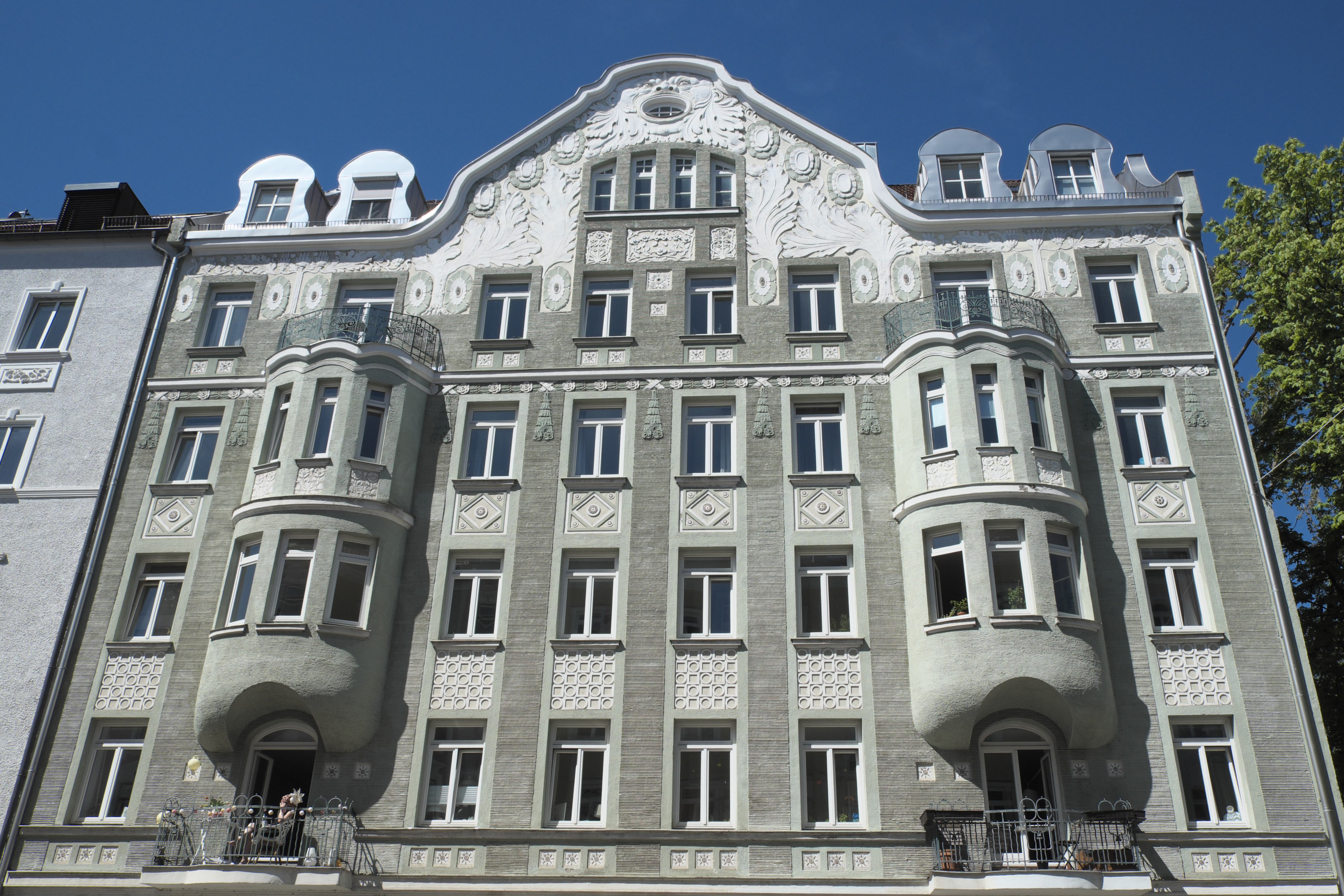
Elsässer Straße 22,  Haidhausen, München
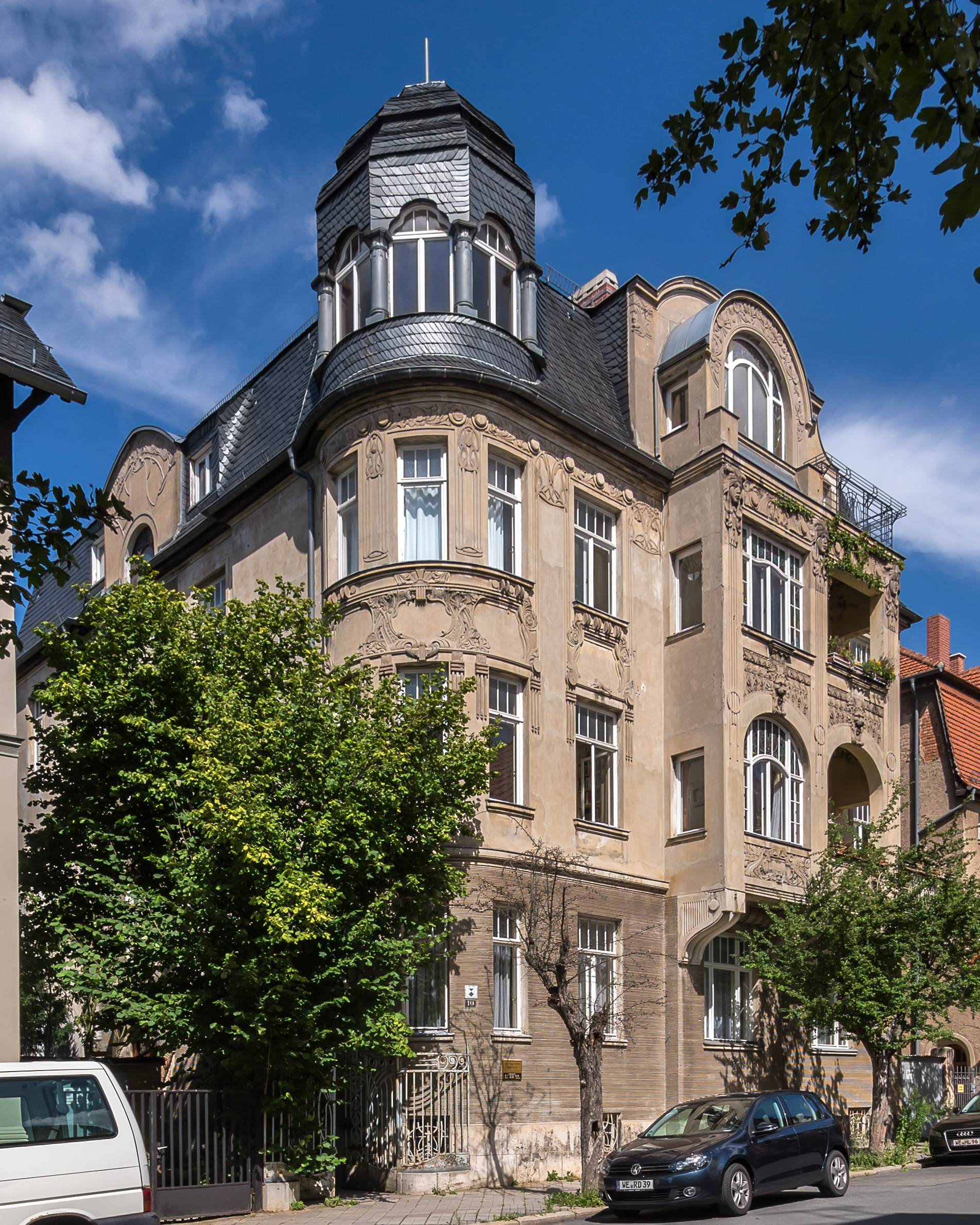
Cranachstraße 10, Weimar

## Modern
A modern építészet jellegzetessége a szükségtelen díszek kiiktatása az épületből, valamint a szerkezethez és funkcióhoz való hűség.  A 20. század elején alakult ki. Bár a század első felében kevés "modern stílusú épület" jött létre, a második világháború után három évtizedre az intézményi és vállalati épületek meghatározó építészeti stílusává vált.
A németországi modernista építészet kezdete elsősorban az ipari építkezés volt, például Peter Behrens (1908–1909) berlini AEG csarnoka, de különösen Walter Gropius Fagus-gyára Alfeld an der Leine-ben (19141).
1915 megépült az első magasépület, „felhőkarcoló” is Jénában, a Bau 15.
A nemzetközi stílus kiemelkedő építészei között volt Mies van der Rohe, Peter Behrens, Le Corbusier, Walter Gropius, JJP Oud, Mart Stam és Bruno Taut.

### Bauhaus
Az úgynevezett "klasszikus modernizmus" Németországban lényegében azonos a Bauhausszal, amelyet Walter Gropius alapított 1919-ben. 
Amikor 1932-ben a nácik hatalomra kerültek, a Bauhaus-korszak véget ért.

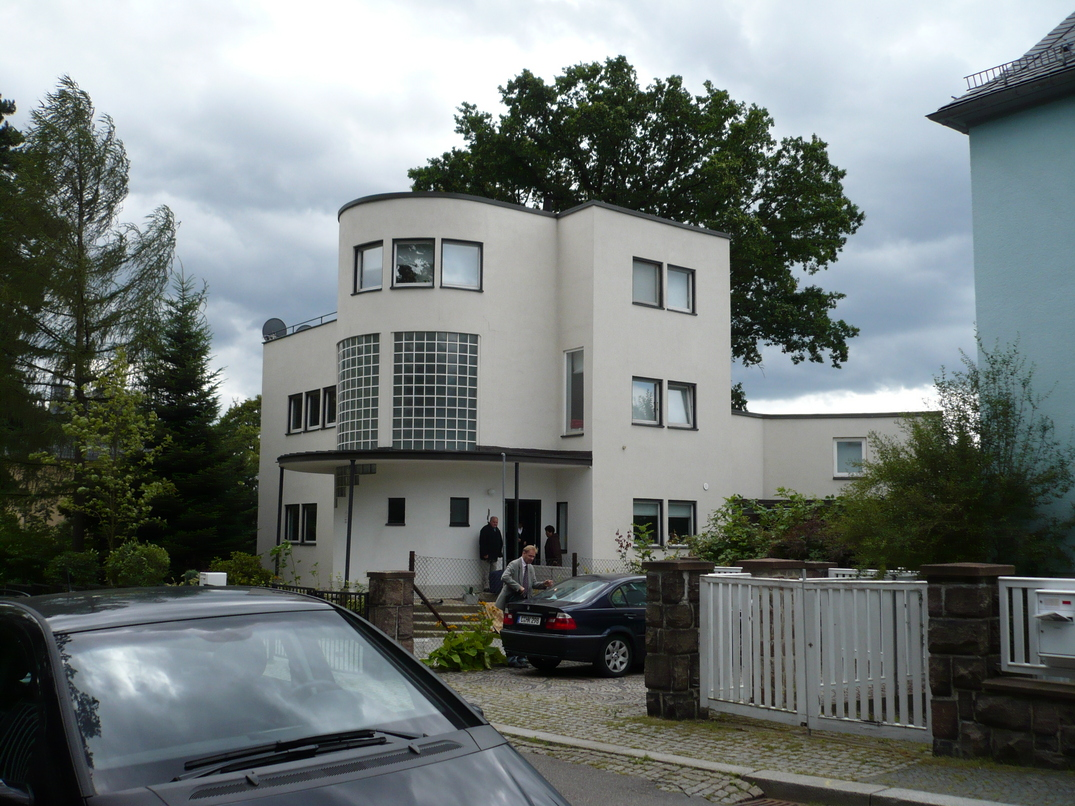
Bauhaus-stílusú épület, Chemnitz
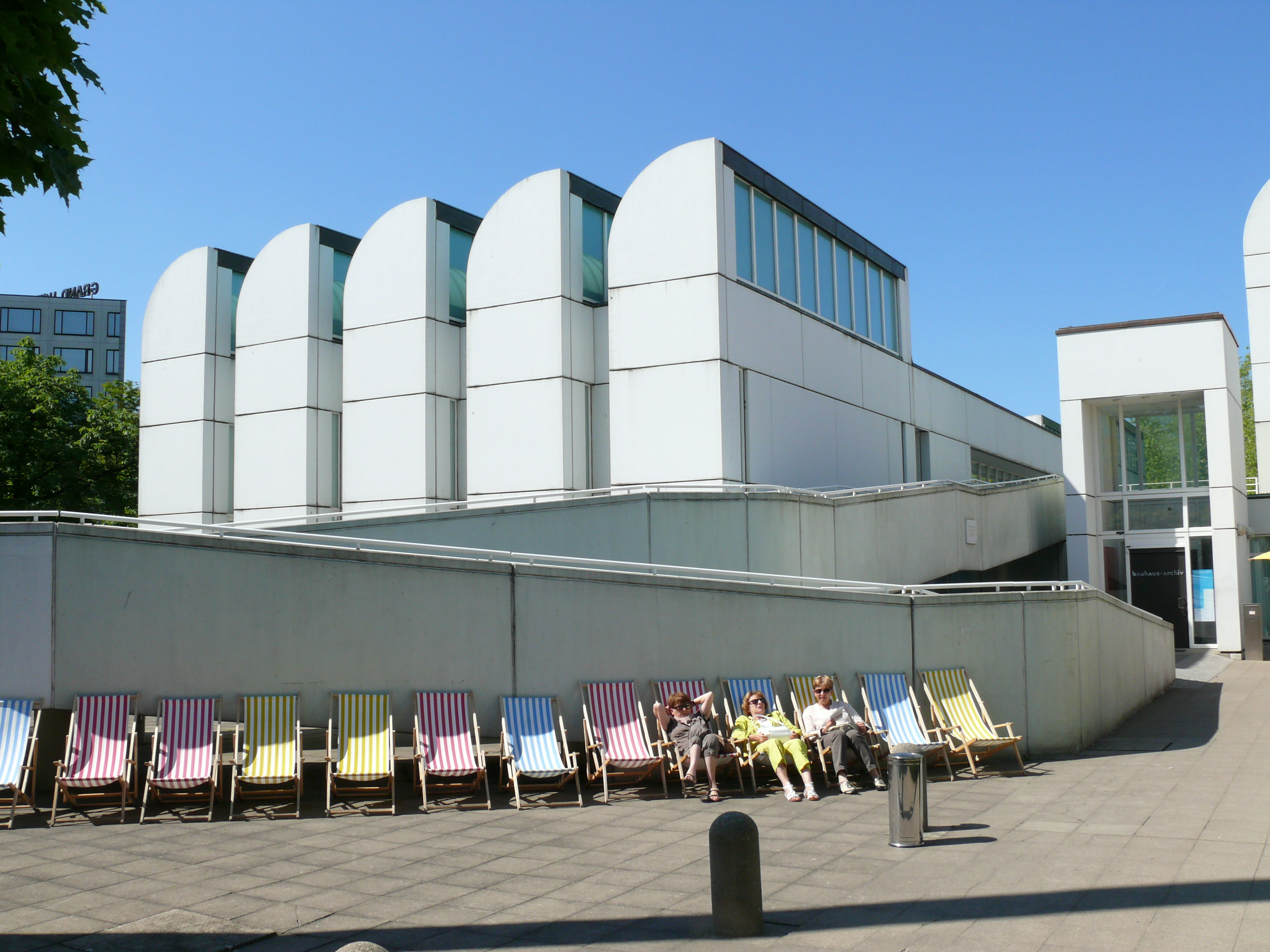
Berlin-Tiergarten
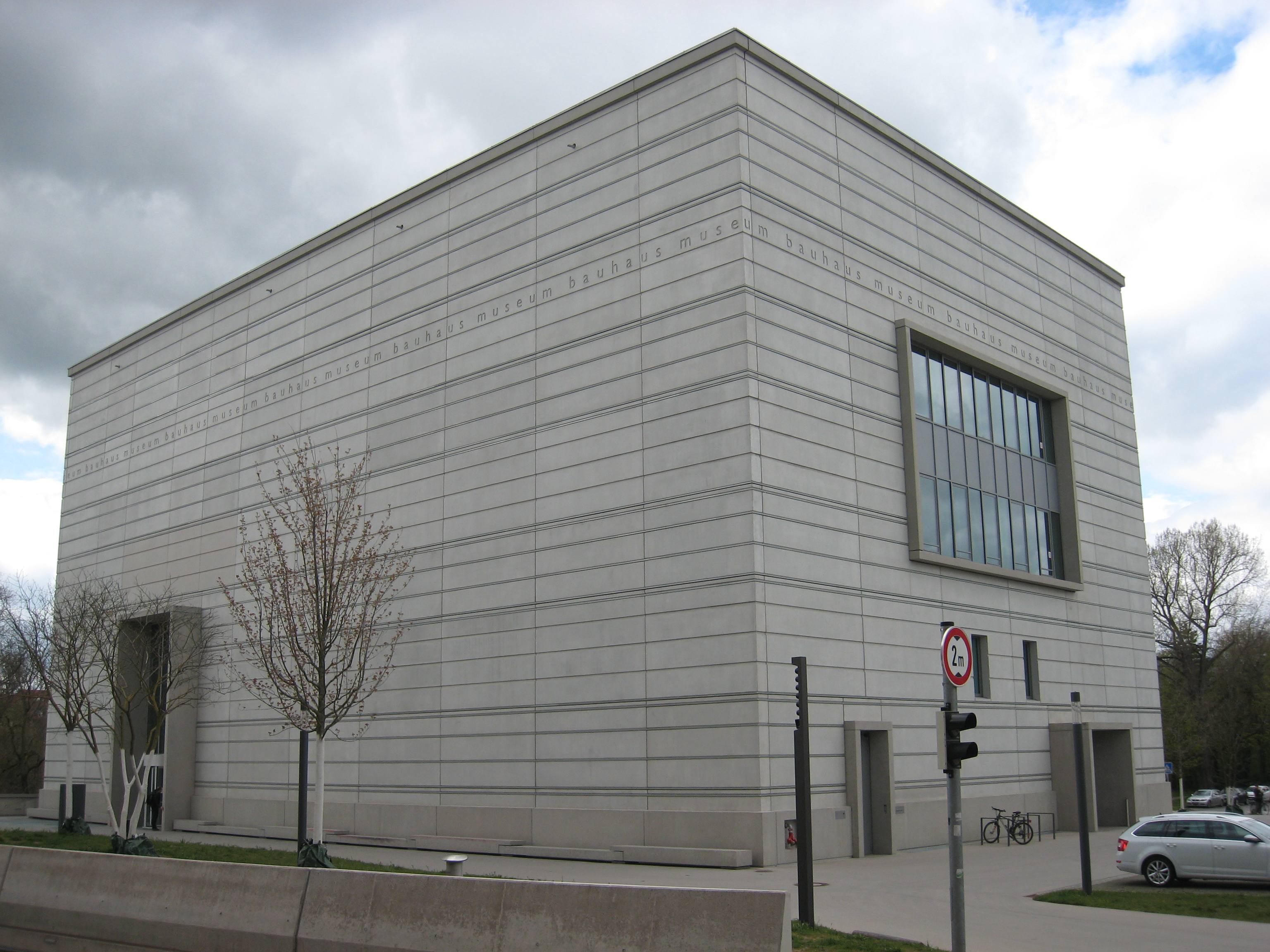
Bauhaus Museum, Weimar

### Náci építészet
Ahogy a fasiszta vezető, Benito Mussolini, úgy Adolf Hitler is új építészeti stílust alkalmazott a lakosság megnyerésére, a nacionalista kultúra új korszakának képviseletére és az abszolút hatalomra vonatkozó követeléseik legitimálására. Hitlerre erős hatást gyakoroltak Mussolini római építményei.
Hitler annak érdekében, hogy megnyerje a lakosságot a nemzetiszocialista ideológiának, és egy új korszak hajnalát jelezze, úgy döntött, számos német várost átalakít, köztük Berlint, Hamburgot és Münchent. Hitler klasszikus stílusú, monumentális épületeket akart építtetni az árja faj és így a Harmadik Birodalom nagyságának demonstrálására.
A náci építészet (1933–1945) főleg propaganda célokat szolgált. Főépítésze Albert Speer volt.

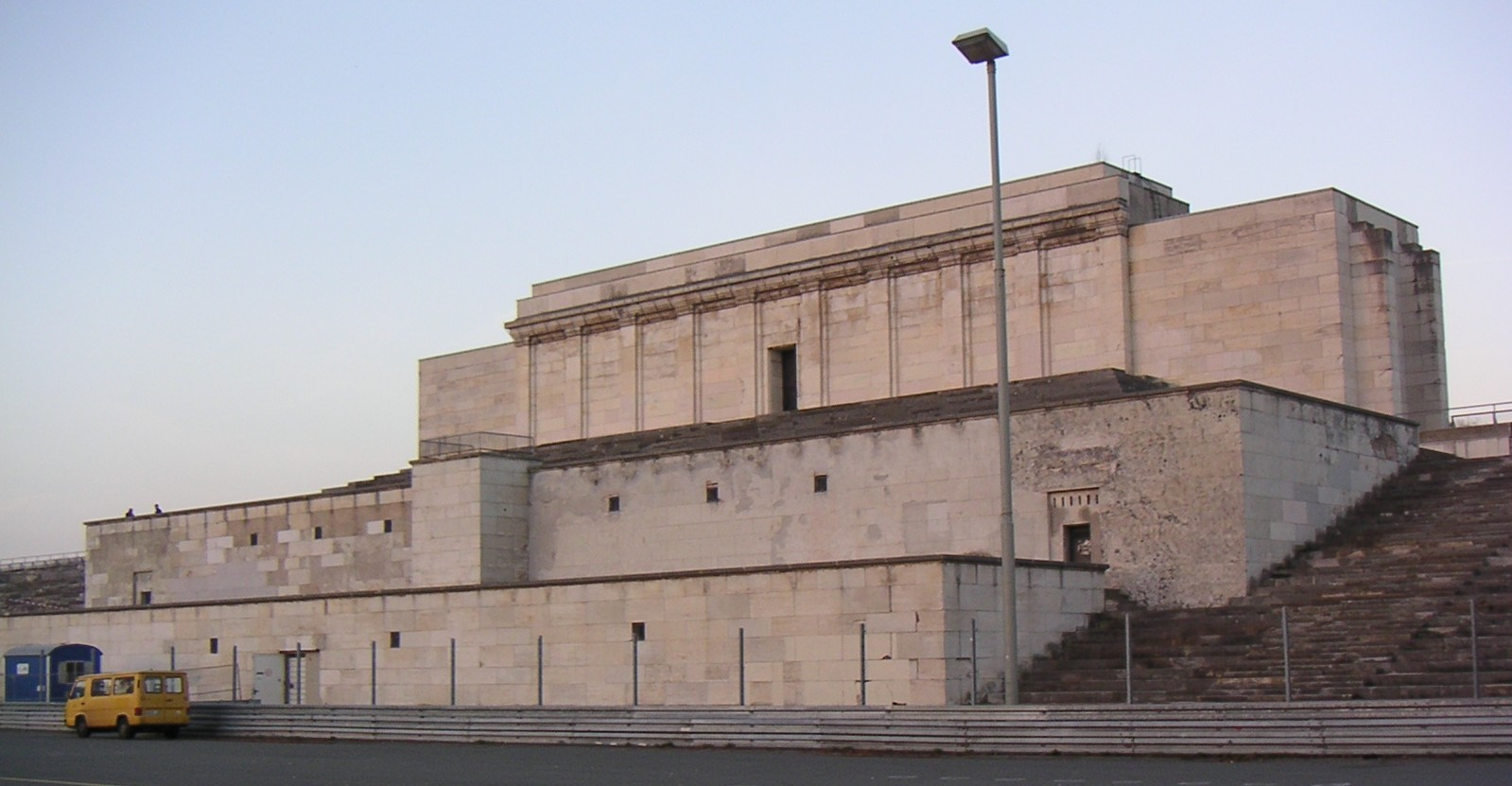
Zeppelin lelátó az egykori náci párt gyülekező területén, Nürnbergben
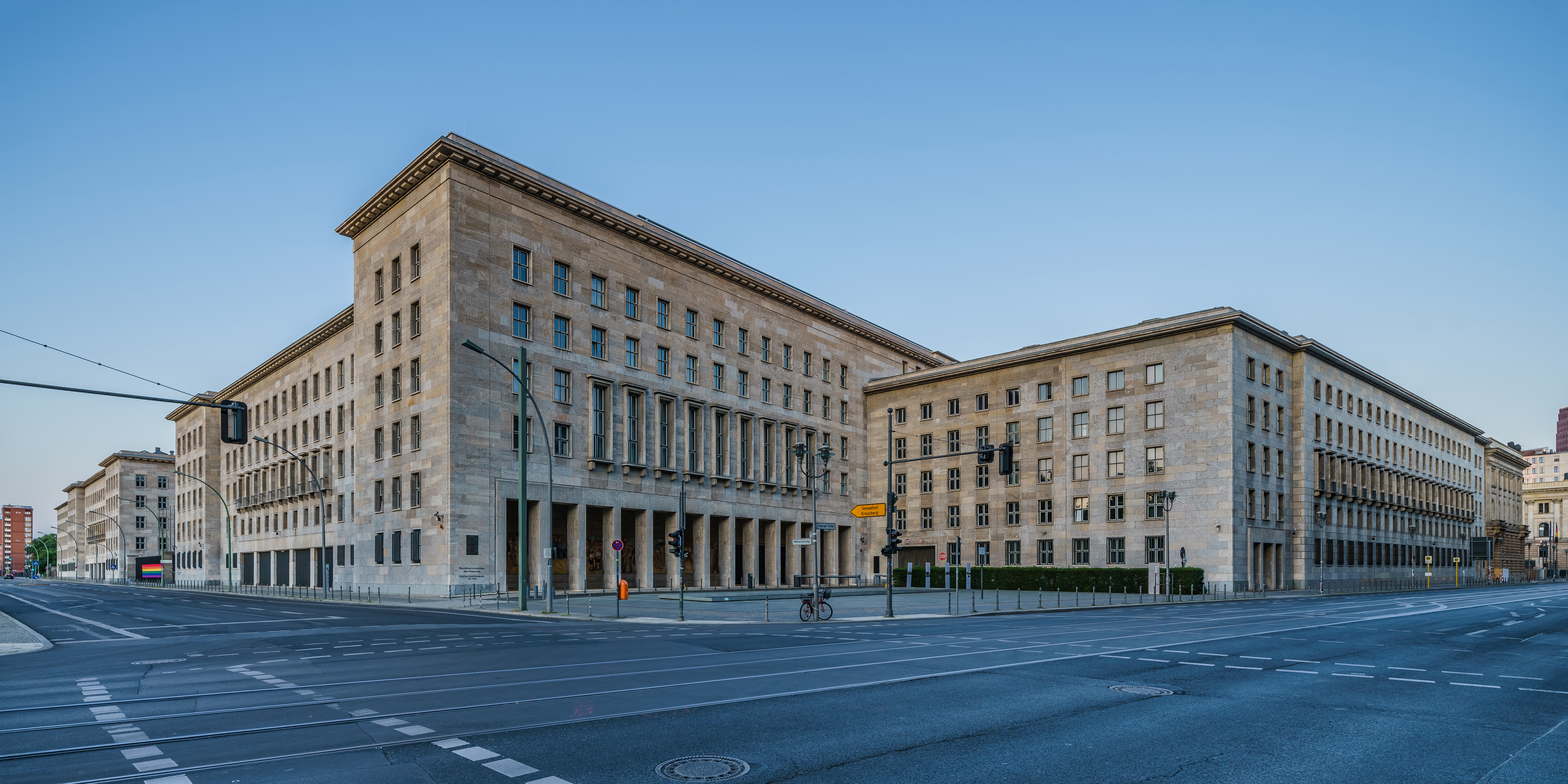
Detlev Rohwedder-ház a berlin-mittei Wilhelmstraße-n
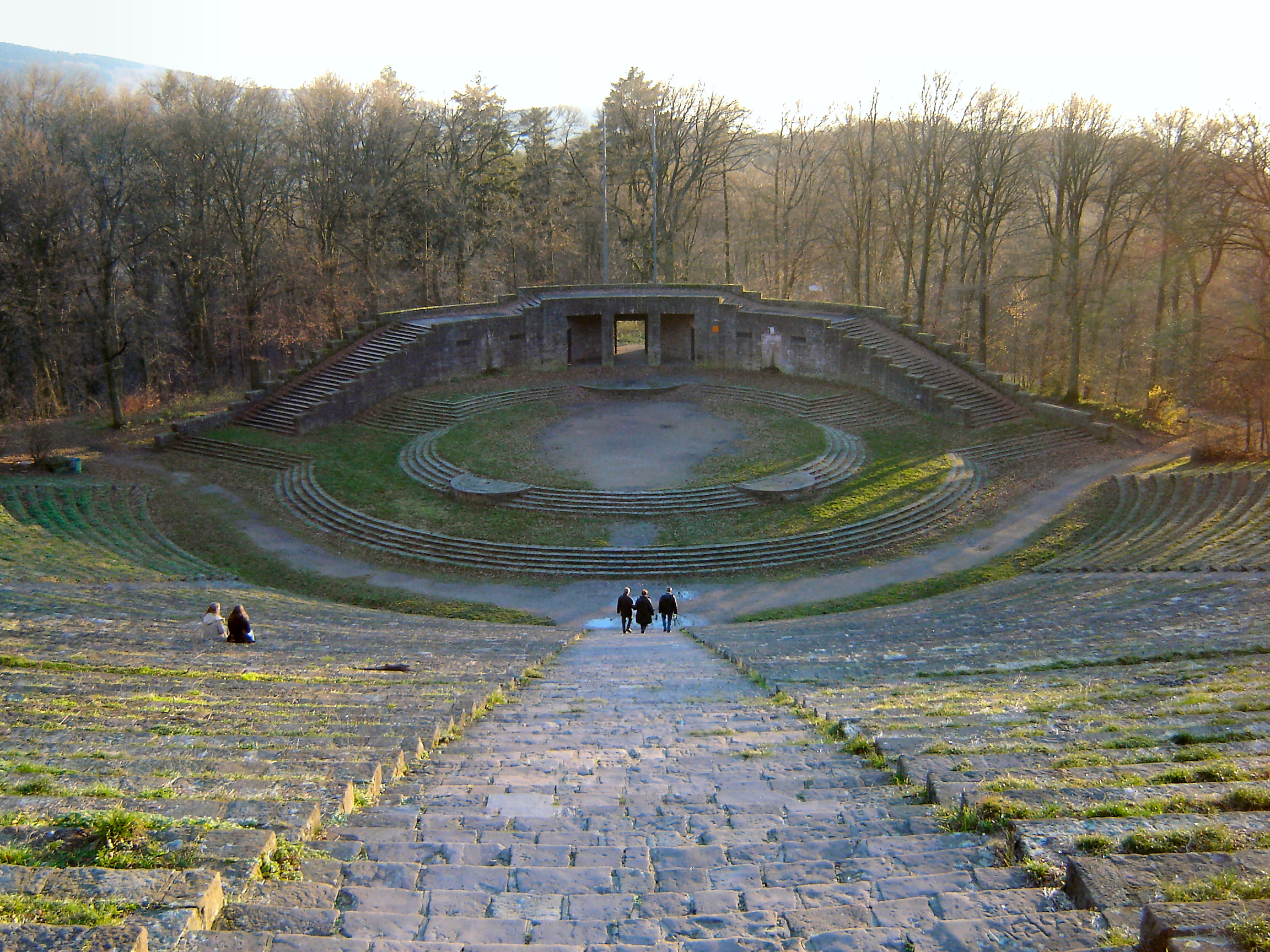
Heidelberger Thingstätte
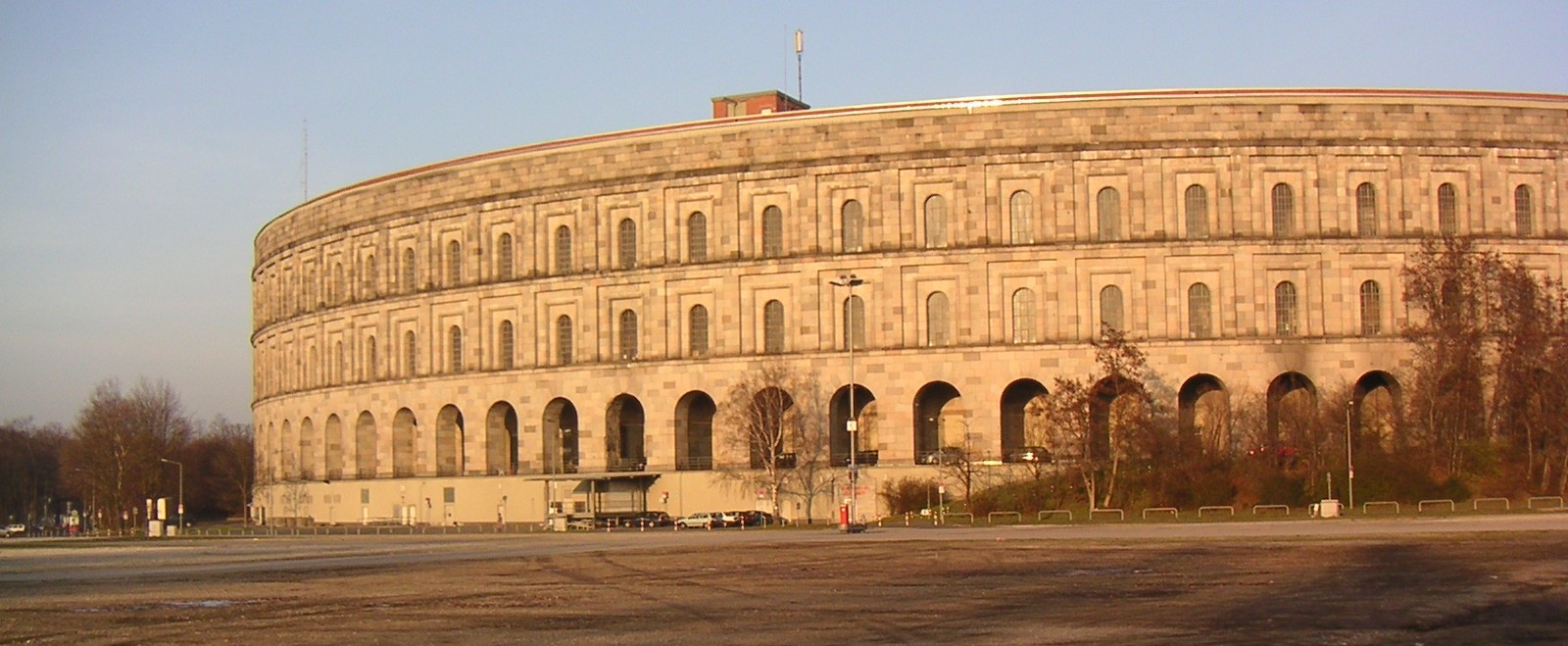
Kongresshalle (Nürnberg)

### A II. világháború után
A második világháború után mind a Német Szövetségi Köztársaságban, akárcsak az NDK-ban, az újjáépítés volt az első számú prioritás. Nyugat-Németországban az Egyesült Államok építészete volt nagy hatással, akárcsak  az ott uralkodó nemzetközi stílus, ami leginkább az akkor épült cégközpontokban mutatkozik meg. A „posztmodern” építészeti stílus az 1970-es évek közepén kezdődött az USA-ban, és egészen a 80-as évek végéig tartott, ezért terjedése szintén Nyugat-Németországra korlátozódott.

### Kortárs építészet
Ma már az építészek mindenféle stílusban terveznek és gyakran lehetetlen megkülönböztetni a mai német középületek építészetét a világ többi részének építészetétől.

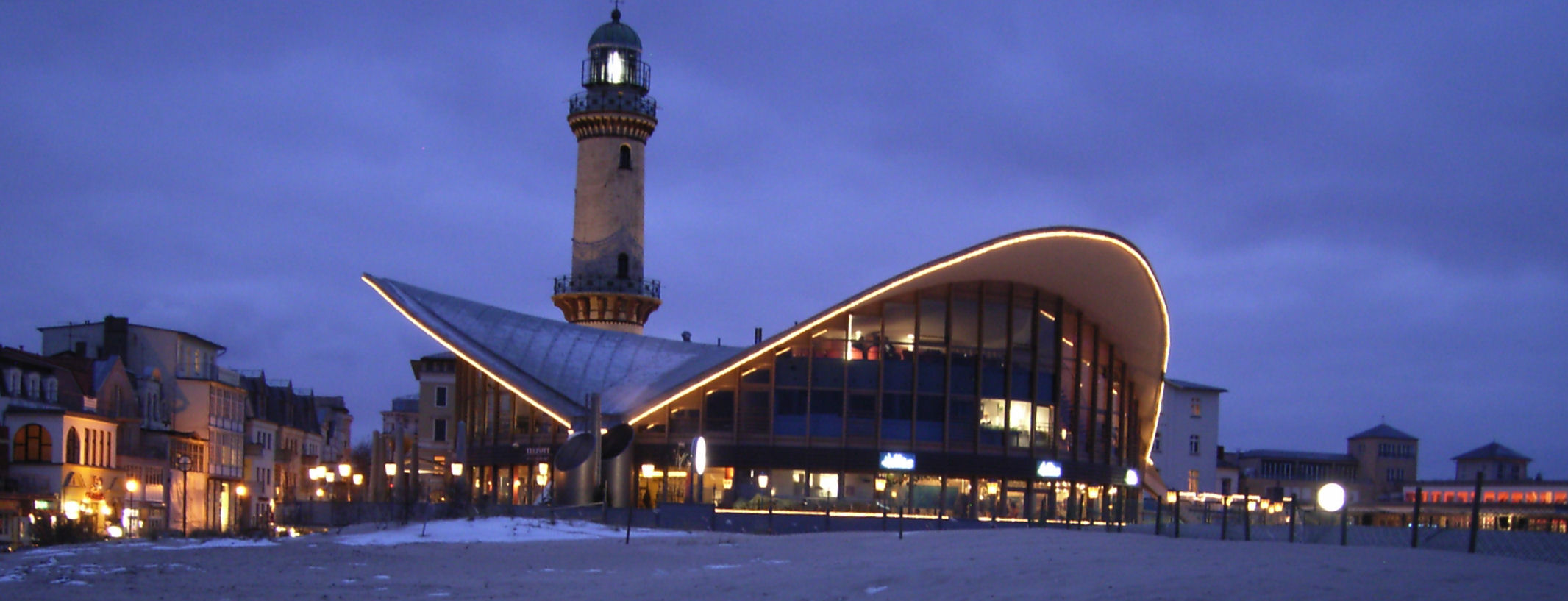
Teepott, Warnemünde
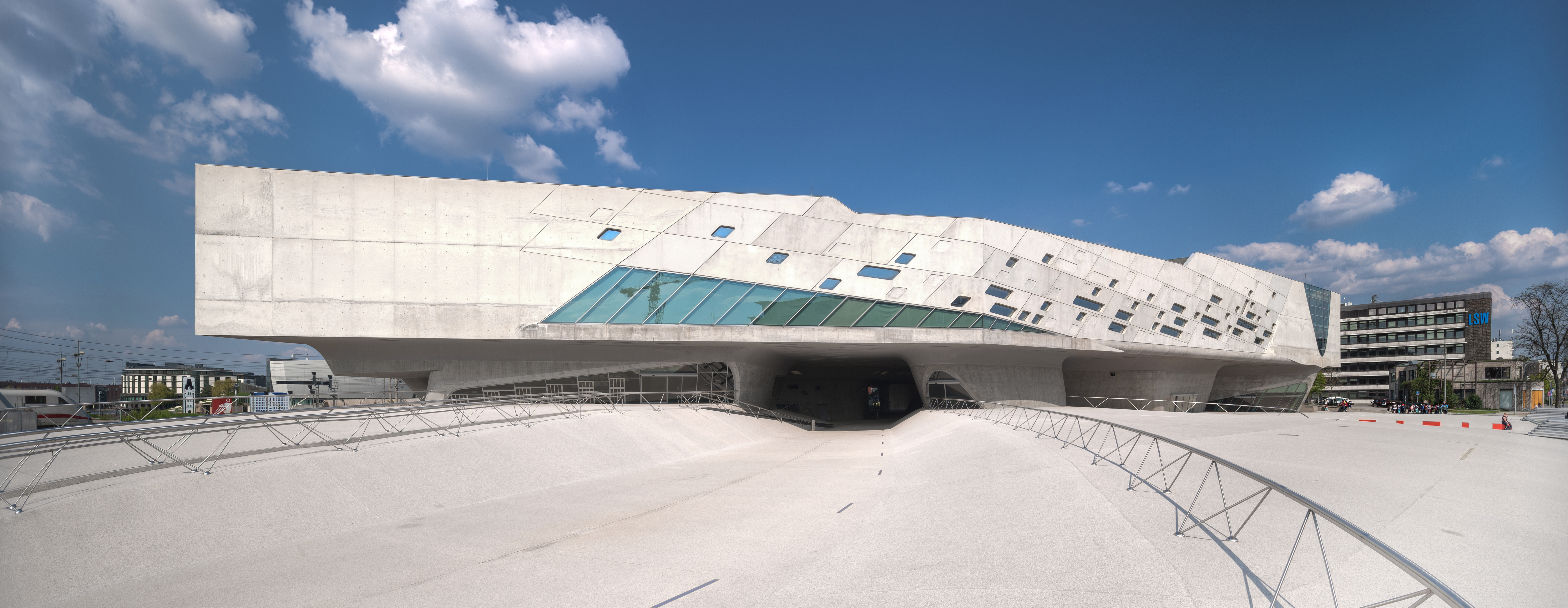
Phæno, Wolfsburg
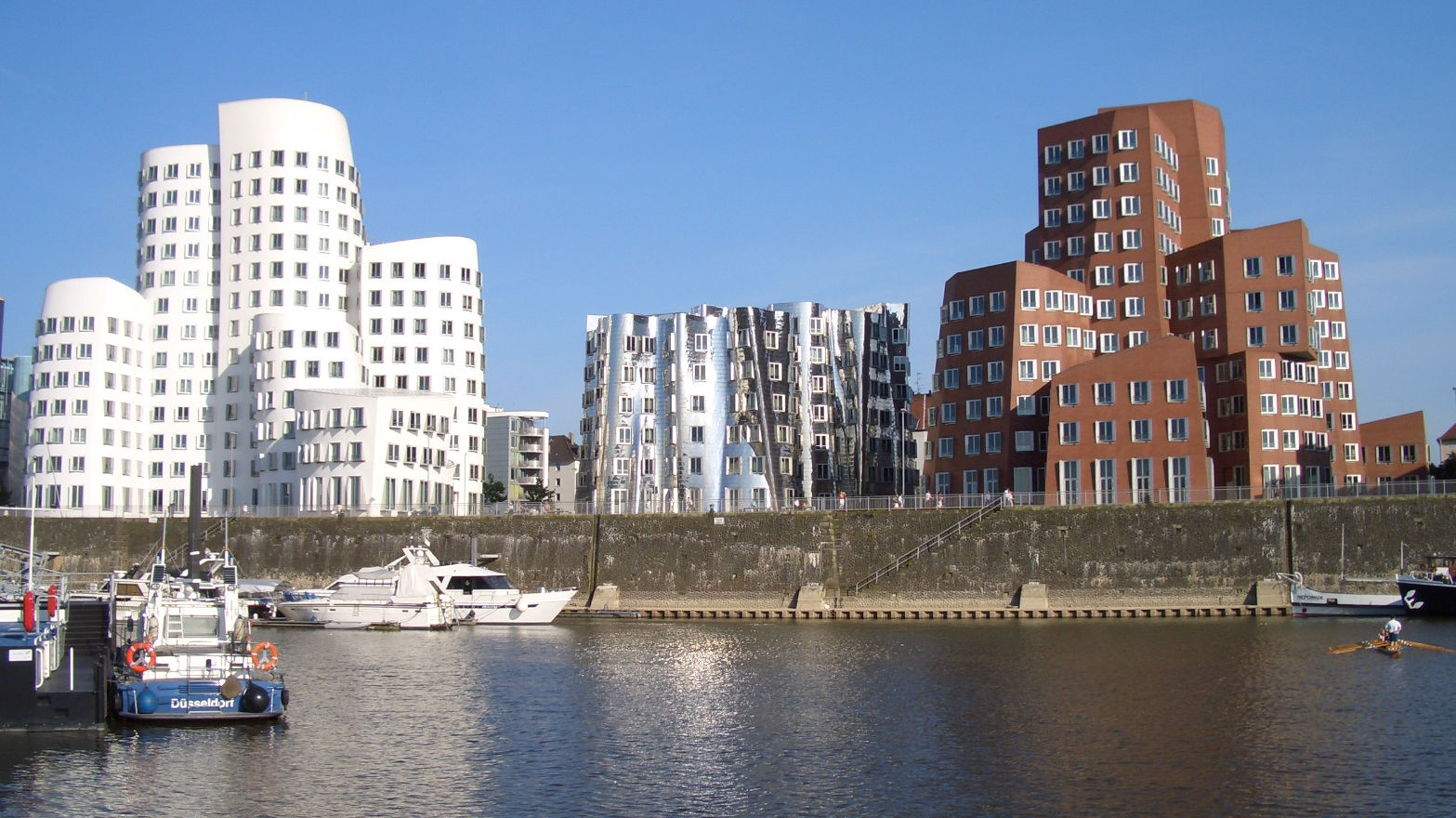
A Neue Zollhof a düsseldorfi kikötőben
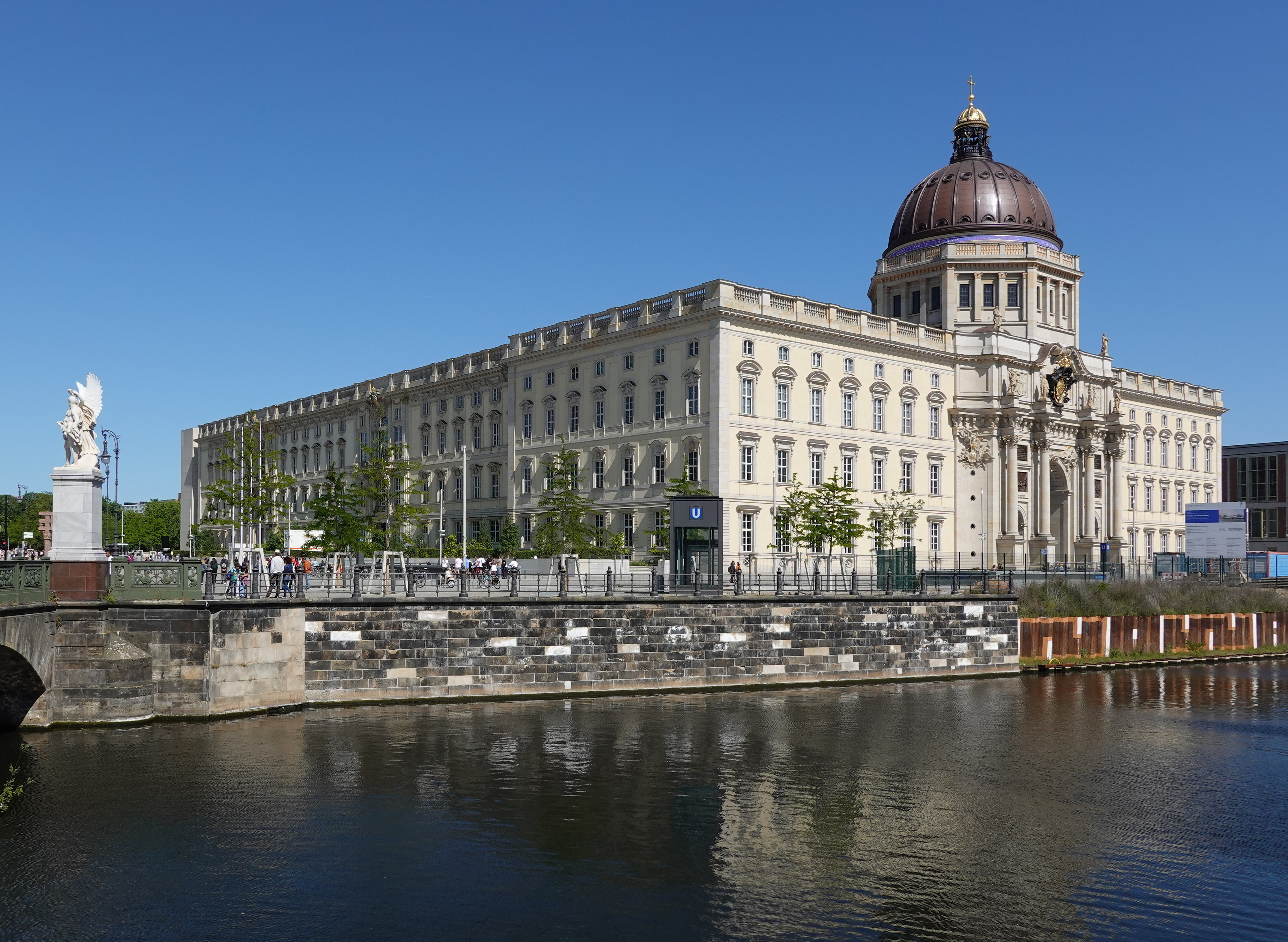
Berlini városi palota
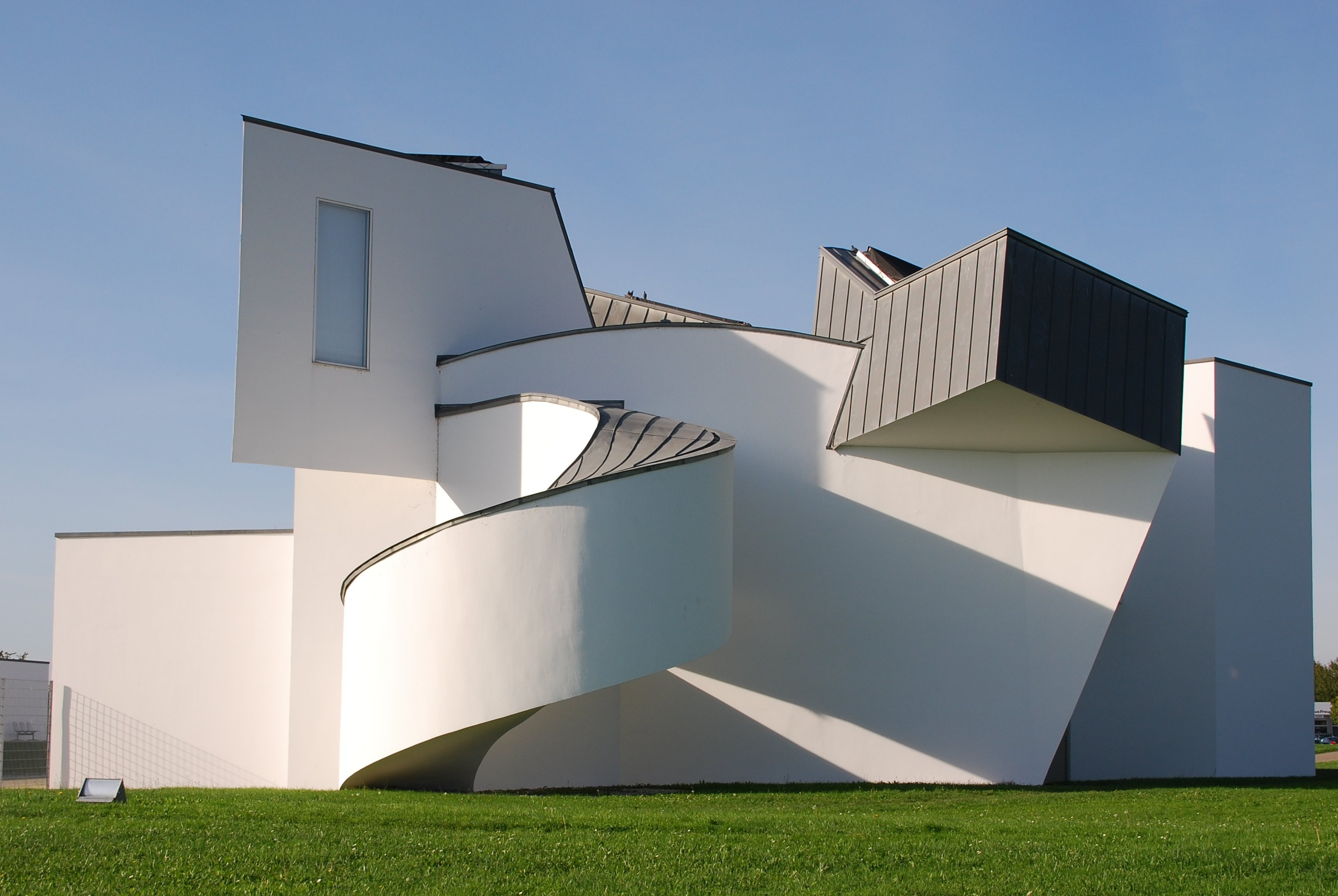
Vitra Design Museum

## Egyéb helyi stílusok

### Fachwerk
Az úgynevezett „fachwerk” favázas építészeti mód, amelynek vázát erős gerendákból építik meg és a gerendák közeit téglával vagy más anyaggal töltik ki.

Fachwerkhaus
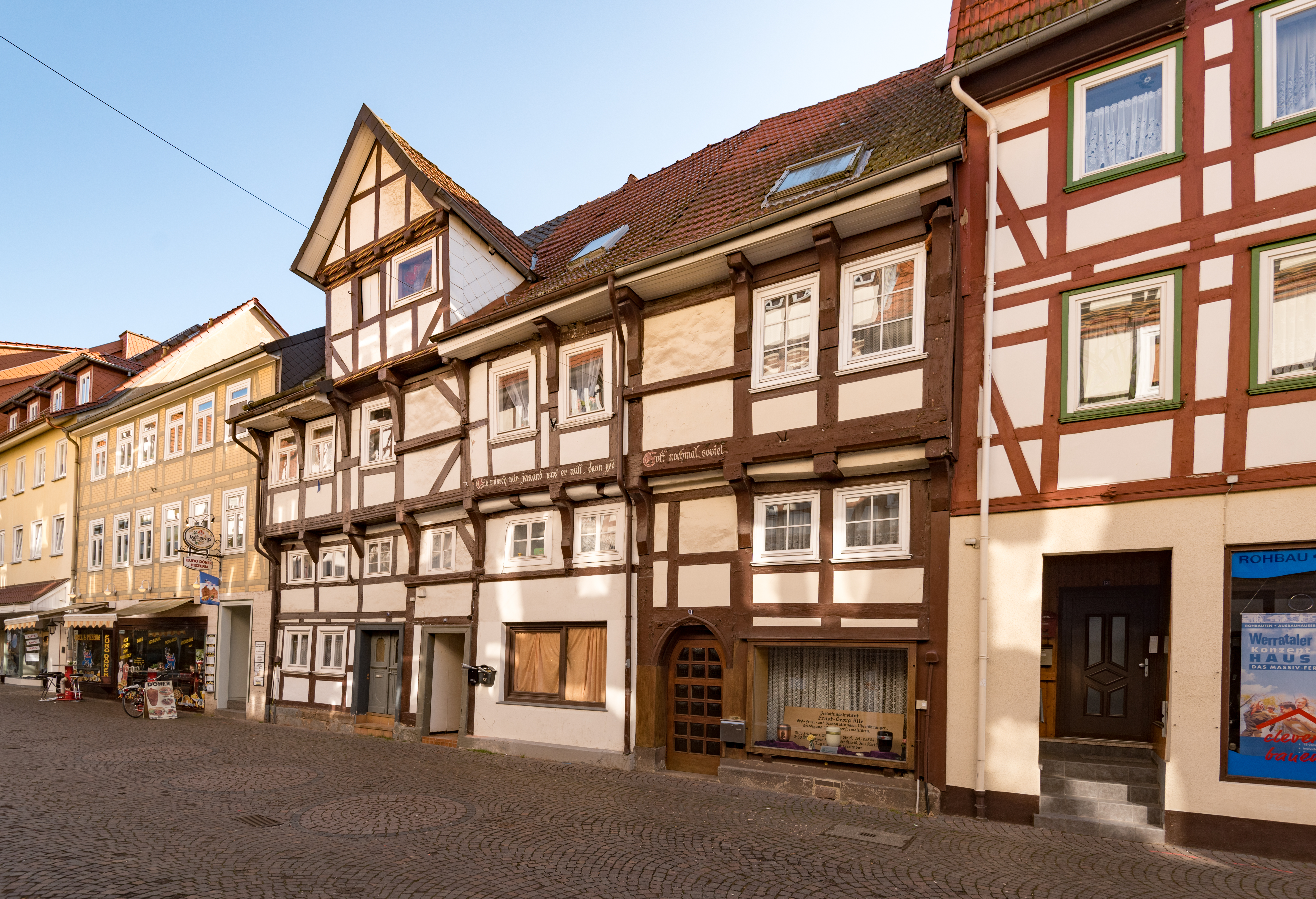
Favázas házak, Witzenhausen, 15. század
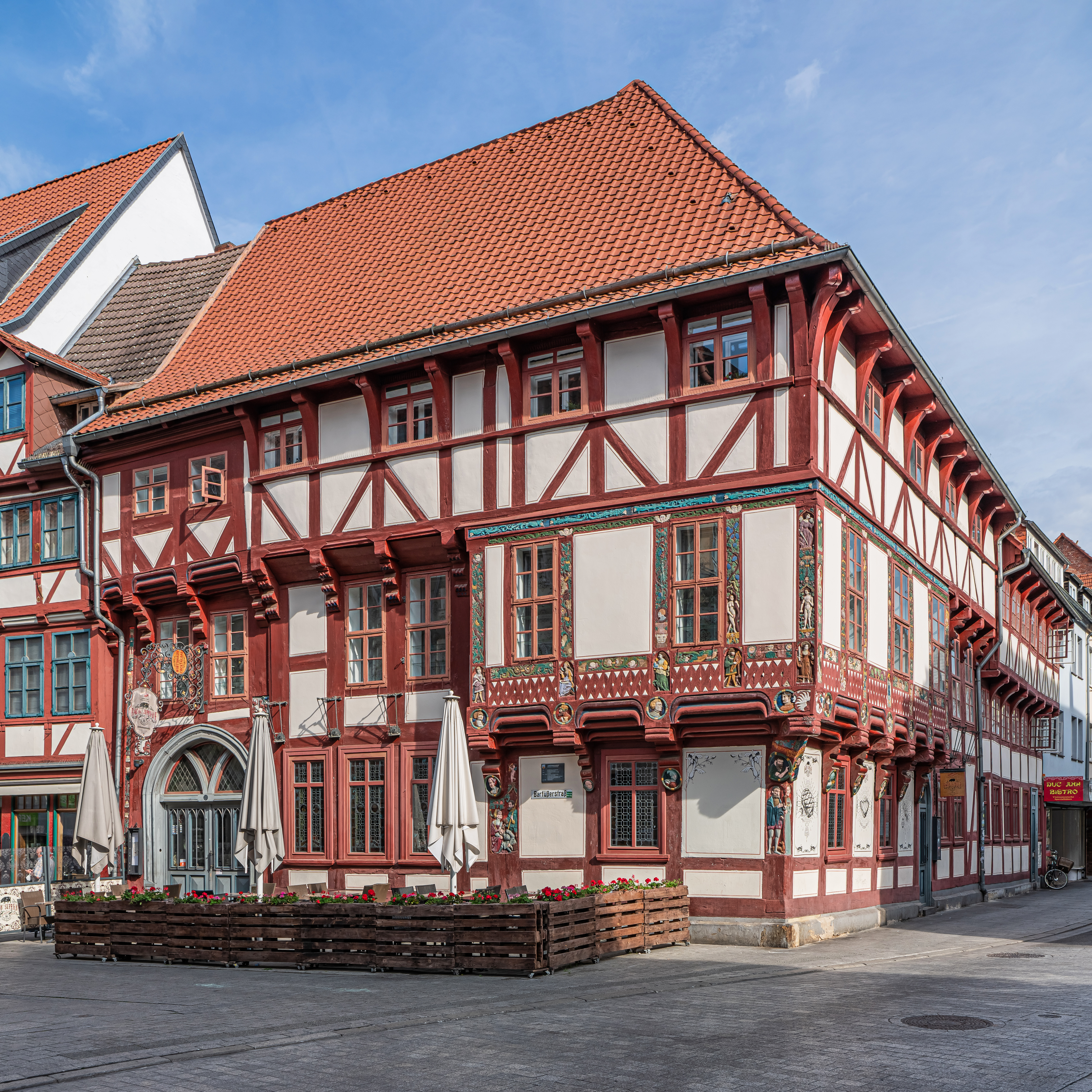
Göttingen
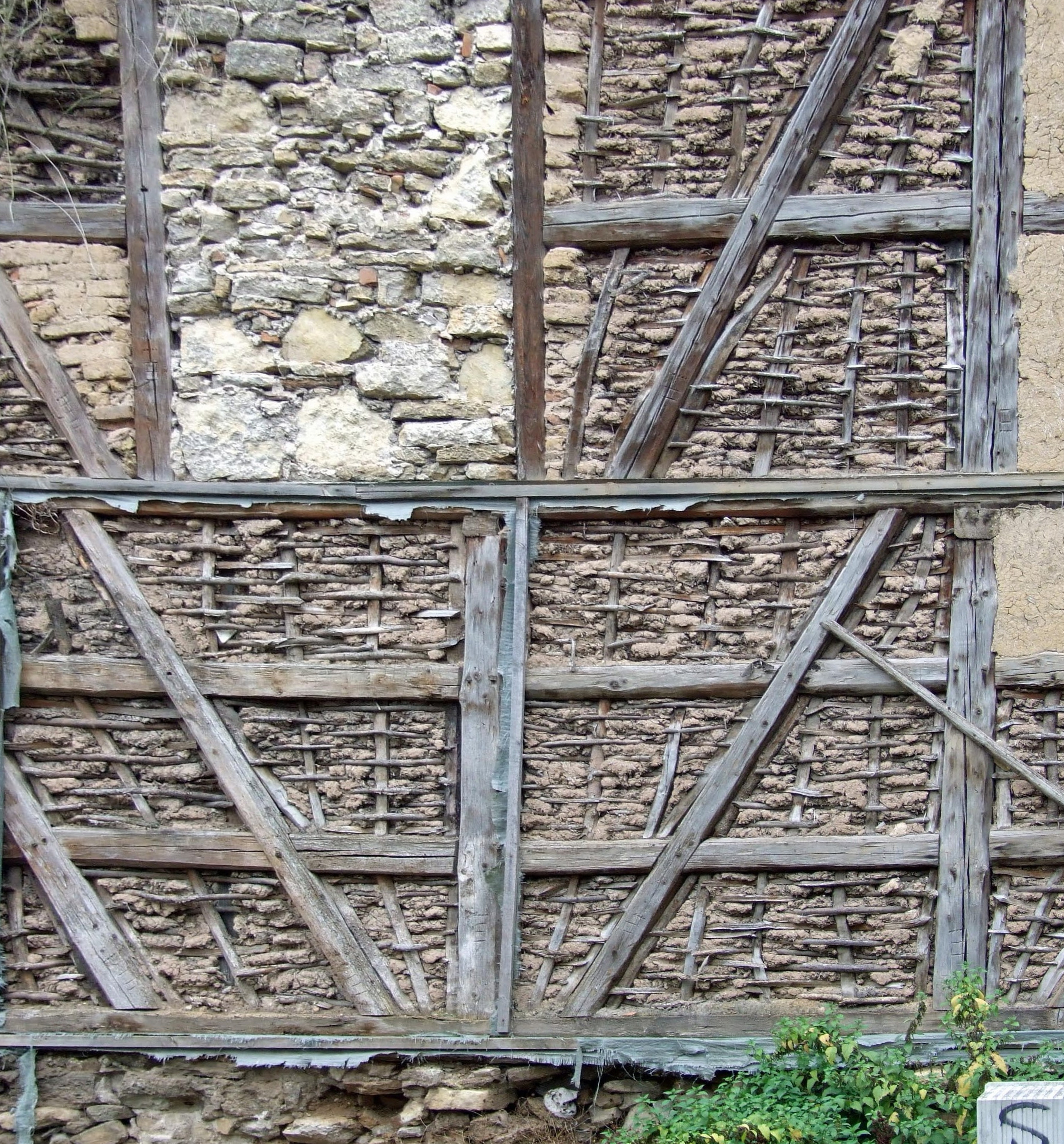
Közelről a hagyományos anyagokból épített Fachwerkhaus
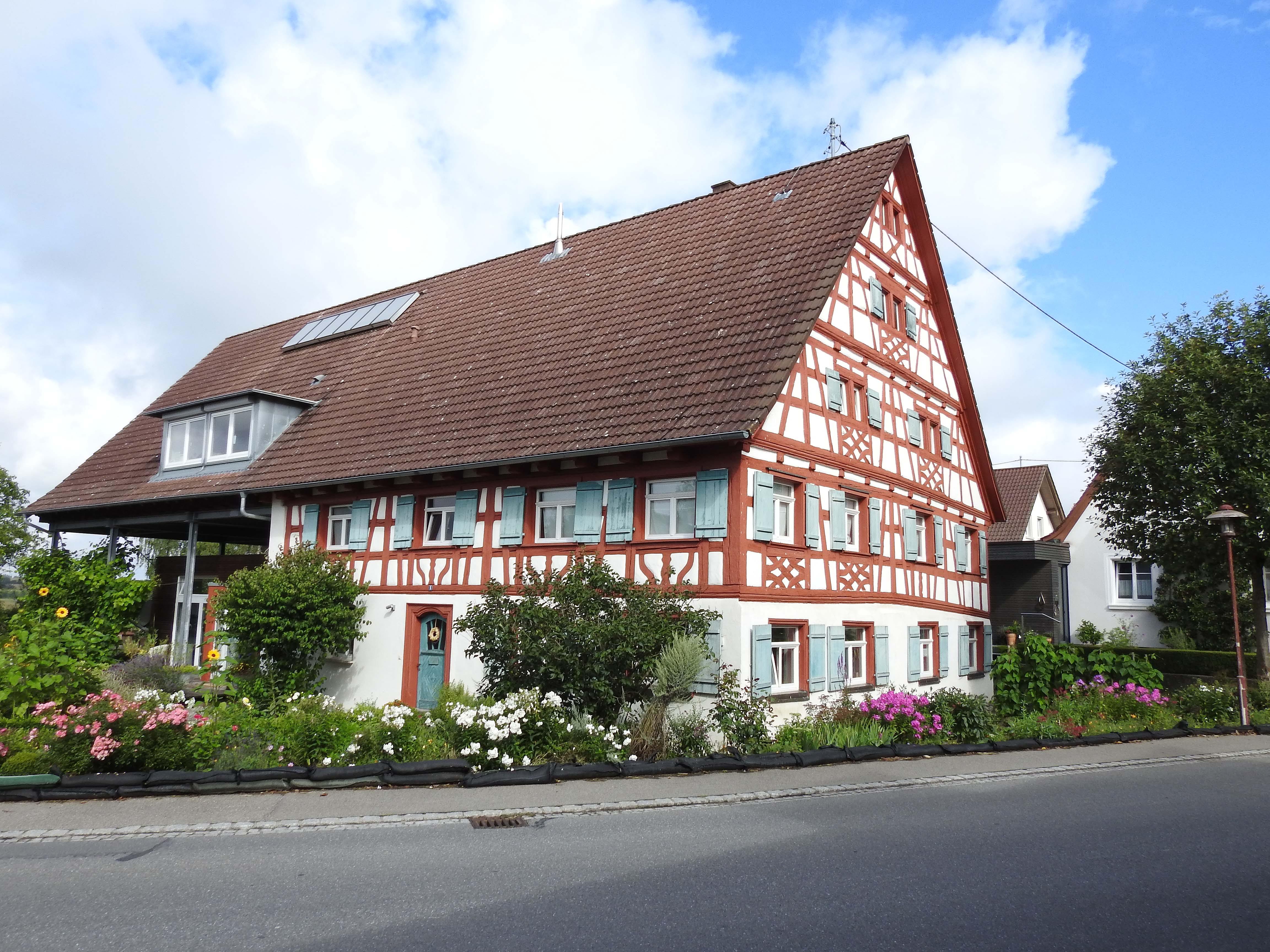
Herbertingen
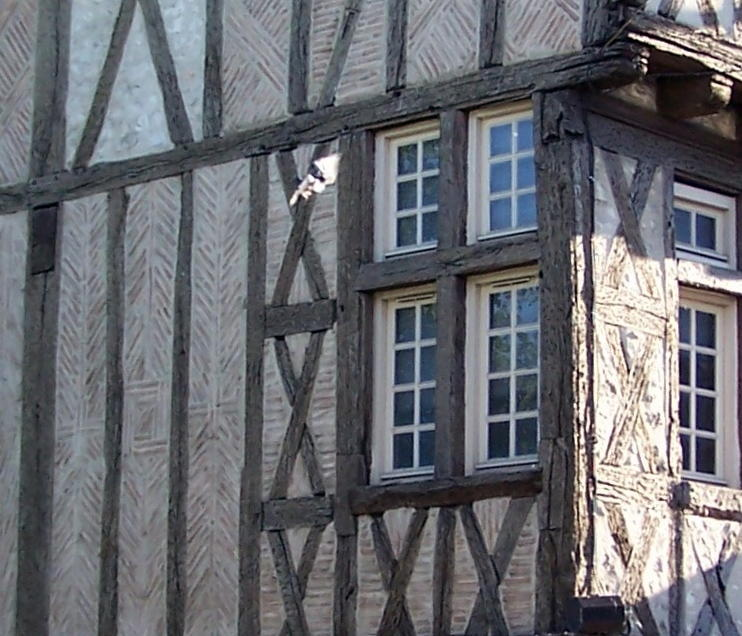
Közelről egy épület

### Heimatstil
A Heimatstil  a 19. század második felének és a 20 század első felének építészeti stílusa volt, amely historista tendenciákkal rendelkezett és amely kimondott a német nyelvű területeken jelentkezett.

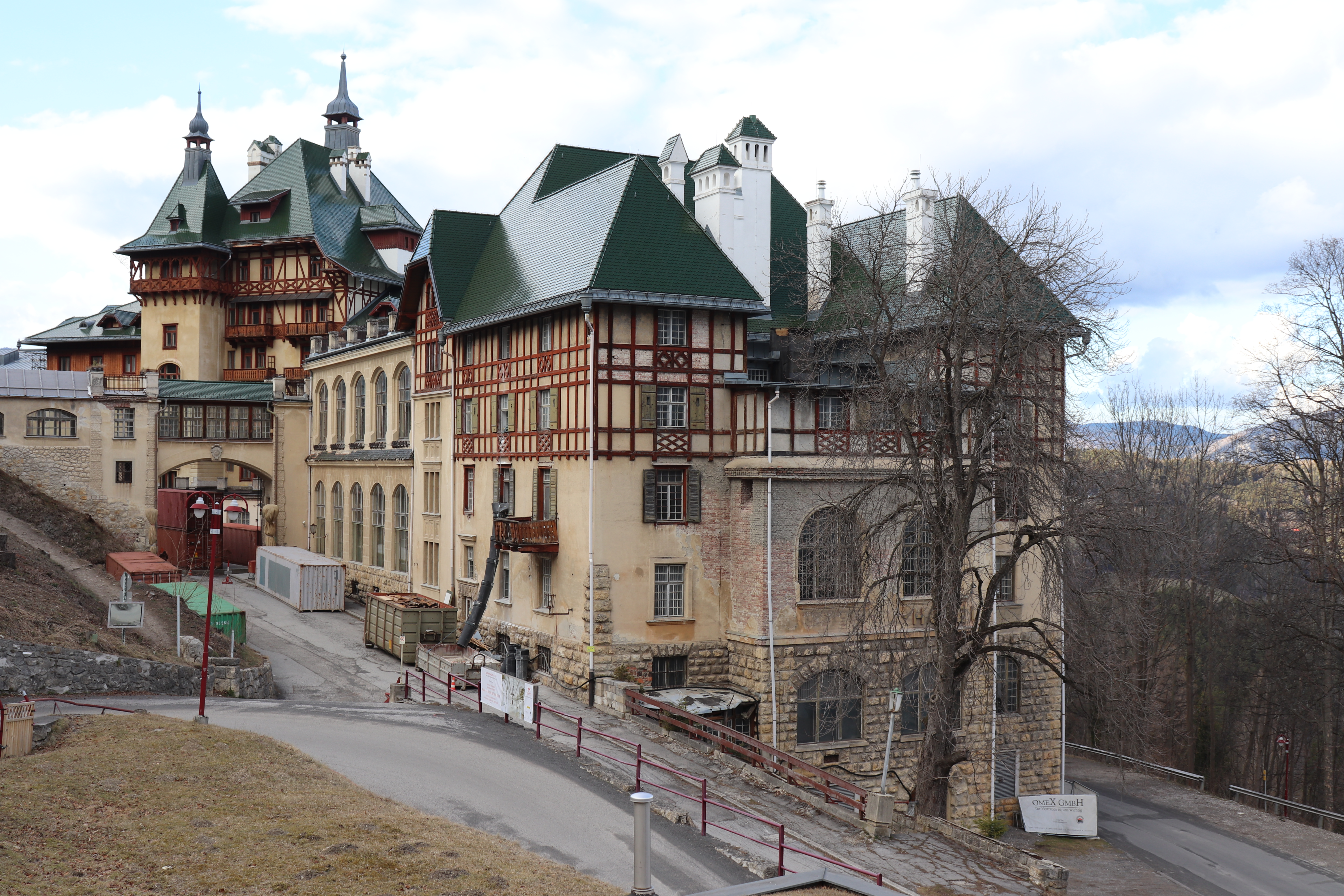
Südbahnhotel, Semmering
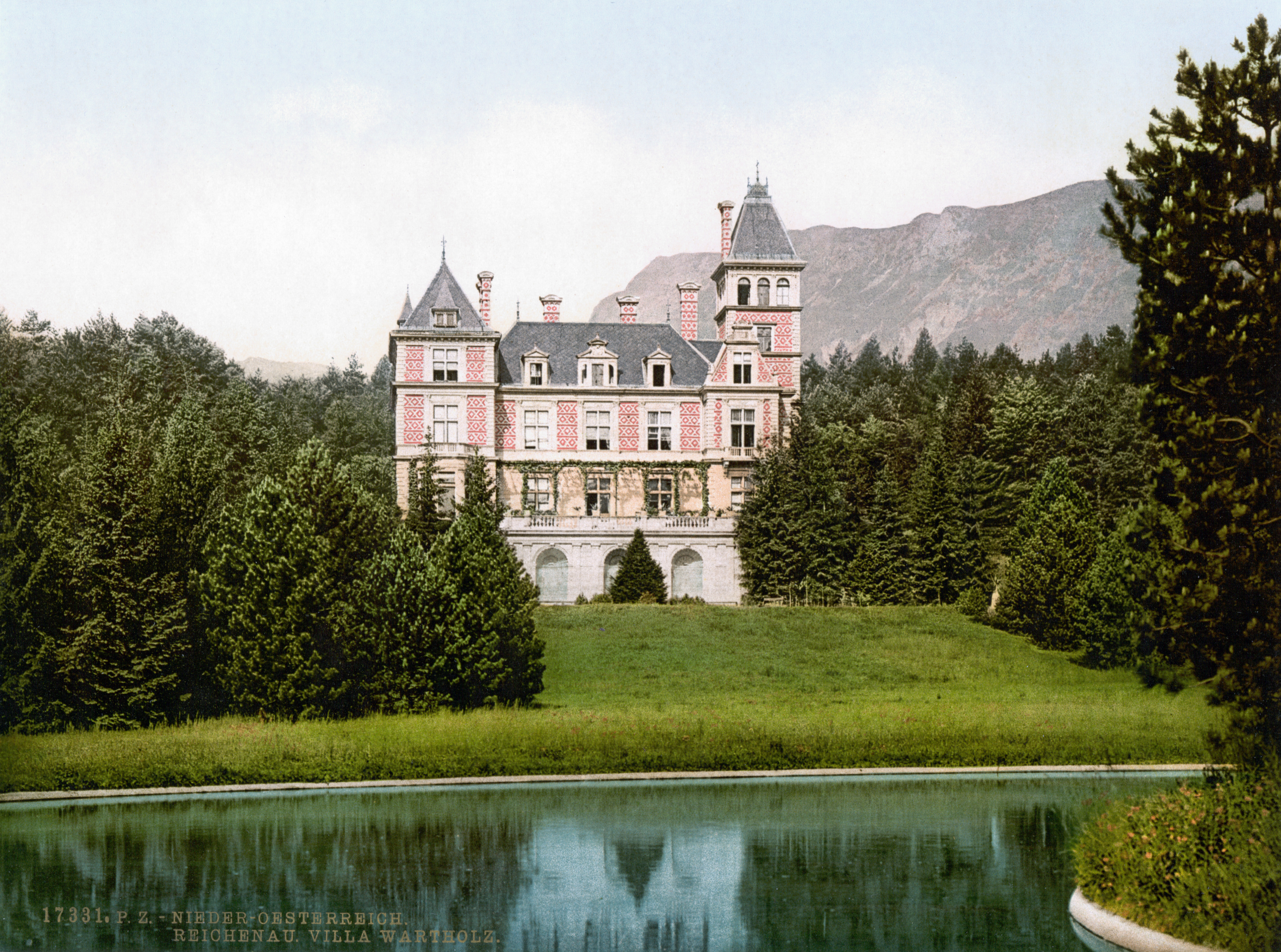
Villa Wartholz, Reichenau

### Heimatschutz-stílus
A Heimatschutz-stílus  az építészet egy modern stílusa , amely az 1950-es évek végéig virágzott.

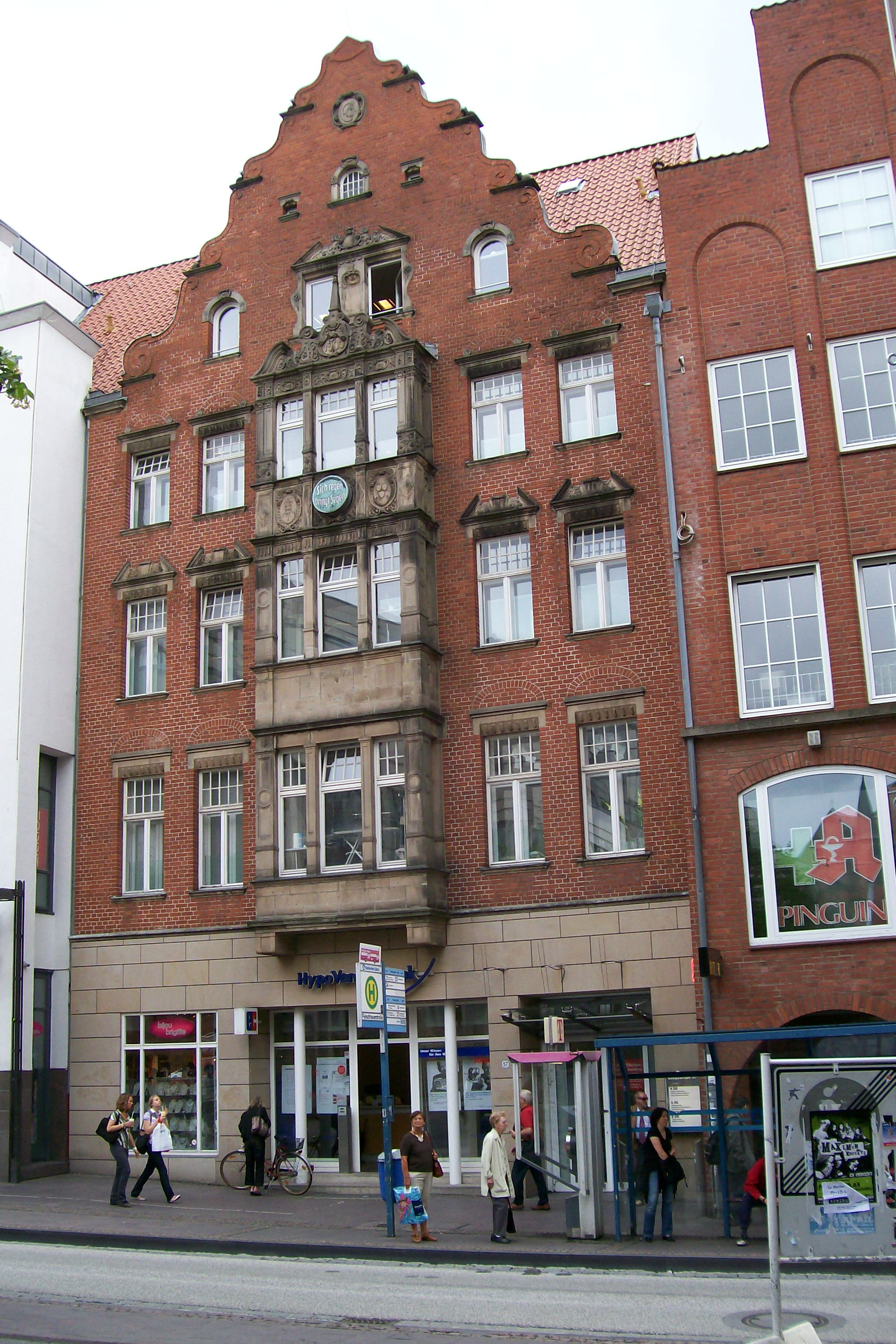
Königstraße 57., Lübeck
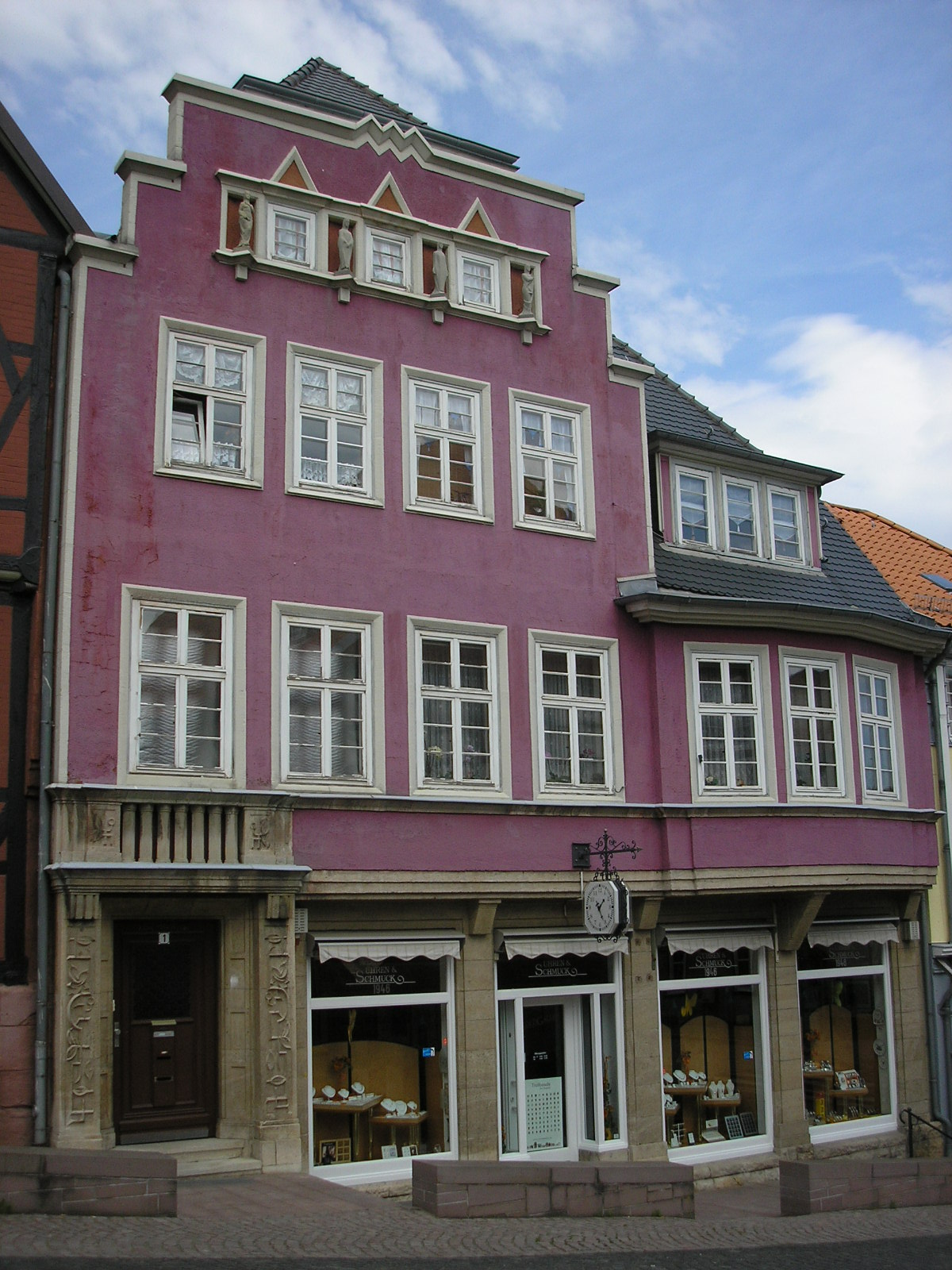
Heiligenstadt, Thüringen
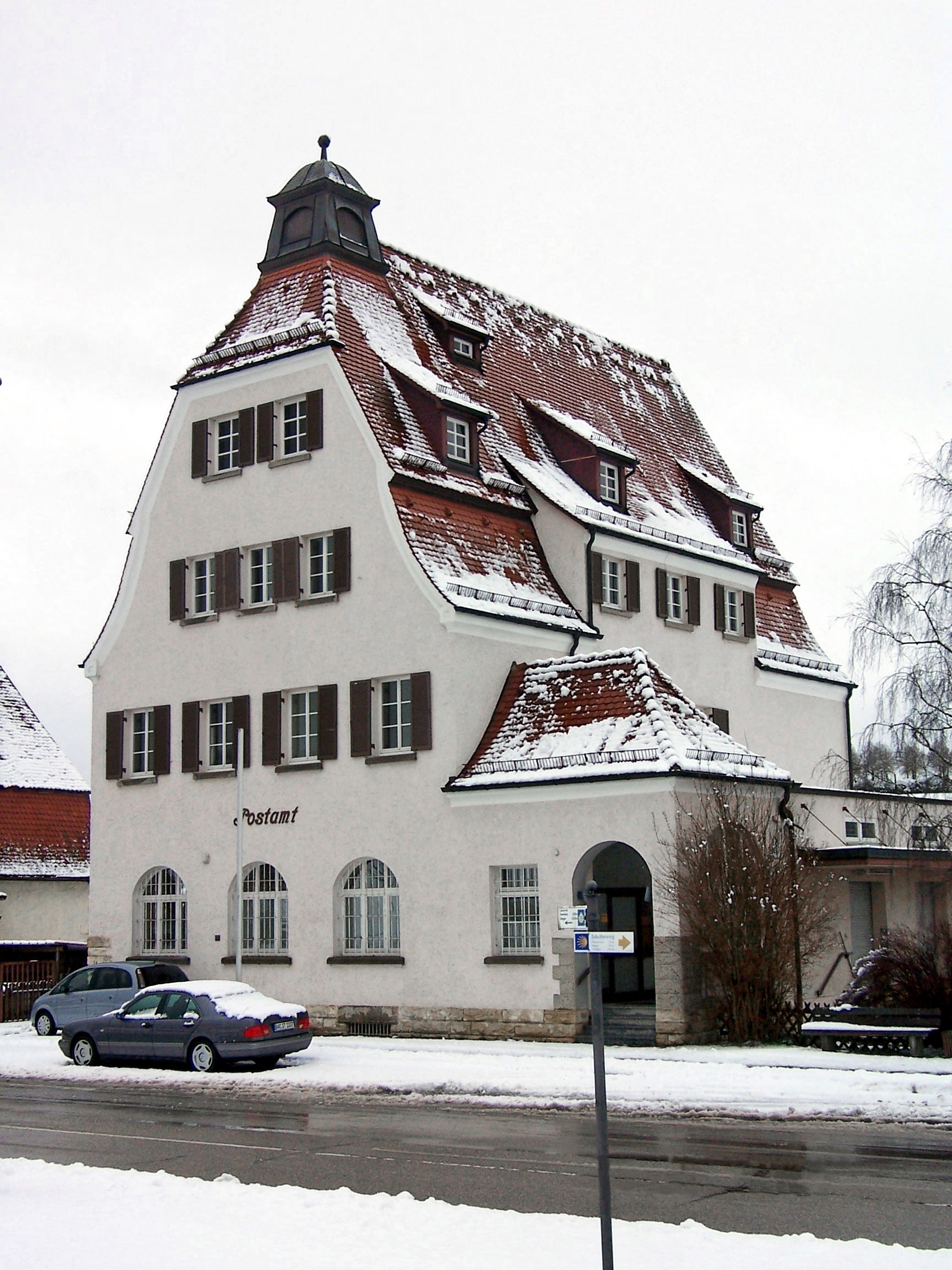
Neresheim postaépülete 1911-ből, Baden-Württemberg
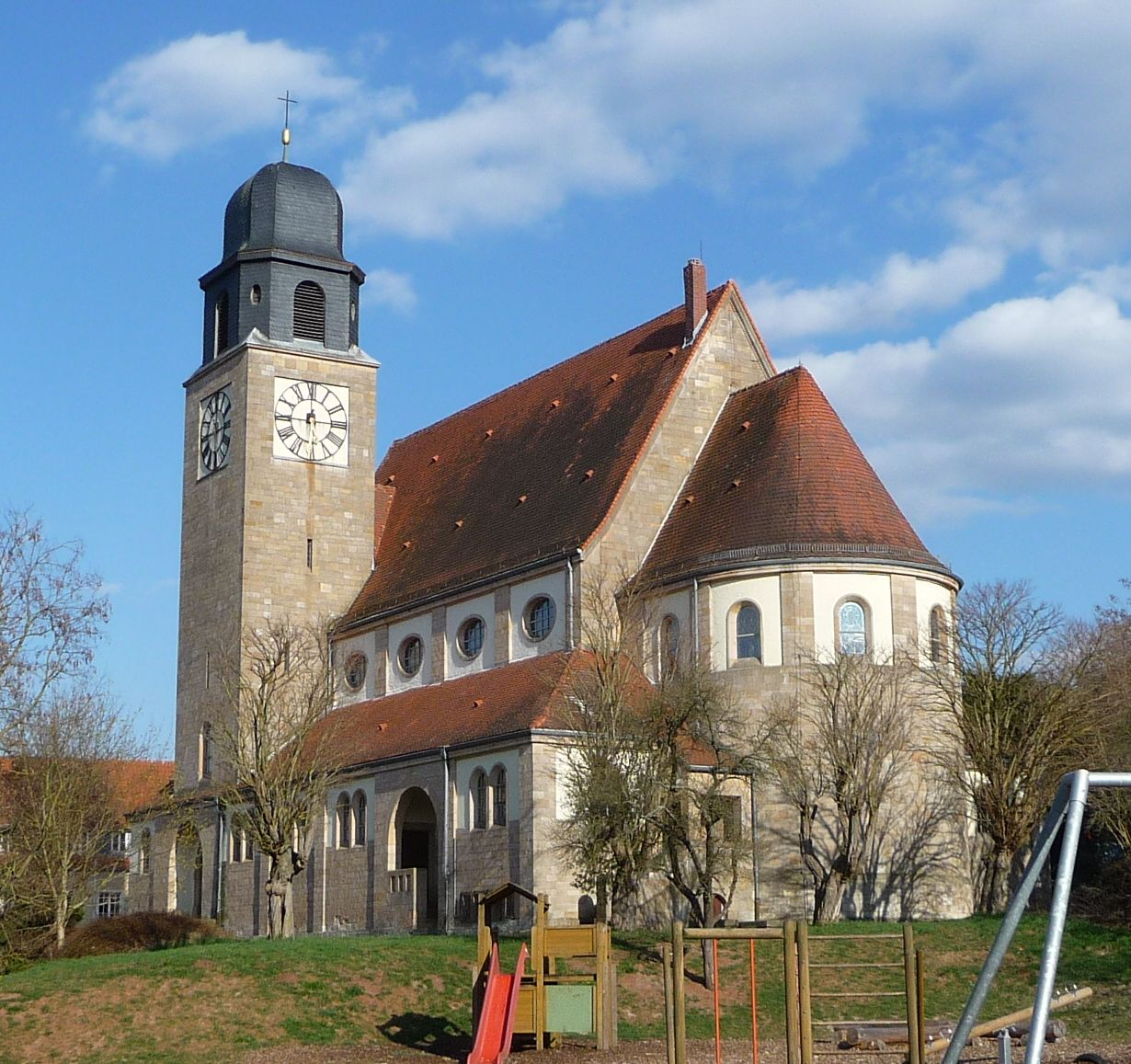
Kirche Mariä Himmelfahrt, Ramsen (Pfalz), 1912

## Fordítás
- Ez a szócikk részben vagy egészben  az   Architecture of Germany című angol Wikipédia-szócikk fordításán alapul.  Az eredeti cikk szerkesztőit annak laptörténete sorolja fel. Ez a jelzés csupán a megfogalmazás eredetét és a szerzői jogokat jelzi, nem szolgál a cikkben szereplő információk forrásmegjelöléseként.